# 10. Juli
Der 10. Juli ist der 191. Tag des gregorianischen Kalenders (der 192. in Schaltjahren), somit bleiben 174 Tage bis zum Jahresende.

## Ereignisse

### Politik und Weltgeschehen
- 0048 v. Chr.: In der Schlacht von Dyrrhachium erleidet Iulius Caesar eine Niederlage gegen Pompeius und entgeht dabei nur knapp der völligen Vernichtung seiner Legionen.
- 0138: Antoninus Pius wird nach dem Tod Hadrians römischer Kaiser.
- 1086: Während der Vorbereitung eines Eroberungsfeldzuges gegen England wird Knut IV. der Heilige von Dänemark in der von ihm gegründeten Kirche von St. Alban erschlagen. Nachfolger wird sein Bruder Olaf, den er zuvor gefangen gehalten hat.
- 1168: Kaiser Friedrich Barbarossa gewährt dem Bischof von Würzburg, Herold von Höchheim, auf einem in der Stadt abgehaltenen Reichstag das als Güldene Freiheit bezeichnete Privileg, das jedem Bischof künftig unter anderem die weltliche Gerichtsbarkeit auf seinem Territorium gestattet.
- 1460: Richard Neville, 16. Earl of Warwick schlägt mit seinem Heer während der Rosenkriege in der Schlacht von Northampton die königlichen Truppen des Hauses Lancaster und nimmt König Heinrich VI. gefangen.

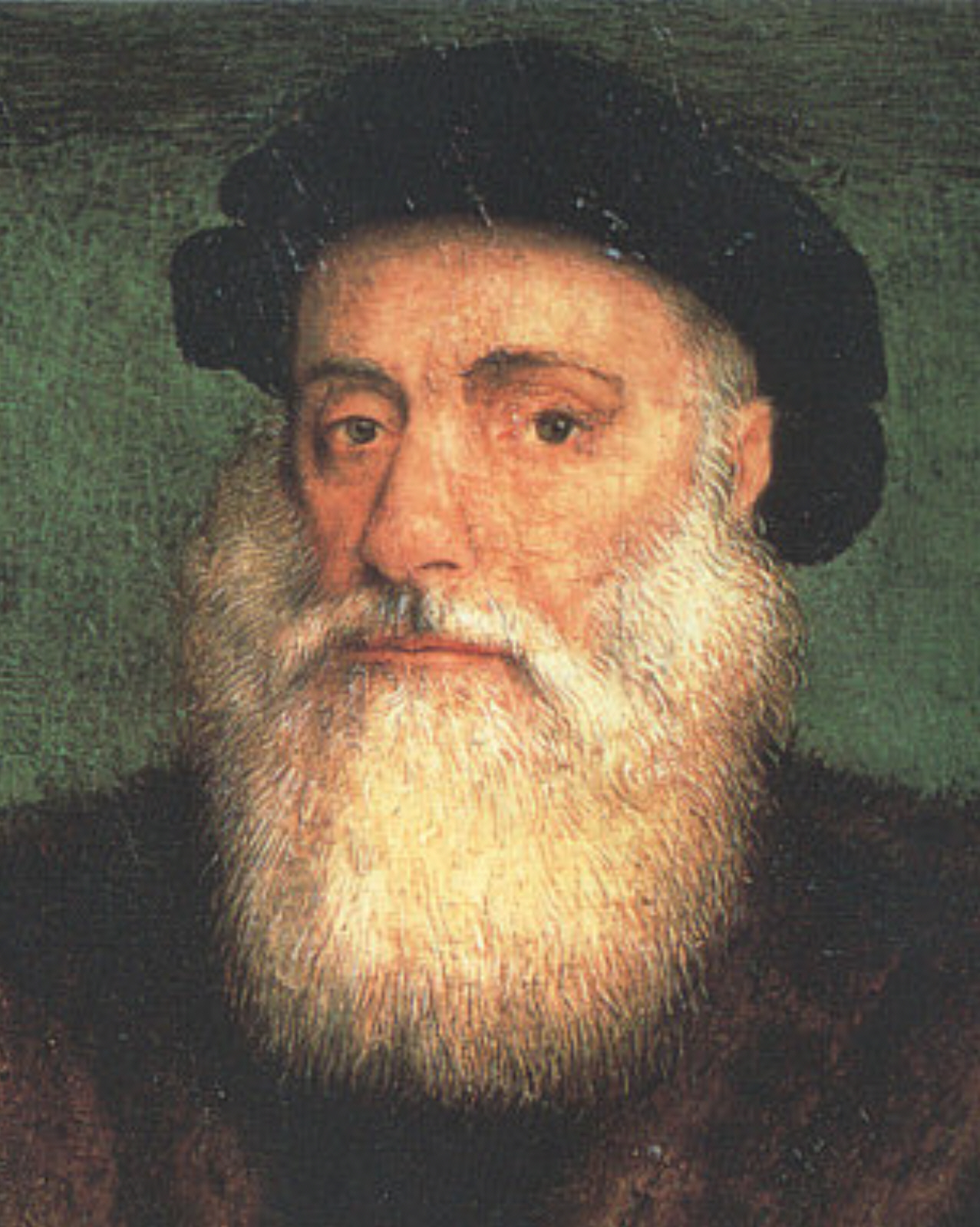
1499: Vasco da Gama

- 1499: Das erste Schiff der Flotte Vasco da Gamas kehrt nach der erfolgreichen Indienfahrt in die Heimat zurück.
- 1553: Lady Jane Grey wird im Tower von London zur Königin von England gekrönt. Sie geht als „Neuntagekönigin“ in die Geschichte ein.
- 1584: Wilhelm der Schweiger, Prinz von Oranien und Führer im niederländischen Unabhängigkeitskrieg gegen Spanien, wird in Delft von Balthasar Gérard ermordet.
- 1609: Im Heiligen Römischen Reich schließen sich vierzehn Monate nach Gründung der Protestantischen Union katholische Fürsten zur Katholischen Liga zusammen.
- 1616: Robert Bylot und William Baffin entdecken auf der Suche nach der Nordwestpassage die Einfahrt in den Jonessund, den sie für eine Bucht halten.
- 1645: Mit ihrem Sieg in der Schlacht bei Langport übernehmen die Parlamentstruppen im Englischen Bürgerkrieg die Kontrolle über das Hauptnachschubgebiet royalistischer Truppen.
- 1651: Die Osmanen werden bei Paros zur See von den Venezianern unter Lazzaro Mocenigo geschlagen.
- 1652: Mit der Kriegserklärung Englands an die Niederlande beginnt der Erste Englisch-Niederländische Seekrieg.
- 1690: In der Seeschlacht von Beachy Head im Pfälzischen Erbfolgekriegs besiegt eine zahlenmäßig überlegene französische Flotte eine Streitmacht von englisch-niederländischen Geschwadern.

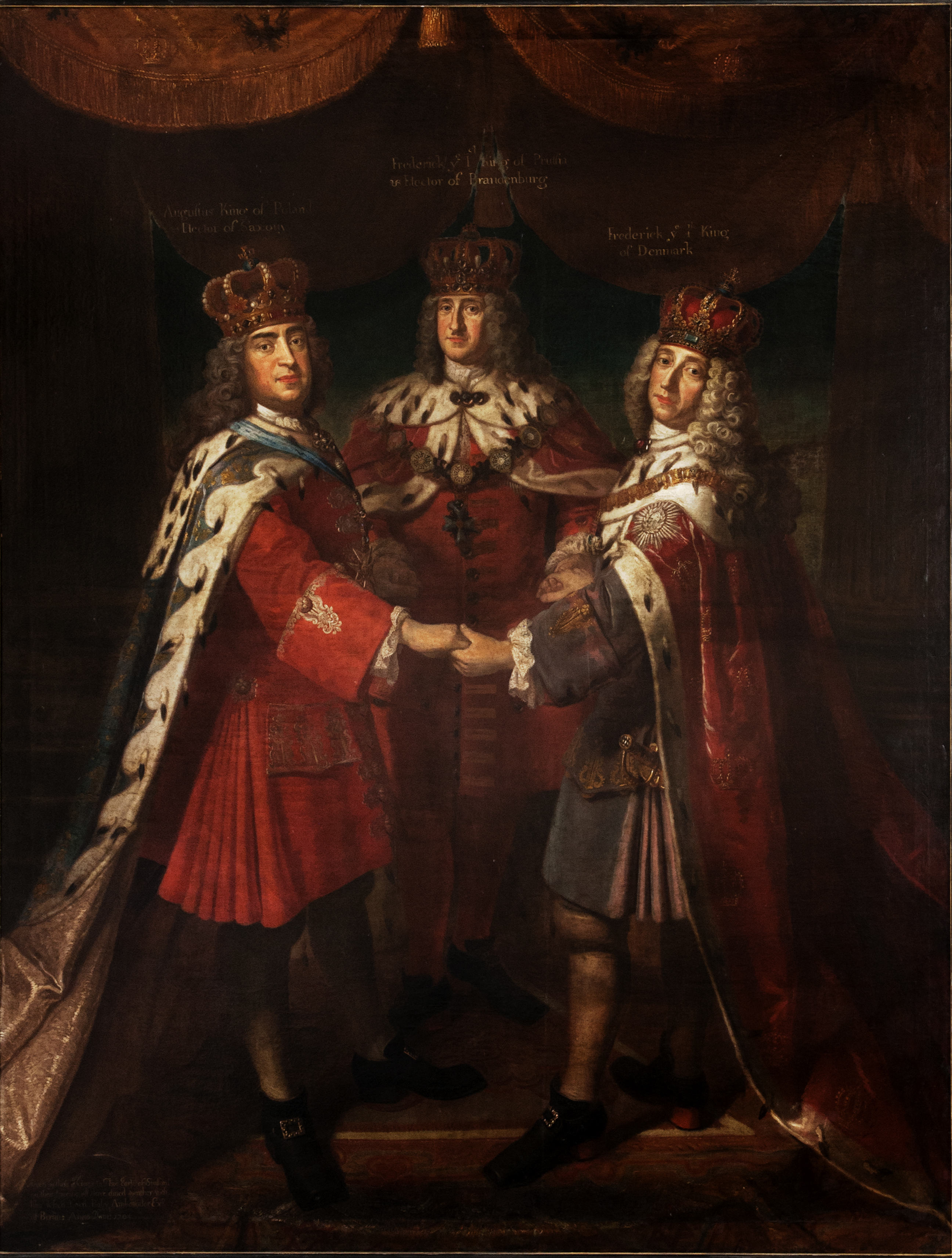
1709: Dreikönigstreffen

- 1709: Beim mehrtägigen Treffen dreier Könige am preußischen Hof gilt dieser Tag politischen Gesprächen der Monarchen Friedrich I., August der Starke und Friedrich IV. Die Bemühungen Dänemarks und Sachsens beim Herrschertreffen, Preußen zu einem Engagement gegen Schweden zu bewegen, bleiben erfolglos.
- 1778: Mit einer Kriegserklärung an Großbritannien tritt Frankreich offiziell in den Amerikanischen Unabhängigkeitskrieg ein.
- 1789: Vier Tage vor dem Sturm auf die Bastille beginnt die hungernde Bevölkerung von Paris, Zollhäuser in Brand zu stecken, in der Hoffnung auf fallende Lebenmittelpreise durch den Wegfall von Akzisen.
- 1789: Der Schotte Alexander Mackenzie erreicht mit seiner Expeditionsgruppe das Flussdelta des später nach ihm benannten Mackenzie River. Der Entdecker hat auf der Suche nach einem Zugang zum Pazifik den gesamten Flusslauf befahren, doch mündet der Strom zu seiner Enttäuschung in die arktische Beaufortsee.

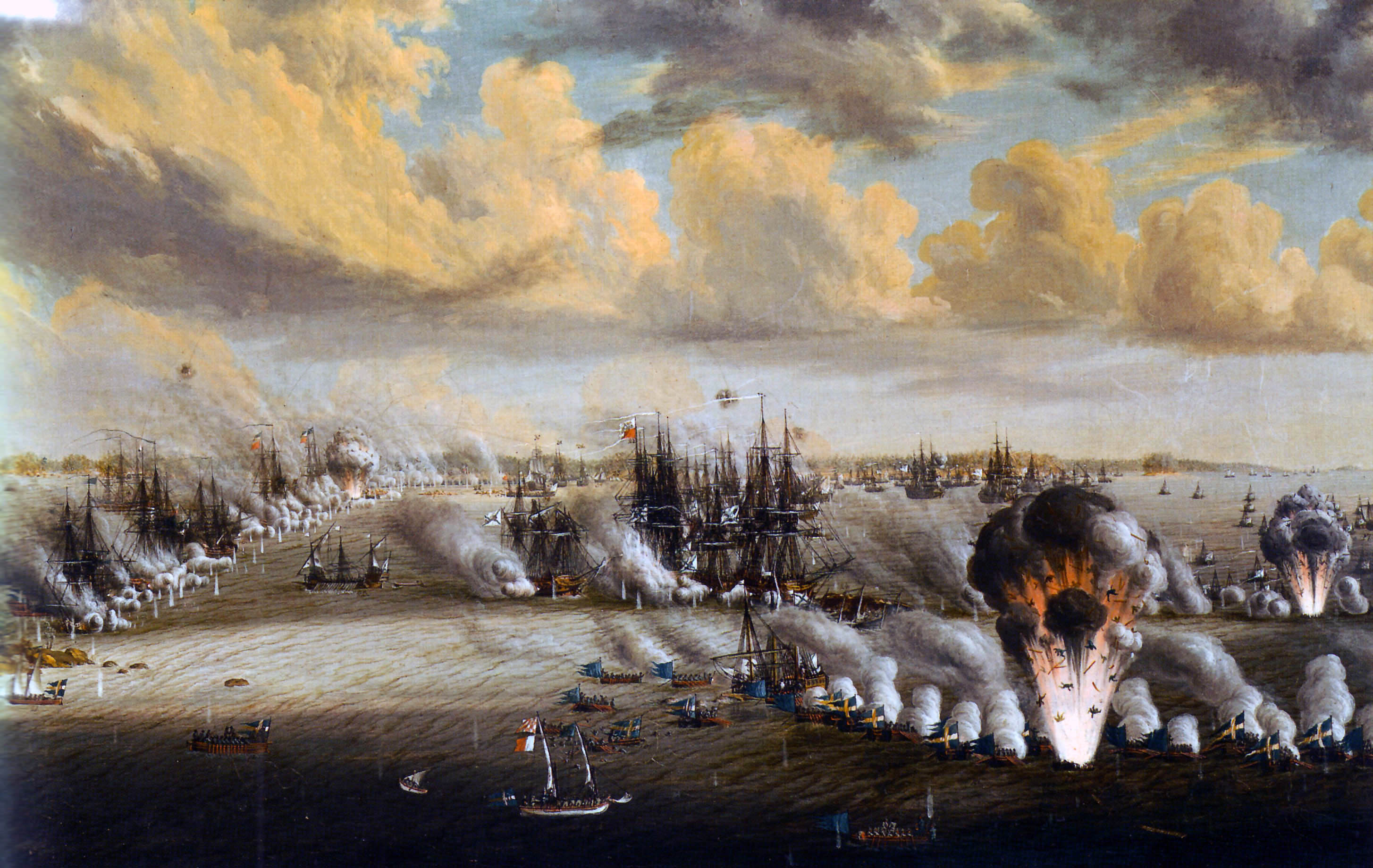
1790: Zweite Schlacht am Svensksund

- 1790: Die am Vortag begonnene Zweite Seeschlacht bei Ruotsinsalmi während des Russisch-Schwedischen Krieges endet mit einem Sieg Schwedens. Die auch als Zweite Schärenschlacht am Svensksund im Finnischen Meerbusen vor Kotka bezeichnete Schlacht wird zur Katastrophe für Russland, das zwischen 9000 und 14.000 Mann sowie ein Drittel seiner Flotte verliert. Es ist hingegen der größte militärische Erfolg in der Geschichte der schwedischen Marine.
- 1804: Joseph Fouché wird von Napoleon I. erneut zum Polizeiminister ernannt.
- 1821: Durch das Inkrafttreten des Adams-Onís-Vertrages zwischen den USA und Spanien wird Florida offiziell Teil der USA.
- 1850: Millard Fillmore wird der 13. Präsident der Vereinigten Staaten.
- 1866: In der Schlacht bei Kissingen besiegen im Deutschen Krieg preußische Korps Einheiten der zur deutschen Bundesarmee gehörenden bayerischen Truppen.
- 1890: Das bisherige Wyoming-Territorium wird unter dem Namen Wyoming als 44. Bundesstaat in die Vereinigten Staaten aufgenommen.
- 1925: In Dayton, Tennessee, beginnt der „Affenprozess“ gegen den Lehrer John Thomas Scopes, der unter Missachtung des Butler Acts die Evolutionstheorie an einer öffentlichen Schule gelehrt hatte.
- 1931: Das norwegische Parlament erklärt das „Eirik Raudes Land“ an der ostgrönländischen Küste offiziell für annektiert.
- 1940: Die Luftschlacht um England setzt mit Angriffen der deutschen Luftwaffe auf Konvois im Ärmelkanal und küstennahe britische Marineeinrichtungen ein.
- 1940: Durch ein Verfassungsgesetz werden Marschall Philippe Pétain weitreichende Vollmachten hinsichtlich der französischen Verfassung übertragen. Damit löst das Vichy-Regime die Dritte Französische Republik ab.
- 1941: Die Heeresgruppe Mitte beginnt im Rahmen des Unternehmens Barbarossa im Zweiten Weltkrieg mit einer Offensive auf Smolensk.
- 1941: Beim Massaker von Jedwabne fallen jüdische Einwohner der ostpolnischen Kleinstadt einem Pogrom zum Opfer.

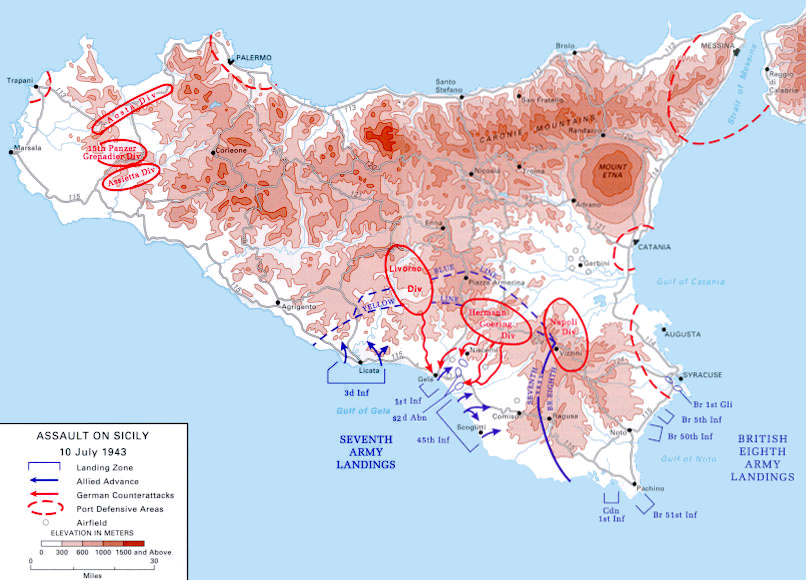
1943: Alliierte Landungen in Sizilien

- 1943: Britische, US-amerikanische und kanadische Truppen unter General Dwight D. Eisenhower landen auf Sizilien (Operation Husky).
- 1945: Im Saarland wechselt die Besatzungsmacht: Für die US-Truppen rücken französische Streitkräfte ins Land ein.
- 1948: Nach der Rittersturz-Konferenz werden die Koblenzer Beschlüsse veröffentlicht. Die elf westdeutschen Ministerpräsidenten erklären darin, dass die beabsichtigte Gründung der Bundesrepublik Deutschland lediglich ein Provisorium darstelle und ein gesamtdeutscher Staat angestrebt werde.
- 1951: Auf Vorschlag der UdSSR beginnen in Kaesŏng in Nordkorea offizielle Waffenstillstandsverhandlungen im Koreakrieg.
- 1955: David Ben-Gurion wird zwei Jahre nach seinem Rücktritt erneut zum israelischen Ministerpräsidenten gewählt.
- 1964: Bayerns Kultusminister Theodor Maunz gibt nach Enthüllungen zu seiner NS-Vergangenheit seinen Rücktritt bekannt.
- 1964: Der von Staatspräsident Joseph Kasavubu aus dem Exil zurückgeholte frühere Staatschef von Katanga, Moïse Tschombé, wird Ministerpräsident der Zentralregierung im Kongo.
- 1966: Bei Landtagswahlen in Nordrhein-Westfalen gewinnt zum ersten Mal eine SPD-geführte Koalition.

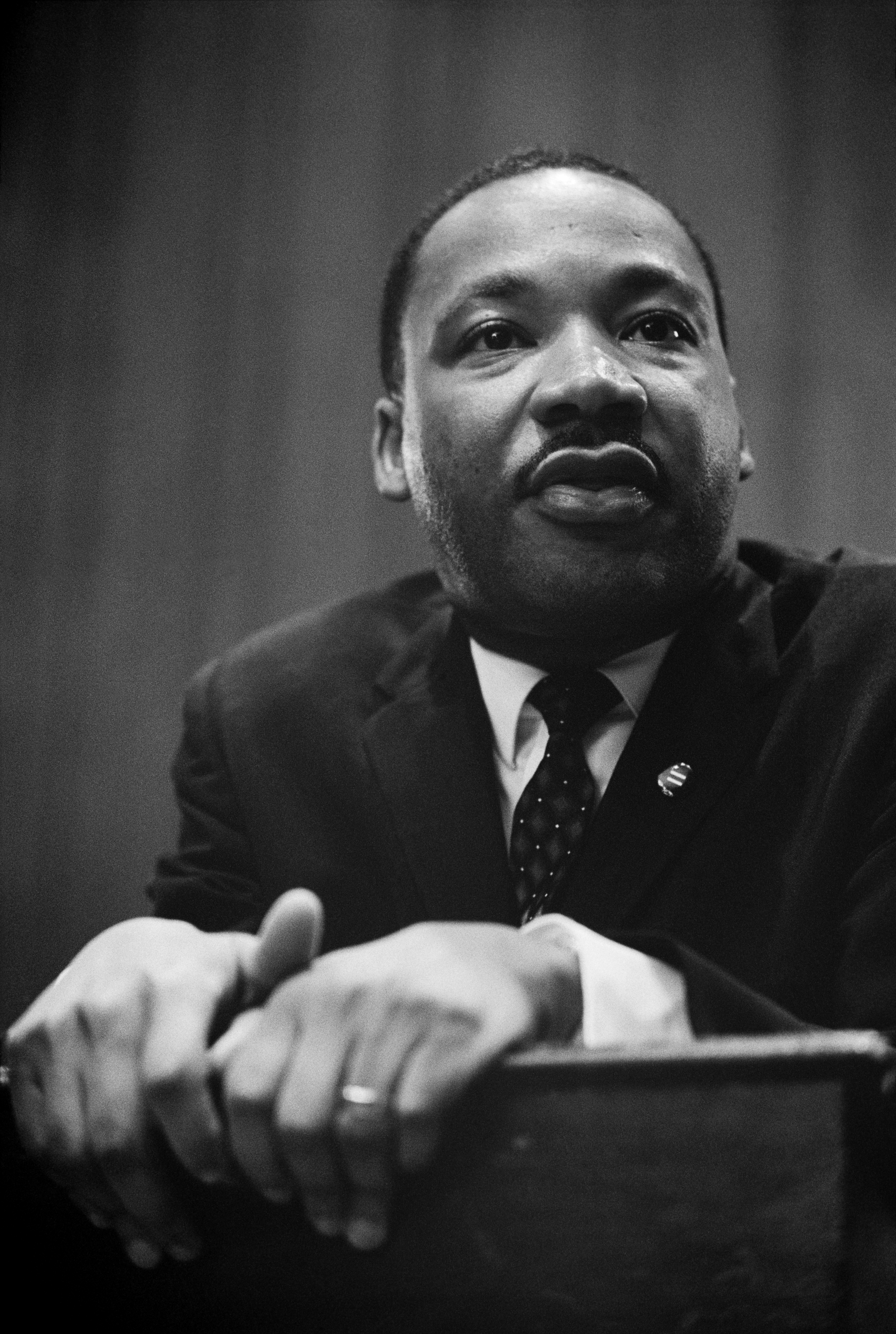
1966: Martin Luther King

- 1966: Martin Luther King zieht am „Freiheitssonntag“ mit 36.000 Anhängern zum Rathaus von Chicago und heftet 48 Thesen, in denen er Verbesserungen der Wohn-, Bildungs- und Arbeitsverhältnisse anmahnt, an die dortige Metalltür.
- 1971: In Skhirat kommt es zu einem Putschversuch gegen König Hassan II. von Marokko. Über Radio Rabat rufen die Rebellen die Republik Marokko aus. Der nur von Teilen des Militärs unternommene Umsturzversuch wird von loyalen Truppen und der Polizei niedergeschlagen.
- 1973: Die Bahamas werden von Großbritannien unabhängig.
- 1978: Der mauretanische Staatspräsident Moktar Ould Daddah wird während eines Militärputschs gestürzt.
- 1985: Das Greenpeace-Schiff Rainbow Warrior wird in Auckland, Neuseeland von französischen Geheimdienst-Agenten versenkt.

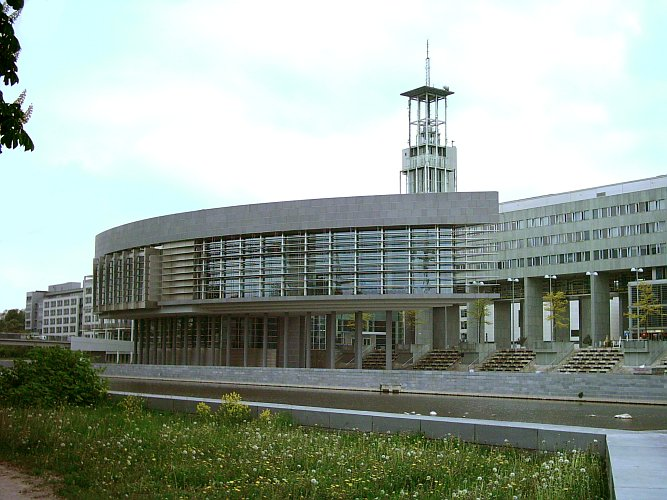
1986: Regierungsgebäude in St. Pölten

- 1986: St. Pölten wird per einstimmigem Landtagsbeschluss Hauptstadt Niederösterreichs.
- 1992: Der panamaische General Manuel Noriega wird in den USA wegen Drogenhandels zu 40 Jahren Haft verurteilt.

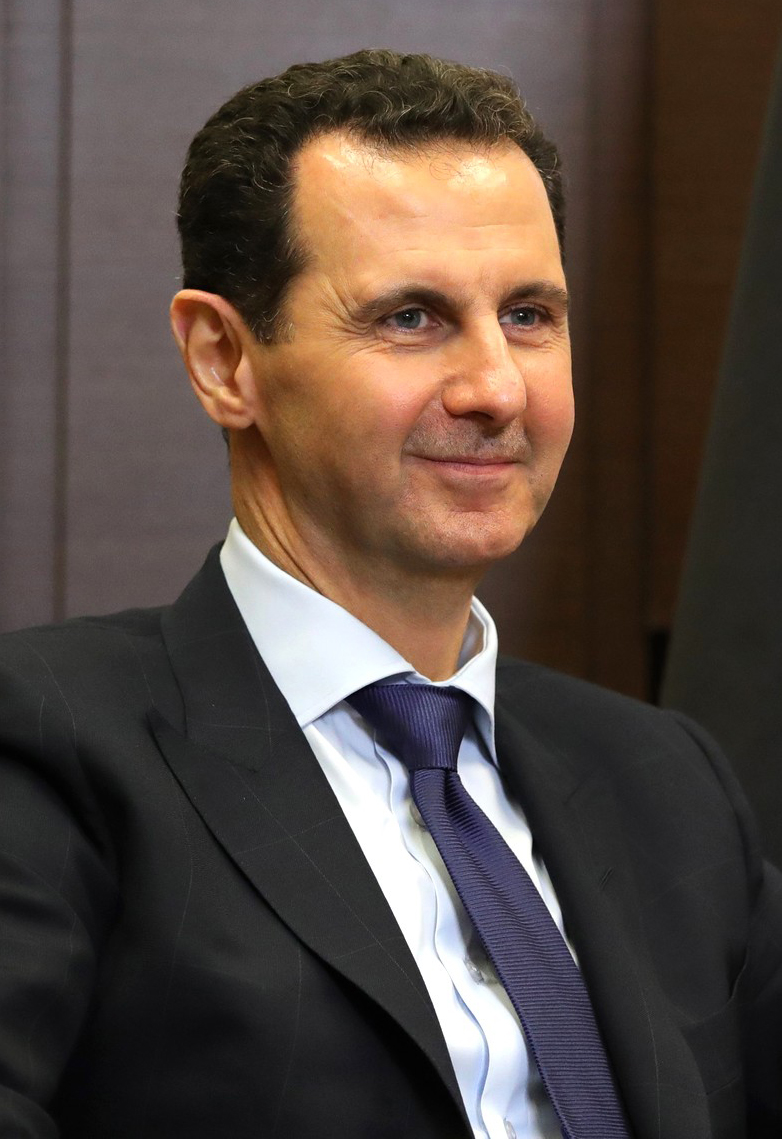
2000: Baschar al-Assad

- 2000: Baschar al-Assad wird nach dem Tod seines Vaters Hafiz al-Assad zum Präsidenten von Syrien gewählt.
- 2006: In der Mongolei beginnen die einwöchigen Feierlichkeiten zum 800. Jahrestag der Staatsgründung mit der Einweihung einer riesigen Statue von Dschingis Khan.
- 2006: In Polen ernennt Staatspräsident Lech Kaczyński seinen eineiigen Zwillingsbruder Jaroslaw zum Ministerpräsidenten. Damit sind die beiden wichtigsten Positionen im Staat durch das Brüderpaar besetzt, was auch in Polen selbst zu Kritik führt.
- 2012: Der wegen der Rekrutierung und des Einsatzes von Kindersoldaten für schuldig befundene kongolesische Ex-Milizenführer Thomas Lubanga wird vom Internationalen Strafgerichtshof in Den Haag zu 14 Jahren Haft verurteilt.
- 2017: Im Irak endet die Schlacht um Mossul nach über 8 Monaten mit der Befreiung der Stadt von der Terror-Miliz Islamischer Staat.

### Wirtschaft
- 1817: Der Erfinder des Kaleidoskops, David Brewster, erhält darauf ein englisches Patent.
- 1877: Die Berliner Nordbahn, die Berlin mit der Ostsee verbindet, wird eröffnet.
- 1904: Die Verlängerung der Albulabahn nach St. Moritz geht in Betrieb.
- 1909: In Frankfurt am Main eröffnet die erste Internationale Luftschiffahrt-Ausstellung (ILA). Gezeigt werden Luftschiffe, Ballone und Flugzeuge durch insgesamt 500 Aussteller. Bis 17. Oktober besuchen 1,5 Millionen Menschen die Ausstellung.
- 1925: Die offizielle Nachrichtenagentur der Sowjetunion, die Telegrafnoe Agentstvo Sovetskovo Soyuza, kurz TASS, wird gegründet.
- 1956: Das Autobahnkreuz Frankfurter Kreuz, der heute meistbefahrene Verkehrsknotenpunkt Europas, wird dem Verkehr übergeben.

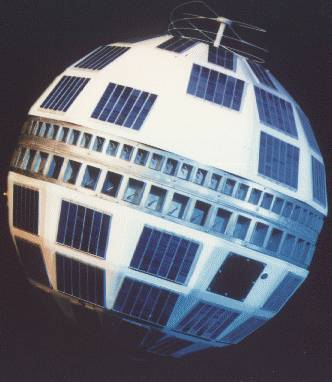
1962: Telstar

- 1962: Telstar, der erste Fernsehsatellit, wird ins All geschossen.
- 2000: Das europäische Luft- und Raumfahrtunternehmen EADS wird gegründet.
- 2009: Die großteils staatliche General Motors Company entsteht aus der bankrottgegangenen General Motors Corporation.

### Wissenschaft und Technik
- 1851: Die private University of the Pacific wird im kalifornischen Stockton gegründet.

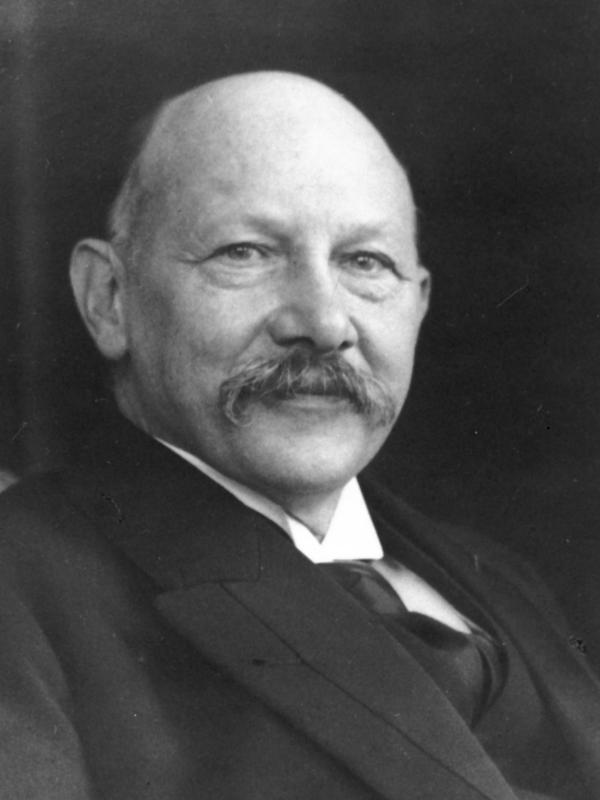
1908: Heike Kamerlingh Onnes

- 1908: Dem niederländischen Physiker Heike Kamerlingh Onnes gelingt es erstmals, Helium zu verflüssigen.
- 1913: Im Death Valley, Kalifornien, wird eine Temperatur von 56,7 °C gemessen, der bis zu diesem Zeitpunkt weltweit höchste gemessene Wert.
- 1938: Howard Hughes umrundet in einer Lockheed 14 mit seinen Begleitern in 91 Stunden die Erde; es ist die bis dahin schnellste Weltumrundung.

### Kultur
- 1755: Die Uraufführung des ersten deutschen bürgerlichen Trauerspiels Miss Sara Sampson von Gotthold Ephraim Lessing findet im Exerzierhaus zu Frankfurt statt.
- 1813: Die Uraufführung der Operette Der blinde Gärtner oder Die blühende Aloë von Peter Joseph von Lindpaintner erfolgt in München.
- 1919: In London wird erstmals der Hawthornden Prize verliehen, der älteste Literaturpreis in Großbritannien.
- 1961: Das bei der Grammy-Award-Verleihung 1962 fünffach ausgezeichnete Doppelalbum Judy at Carnegie Hall von Judy Garlands gefeiertem Auftritt in der New Yorker Carnegie Hall im April 1961 erscheint.
- 1964: The Beatles veröffentlichen das Album A Hard Day’s Night.

### Gesellschaft
- 1973: In Rom wird der 16-jährige John Paul Getty III entführt. Die Täter verlangen ein Lösegeld von 3,4 Millionen US-Dollar. Sein Großvater, der Milliardär J. Paul Getty lehnt eine Zahlung ab, bis das dem Enkel abgeschnittene und einer Zeitung übersandte Ohr eine Meinungsänderung bewirkt.

### Religion
- 0310: Der mutmaßlich aus Nordafrika stammende Miltiades wird Papst. Er ist ein Gegner des Montanismus.

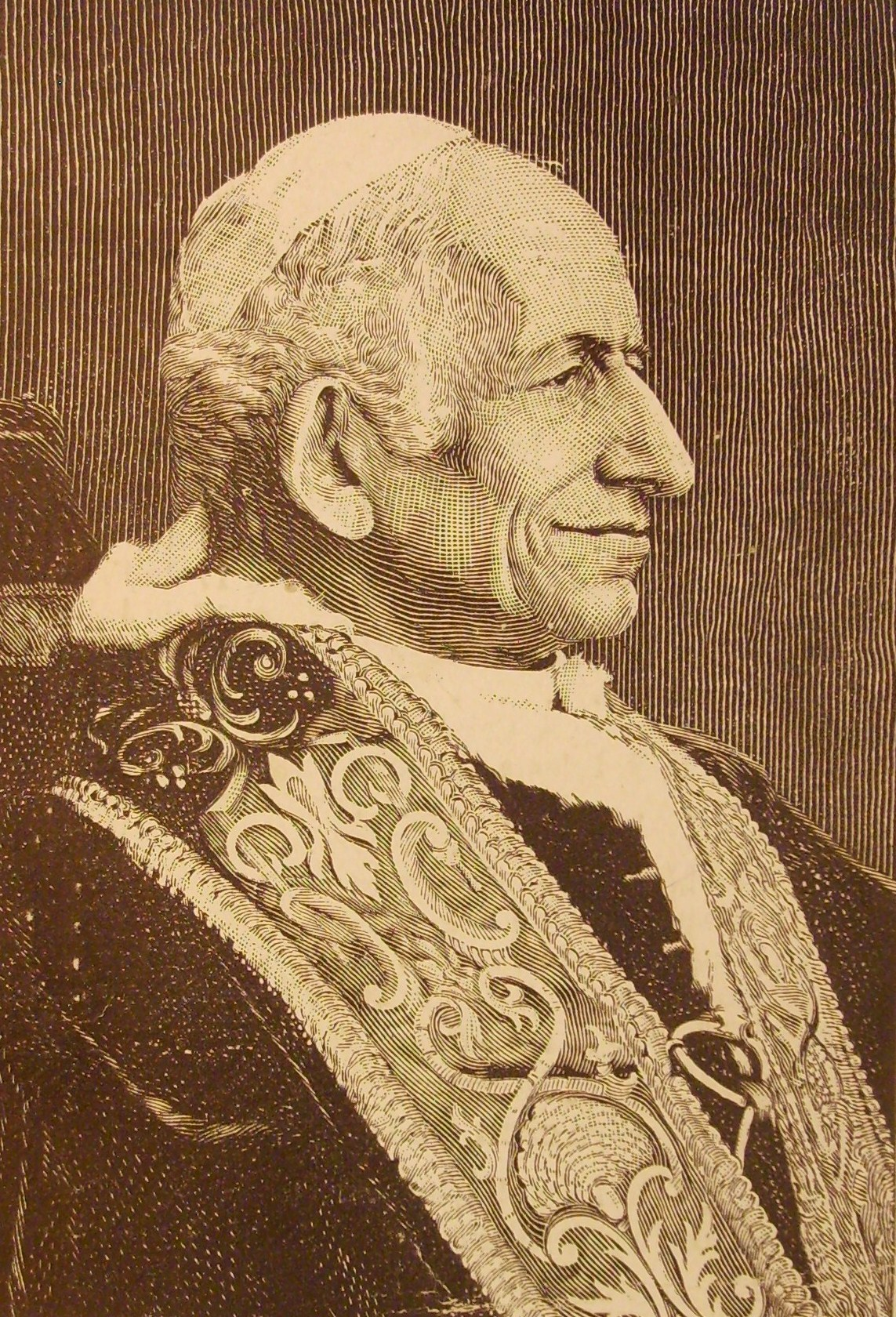
1895: Papst Leo XIII.

- 1895: Die sozialen Verhältnisse in Belgien veranlassen Papst Leo XIII. zur Enzyklika Permoti nos an die dortige Bischofskonferenz.

### Katastrophen
- 1916: In der österreichischen Stadt Wiener Neustadt richtet ein Tornado der Stärke F4 schwere Verwüstungen an, wobei mehr als 30 Menschen sterben, rund 300 verletzt werden und unter anderem die Wiener Neustädter Lokomotivfabrik zerstört wird.
- 1968: Ein für Deutschland ungewöhnlich heftiger Tornado der Stärke F4 richtet in der Stadt Pforzheim und dem Umland erhebliche Schäden an Fahrzeugen und Gebäuden an. Zwei Menschen sterben, über 200 Menschen werden verletzt.
- 1976: Bei einem Unfall in der Chemiefabrik Icmesa im norditalienischen Seveso, der Umweltkatastrophe von Seveso, werden große Mengen des hochgiftigen Dioxins TCDD freigesetzt.
- 2000: In Süd-Nigeria explodiert eine Pipeline. Etwa 250 Einwohner, die auslaufendes Benzin sammeln, werden getötet.
- 2011: Das russische Flusskreuzfahrtschiff Bulgaria sinkt bei einer Ausflugsfahrt auf der Wolga innerhalb weniger Minuten. Mehr als 100 Menschen kommen ums Leben, darunter zahlreiche Kinder.

Kleinere Unglücksfälle sind in den Unterartikeln von Katastrophe und in der Liste von Katastrophen aufgeführt.

### Sport

1949: DFB (Logo)

- 1949: In Stuttgart wird der Deutsche Fußball-Bund nach dem Zweiten Weltkrieg neu gegründet.
- 1980: Gérard d’Aboville startet mit seinem Einmann-Ruderboot Captain Cook von Cape Cod aus seine Atlantiküberquerung.

Einträge von Leichtathletik-Weltrekorden befinden sich unter der jeweiligen Disziplin unter Leichtathletik.
Einträge zu Fußballweltmeisterschaftsspielen finden sich in den Unterseiten von Fußball-Weltmeisterschaft. Das Gleiche gilt für Fußball-Europameisterschaften.

## Geboren

### Vor dem 18. Jahrhundert

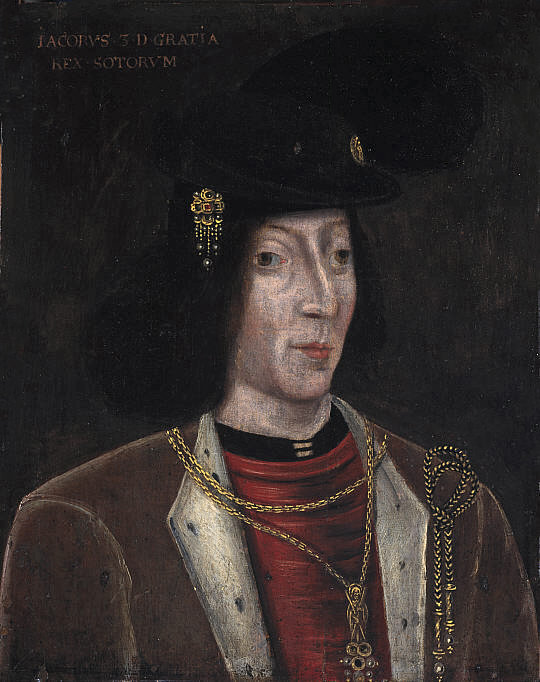
Jakob III. (* 1451)
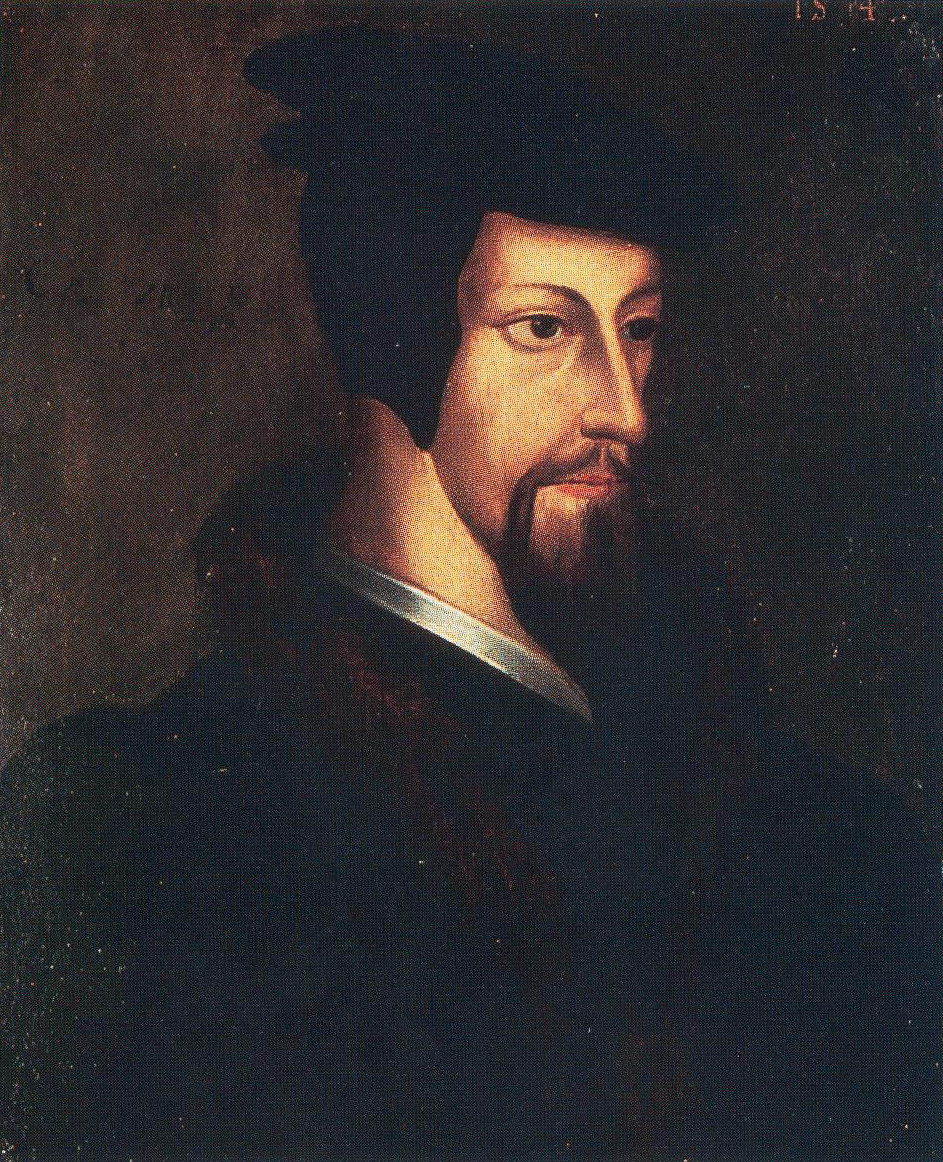
Johannes Calvin (* 1509)
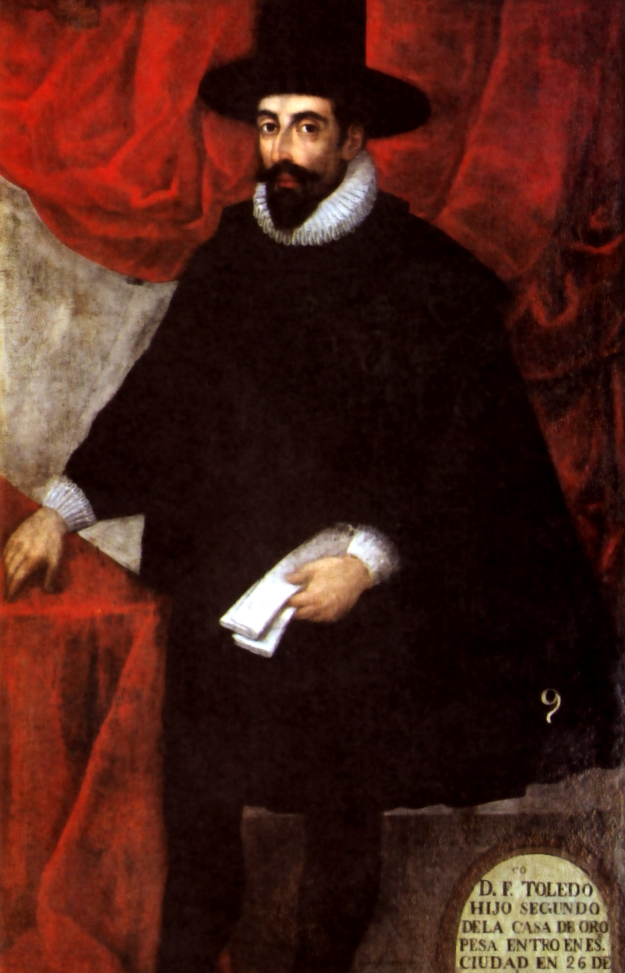
Francisco de Toledo (* 1515)
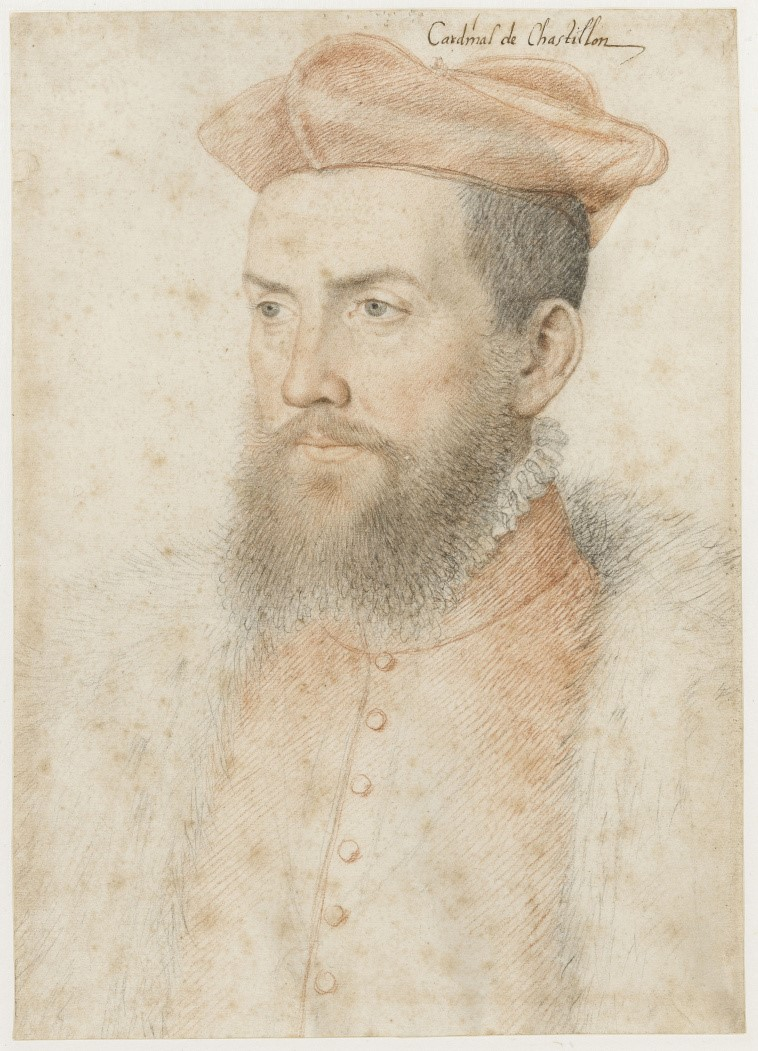
Odet de Coligny (* 1517)
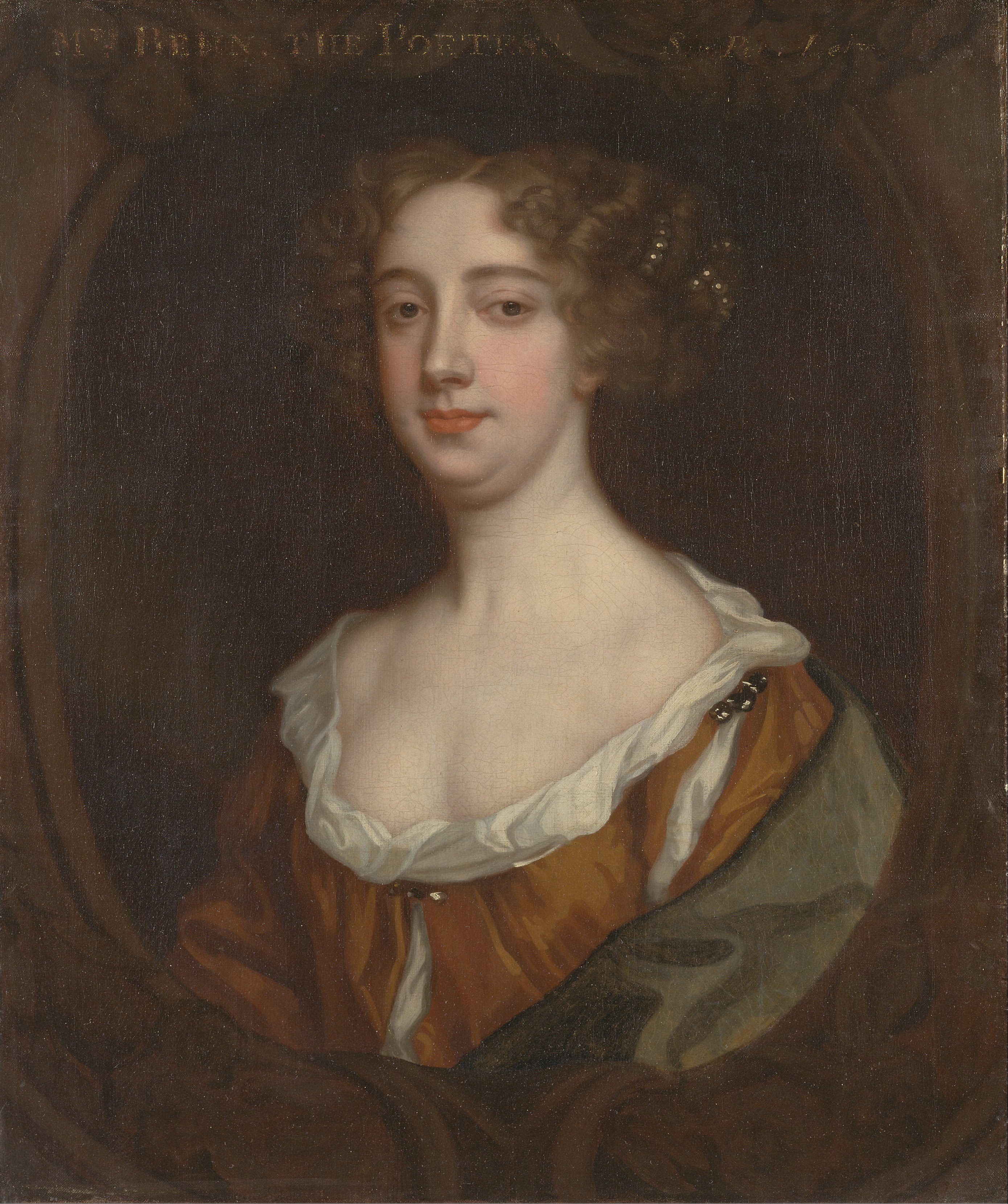
Aphra Behn (* 1640)

- 1419: Go-Hanazono, 102. Tennō (Kaiser) von Japan
- 1451: Jakob III., König von Schottland
- 1496: Johann Forster, deutscher lutherischer Theologe
- 1509: Johannes Calvin, französisch-schweizerischer Kirchenreformator
- 1515: Francisco de Toledo, spanischer Heerführer und Vizekönig von Peru
- 1517: Odet de Coligny, französischer Hugenottenführer
- 1519: Konrad zu Castell, Herrscher der Grafschaft Castell
- 1526: Philippe III. de Croÿ, Führer des römisch-katholischen Adels in den Spanischen Niederlanden
- 1584: Philipp Horst, deutscher Rhetoriker und Moralphilosoph
- 1595: Maximilian Kurtz von Senftenau, deutscher Diplomat und Politiker im Kurfürstentum Bayern
- 1614: Arthur Annesley, 1. Earl of Anglesey, irischer Adliger
- 1616: Antonio del Castillo y Saavedra, spanischer Maler und Bildhauer
- 1618: Eberhard Jabach, deutscher Unternehmer und Kunstsammler
- 1640: Aphra Behn, englische Schriftstellerin
- 1663: Leopold Schlik zu Bassano und Weißkirchen, kaiserlicher Feldmarschall, Generalkriegskommissar und Botschafter
- 1682: Roger Cotes, englischer Mathematiker
- 1682: Bartholomäus Ziegenbalg, deutscher evangelischer Missionar
- 1687: Johann Georg Weber, deutscher lutherischer Theologe

### 18. Jahrhundert

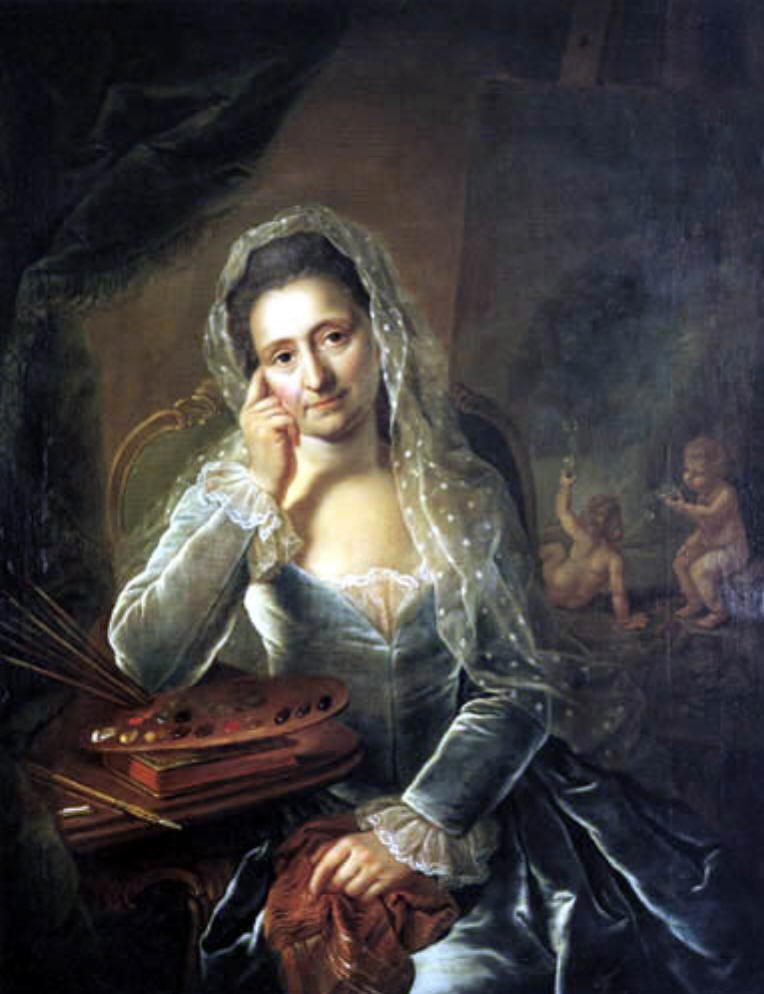
Rosina de Gasc (* 1713)
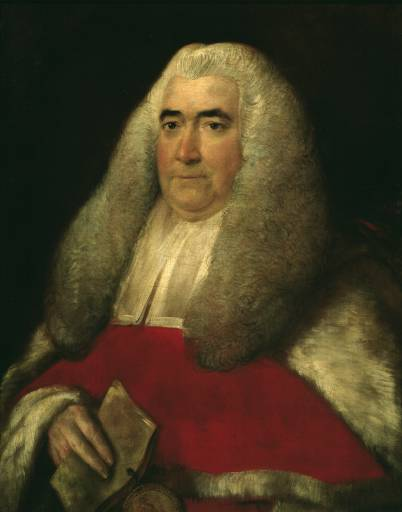
William Blackstone (* 1723)
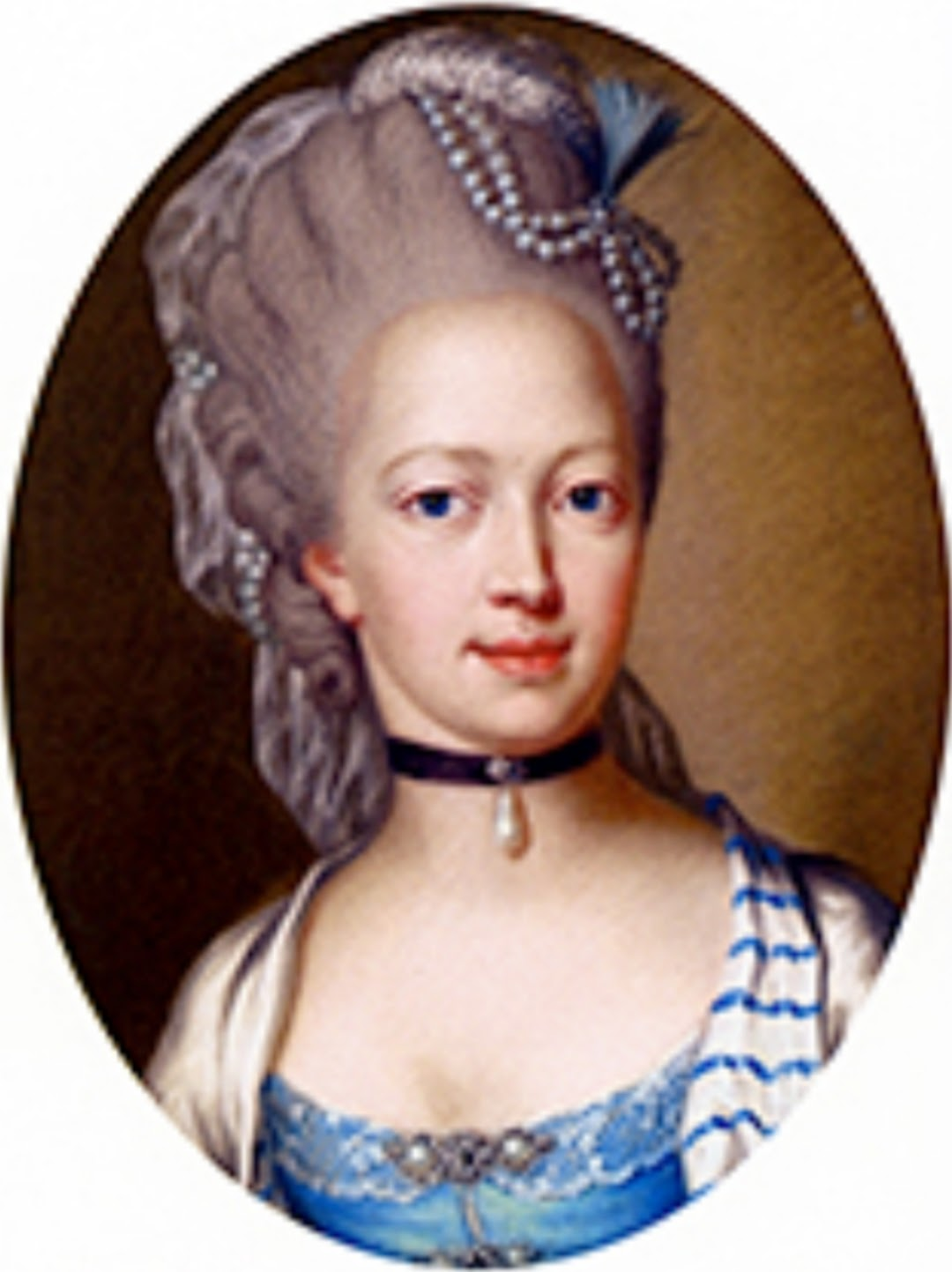
Wilhelmine Karoline von Dänemark (* 1747)

- 1705: Daniel Stadler, deutscher Jesuit
- 1713: Anna Rosina de Gasc, deutsche Porträtmalerin
- 1718: Christoph Jeremias Rost, deutscher Philologe und Pädagoge
- 1723: William Blackstone, britischer Jurist, Richter, Professor und Abgeordneter, Autor der Kommentare zum englischen Recht
- 1726: Alexander Filippowitsch Kokorinow, russischer Architekt
- 1732: Helene Amalie Krupp, deutsche Geschäftsfrau
- 1735: Ulrika Pasch, schwedische Malerin
- 1740: Christoph Burckhardt, Schweizer Kaufmann und Sklavenhändler
- 1740: Karl Gotthelf Lessing, Biograph und Nachlassverwalters seines Bruders Gotthold Ephraim Lessing
- 1744: Aaron Kitchell, US-amerikanischer Politiker

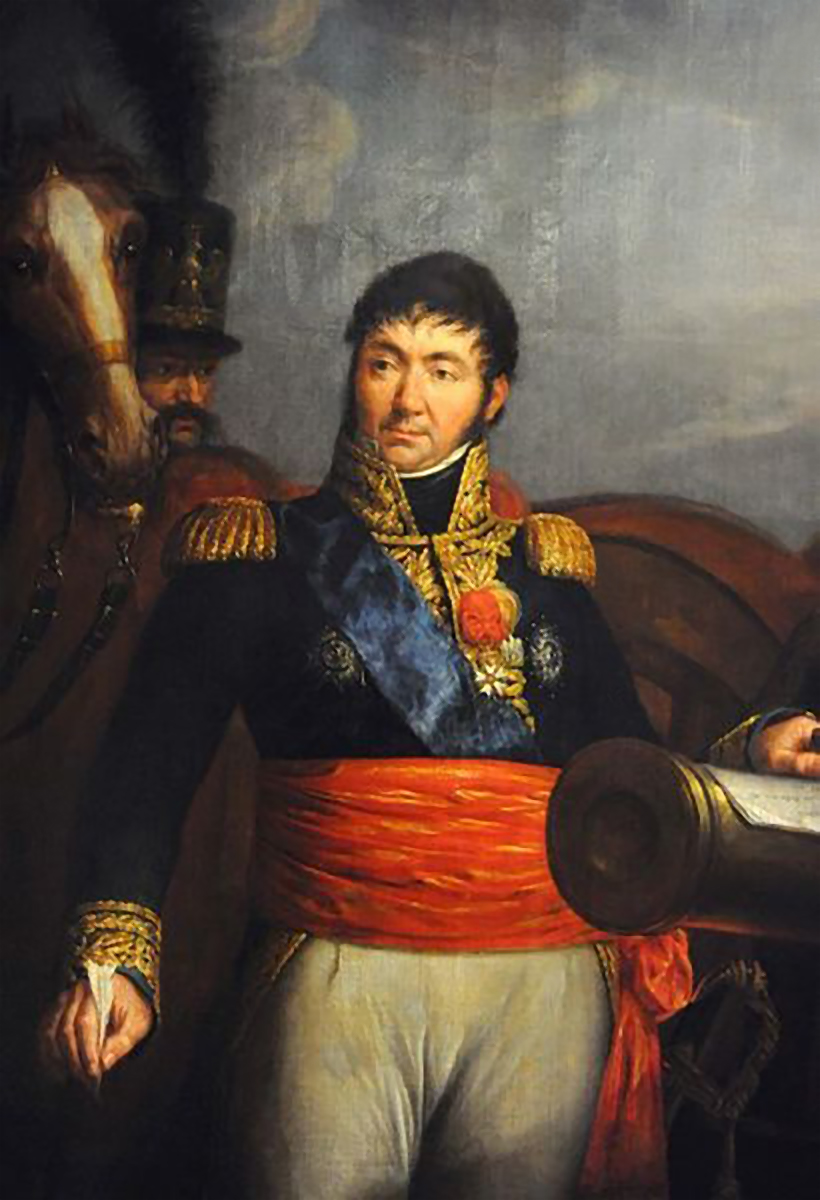
Édouard Jean-Baptiste Milhaud (* 1766)
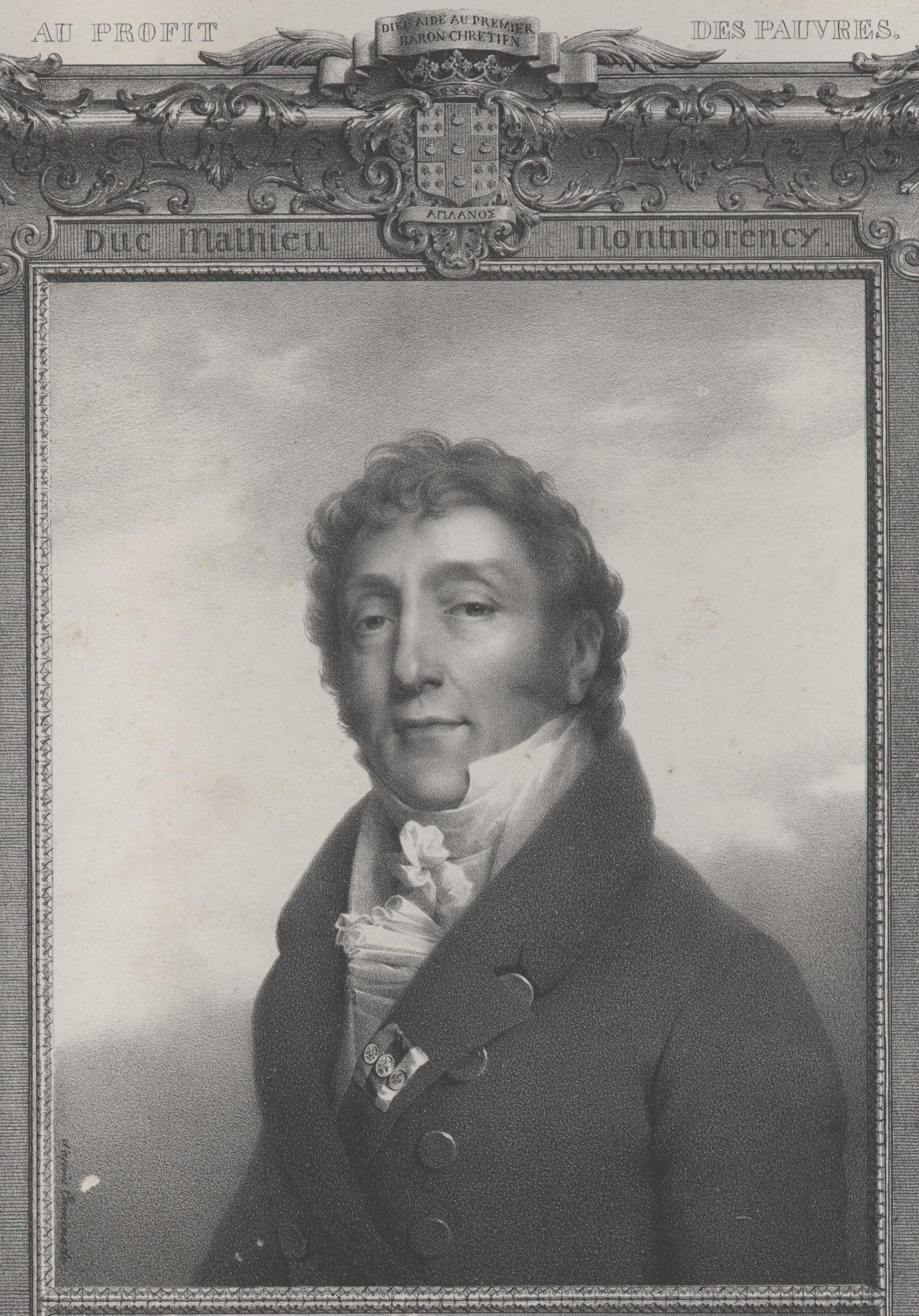
Mathieu de Montmorency-Laval (* 1766)
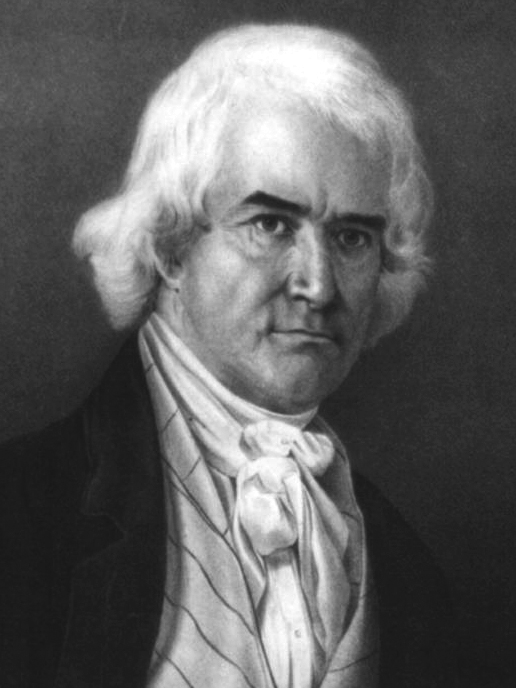
George M. Dallas (* 1792)

- 1747: Wilhelmine Karoline von Dänemark, Kurfürstin von Hessen
- 1759: Pierre-Joseph Redouté, französischer Maler
- 1765: Johann August Görenz, deutscher Pädagoge und Bibliothekar
- 1766: Édouard Jean-Baptiste Milhaud, französischer General
- 1766: Mathieu de Montmorency-Laval, französischer General und Staatsmann
- 1778: Felix Mießl, Bürgermeister von Wiener Neustadt
- 1780: Franz Ignatz Cassian Hallaschka, mährischer Naturforscher, Mathematiker, Physiker und Astronom
- 1792: George M. Dallas, US-amerikanischer Rechtsanwalt und Politiker, Senator für Pennsylvania, Vizepräsident der USA
- 1792: Frederick Marryat, britischer Marineoffizier und Schriftsteller
- 1793: Johann Christian Friedrich Heyer, deutsch-US-amerikanischer Missionar

### 19. Jahrhundert

#### 1801–1850

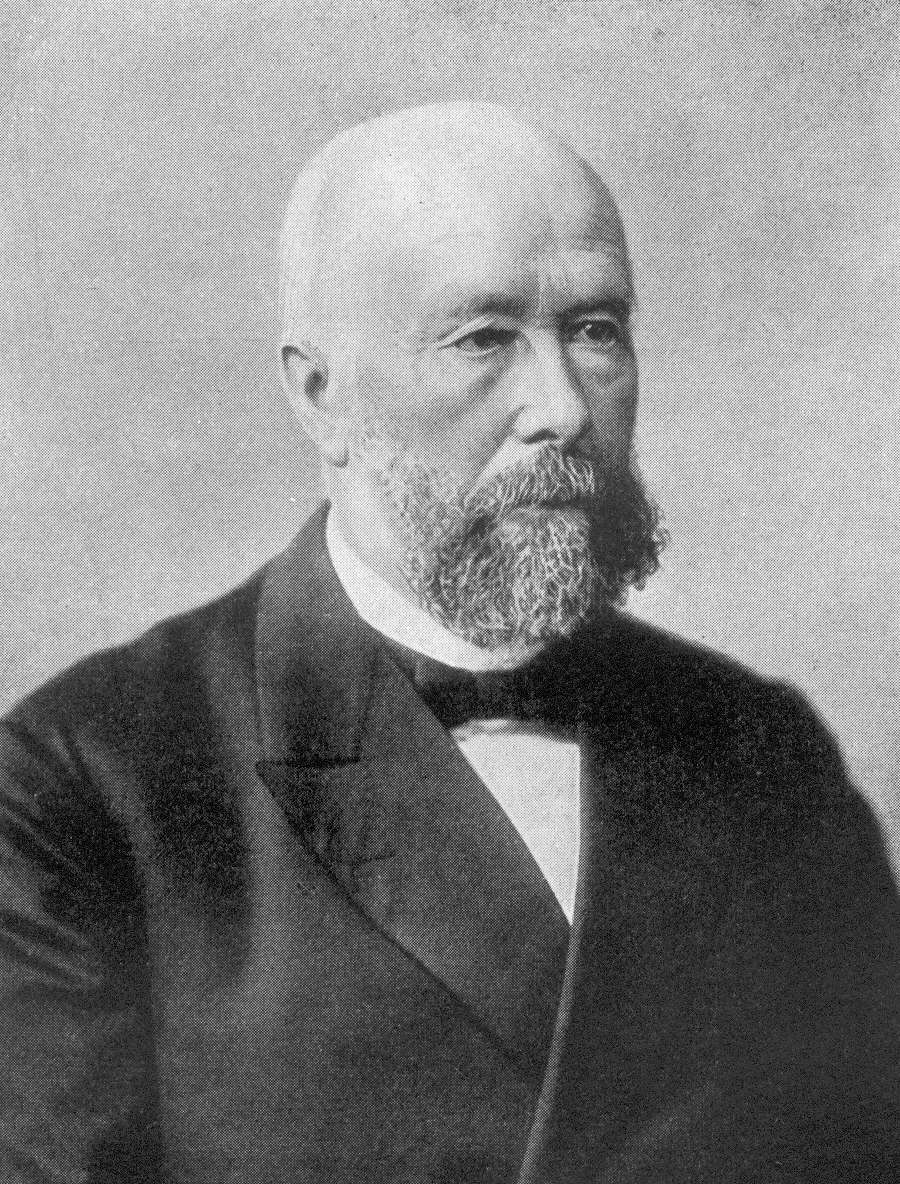
Rudolf von Bennigsen (* 1824)
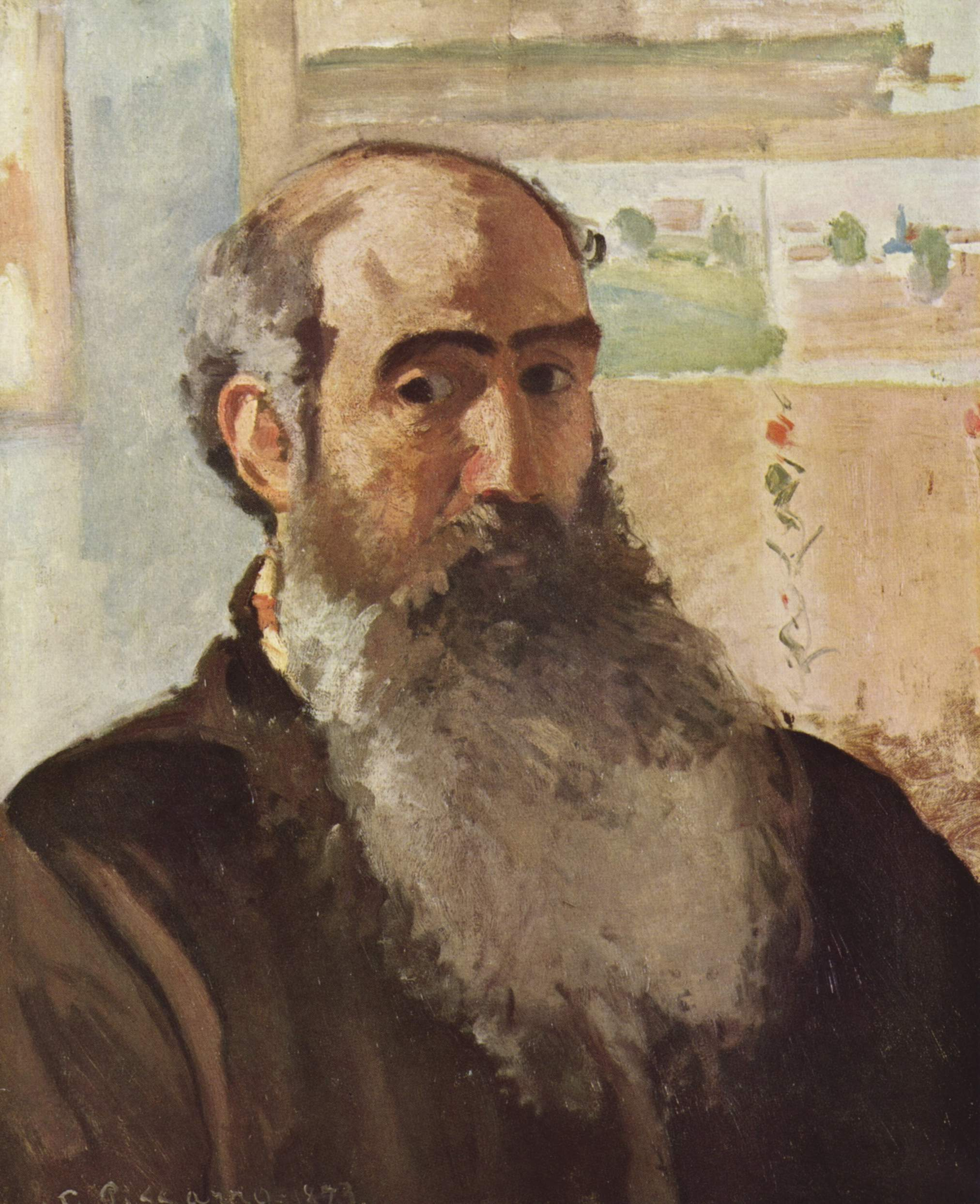
Camille Pissarro (* 1830)
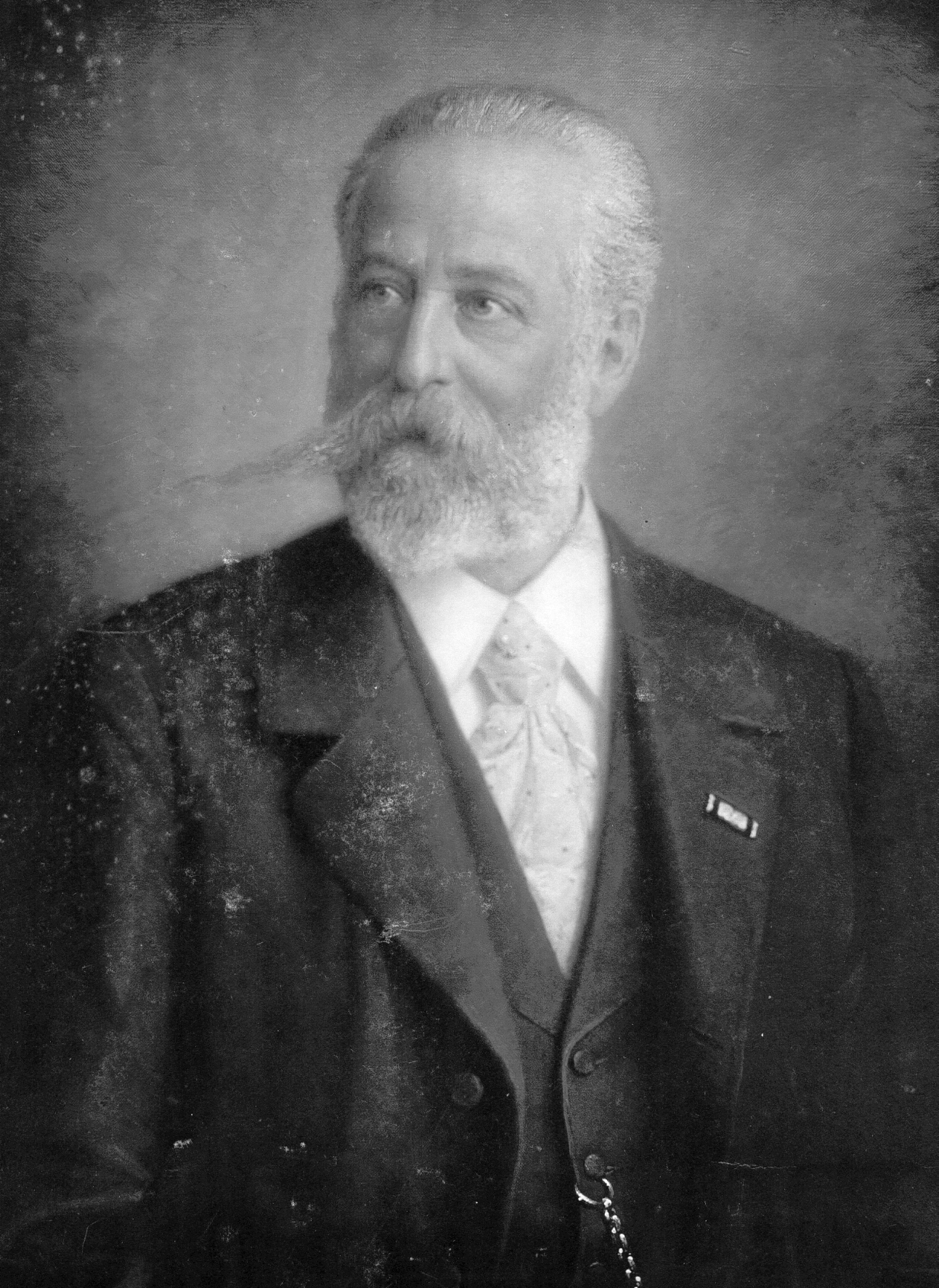
Johann Maria Carl Farina (* 1840)
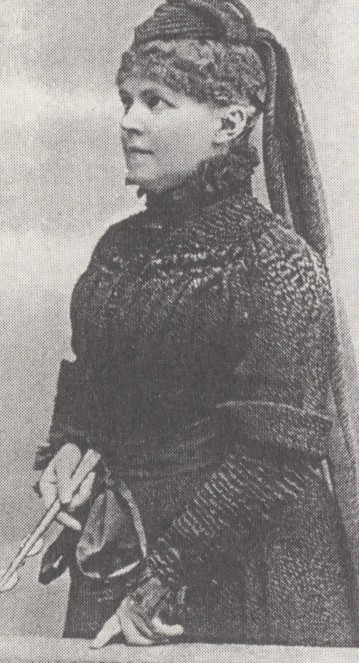
Elisabeth Förster-Nietzsche (* 1846)

- 1804: Carl Lampe, Leipziger Unternehmer und Kunstmäzen, Pionier des Eisenbahnwesens
- 1808: José María Linares, bolivianischer Jurist und Politiker, Staatspräsident
- 1810: Agénor Étienne de Gasparin, französischer Publizist und Politiker, Mitglied der Nationalversammlung
- 1811: Benjamin Franklin Baker, US-amerikanischer Komponist
- 1811: Jakob Eisendle, Südtiroler Bauer, Mechaniker und Erfinder
- 1813: Arthur Helps, britischer Schriftsteller
- 1819: Alfred von Arneth, österreichischer Historiker und Politiker, Mitglied der Frankfurter Nationalversammlung, LAbg
- 1821: Karl Culmann, Schweizer Bauingenieur und Autor
- 1824: Rudolf von Bennigsen, deutscher Politiker, MdL, MdR
- 1830: Camille Pissarro, französischer Maler des Impressionismus
- 1832: Alvan Graham Clark, US-amerikanischer Astronom
- 1834: Ernest Francillon, Schweizer Uhrmacher, Unternehmer und Politiker, Nationalrat
- 1834: Karl Tiburtius, deutscher Schriftsteller und Arzt
- 1835: Henryk Wieniawski, polnischer Komponist und Violinvirtuose
- 1839: Adolphus Busch, deutsch-US-amerikanischer Unternehmer und Brauer (Anheuser-Busch)
- 1839: Edmond de Grenus, Schweizer Offizier und Bankier
- 1840: Johann Maria Carl Farina, deutscher Fabrikant, Kunstsammler und Stifter
- 1843: Giuseppe Lorenzoni, italienischer Astronom
- 1845: Carl Frederik Bricka, dänischer Historiker, Biograf und Archivar
- 1845: Joseph Crocé-Spinelli, französischer Ballonpionier
- 1846: Elisabeth Förster-Nietzsche, deutsche Gründerin des Nietzsche-Archivs
- 1847: Marie Müller, österreichische Malerin
- 1849: John W. Griggs, US-amerikanischer Jurist und Politiker, Gouverneur von New Jersey, Justizminister
- 1850: Mathilde Block, deutsche Malerin

#### 1851–1900

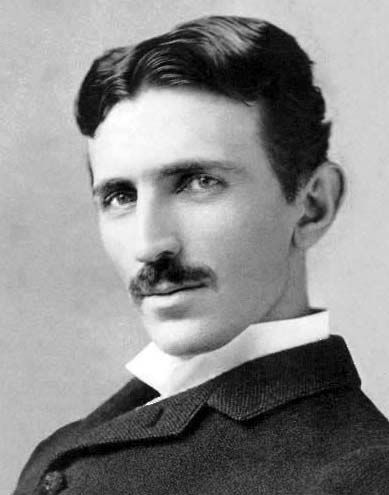
Nikola Tesla (* 1856)
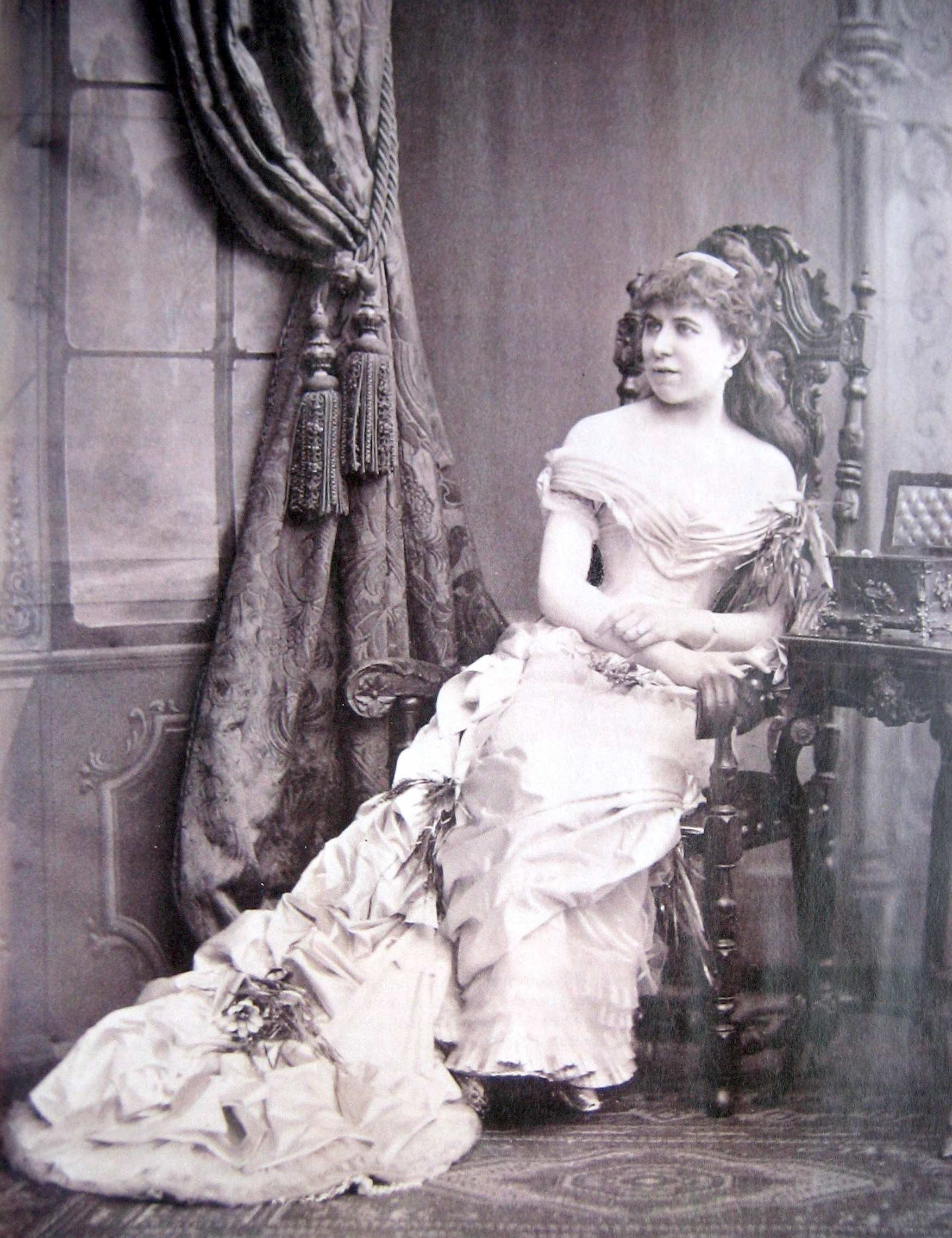
Lydia Welti-Escher (* 1858)
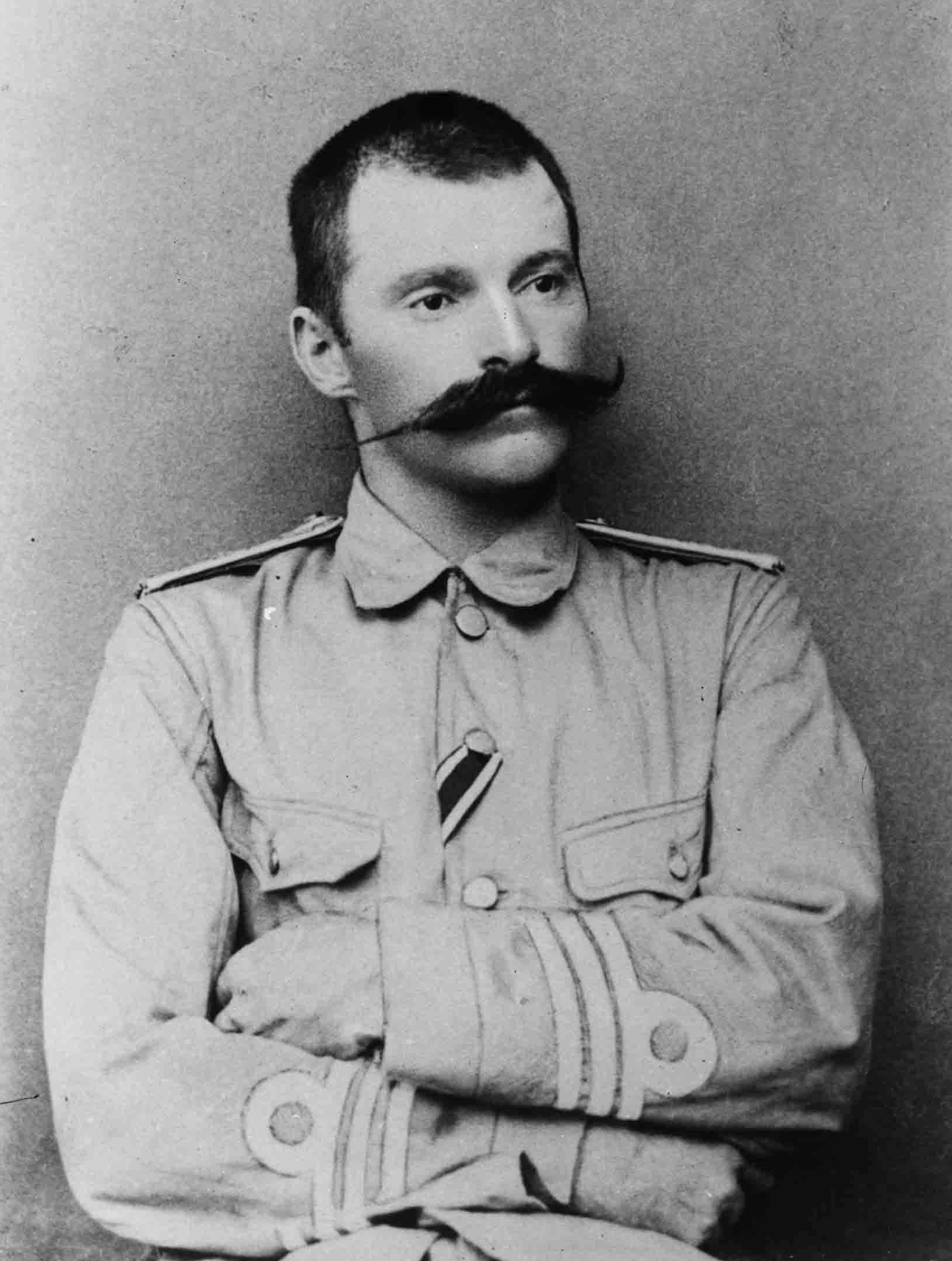
Rochus Schmidt (* 1860)
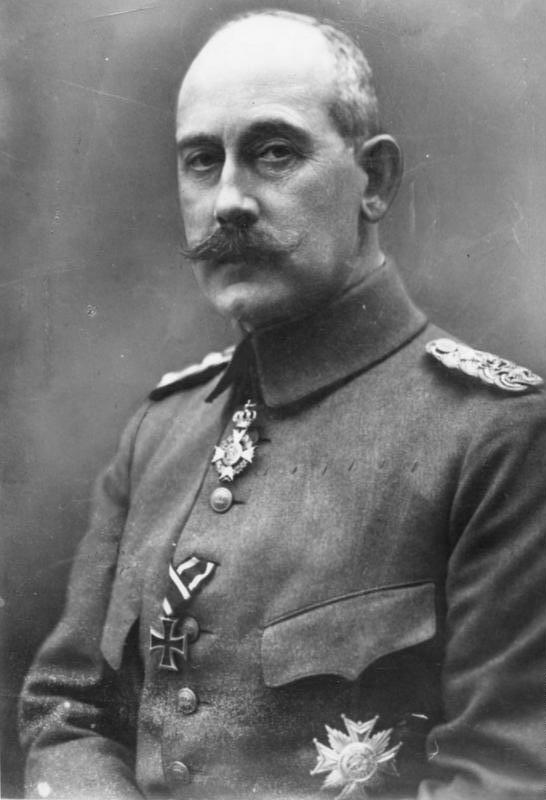
Max von Baden (* 1867)
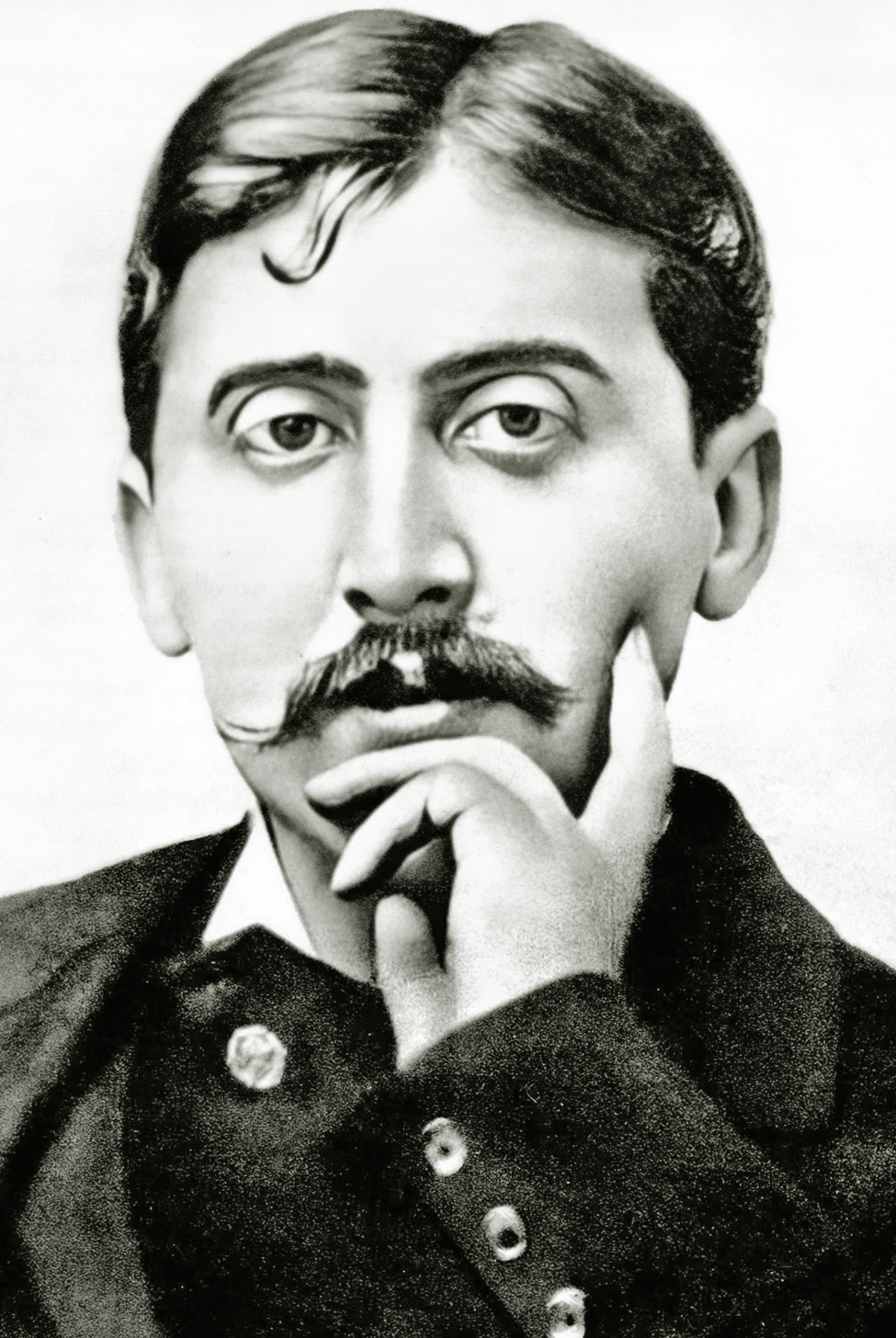
Marcel Proust (* 1871)

- 1851: Friedrich Leo, deutscher Altphilologe
- 1851: Friedrich von Wieser, österreichischer Ökonom
- 1853: William Coleman Anderson, US-amerikanischer Politiker
- 1856: Nikola Tesla, US-amerikanischer Physiker, Elektroingenieur und Erfinder serbischer Herkunft
- 1858ː Lydia Welti-Escher, Zürcher Patrizierin, Mäzenin und Gründerin einer Kunststiftung
- 1860: Rochus Schmidt, preußischer Offizier und Kolonialpionier
- 1861: Paul Asten, deutscher Reichsgerichtsrat
- 1862: August Wilhelm Andernach, deutscher Fabrikant, Großgrundbesitzer und Alpinist
- 1862: Theodor von Flondor (auch Tudor Flondor), ukrainisch-österreichischer Jurist, Dirigent und Komponist moldauischer Herkunft
- 1862: Helene Schjerfbeck, finnische Malerin
- 1864ː Irma Sztáray, Hofdame der Kaiserin Elisabeth
- 1867: Max von Baden, preußischer General und Reichskanzler
- 1867: Jules Mouquet, französischer Komponist
- 1869: Kálmán Kandó, ungarischer Ingenieur, Erfinder und Eisenbahnpionier
- 1871: Hugh M. Dorsey, US-amerikanischer Jurist, Politiker und Gouverneur des Bundesstaates Georgia
- 1871ː Irmgard Meinhold, deutsche Malerin, Gründungsmitglied der Gruppe Dresdner Künstlerinnen
- 1871: Marcel Proust, französischer Schriftsteller und Kritiker (Auf der Suche nach der verlorenen Zeit)
- 1872: Jacques Bizet, französischer Unternehmer und Schriftsteller
- 1872: Ivar Wickman, schwedischer Kinderarzt
- 1874: Hermann Röder, deutscher Brauereiunternehmer
- 1875: E. C. Bentley, britischer Schriftsteller
- 1875: Mary McLeod Bethune, US-amerikanische Frauen- und Menschenrechtlerin
- 1876: Hermann Apelt, deutscher Jurist, Politiker und Senator
- 1877: Hélène Dutrieu, belgische Pilotin und Luftfahrtpionierin
- 1878: Otto Freundlich, deutscher Maler und Bildhauer, einer der ersten Vertreter der abstrakten Kunst

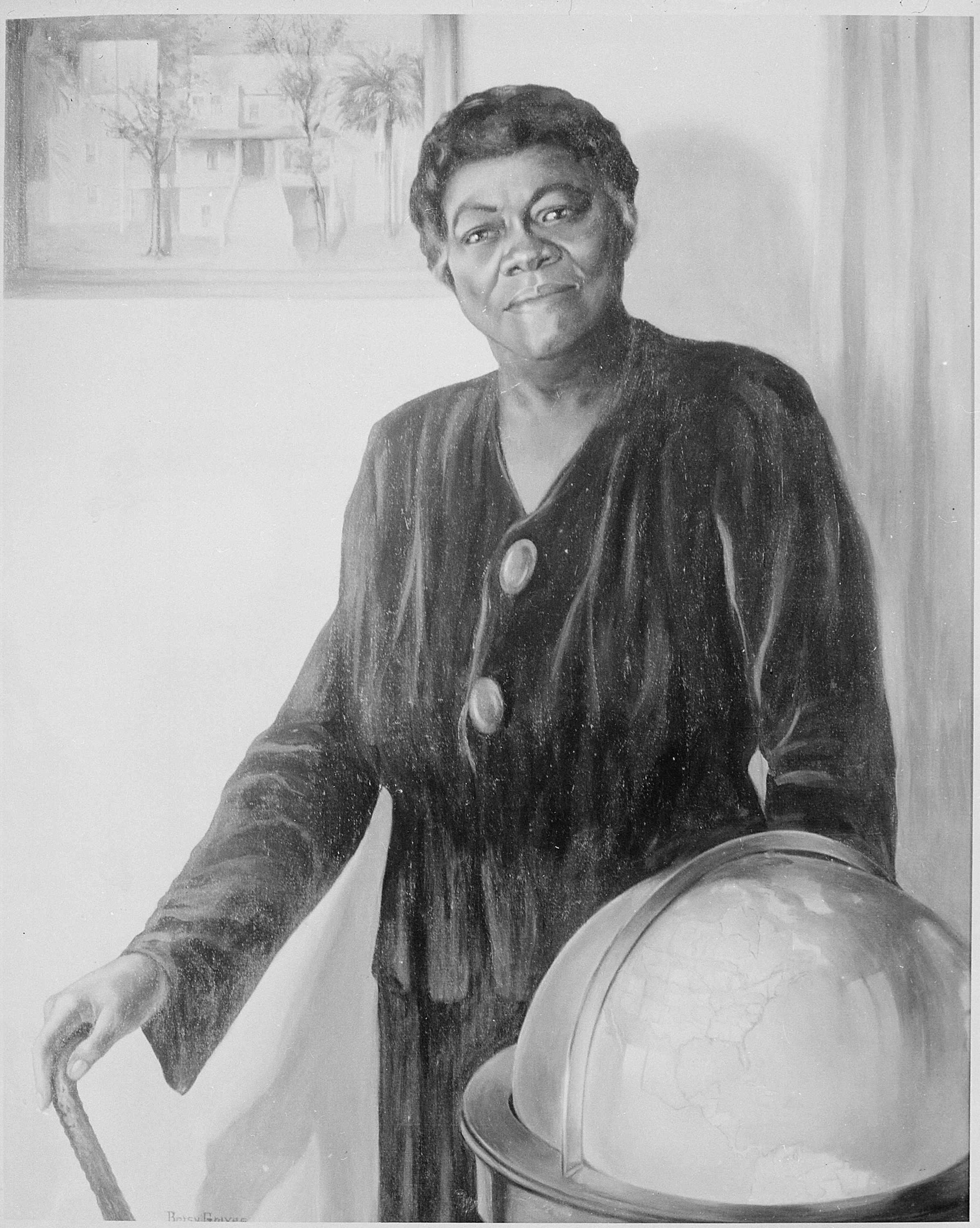
Mary McLeod Bethune (* 1875)
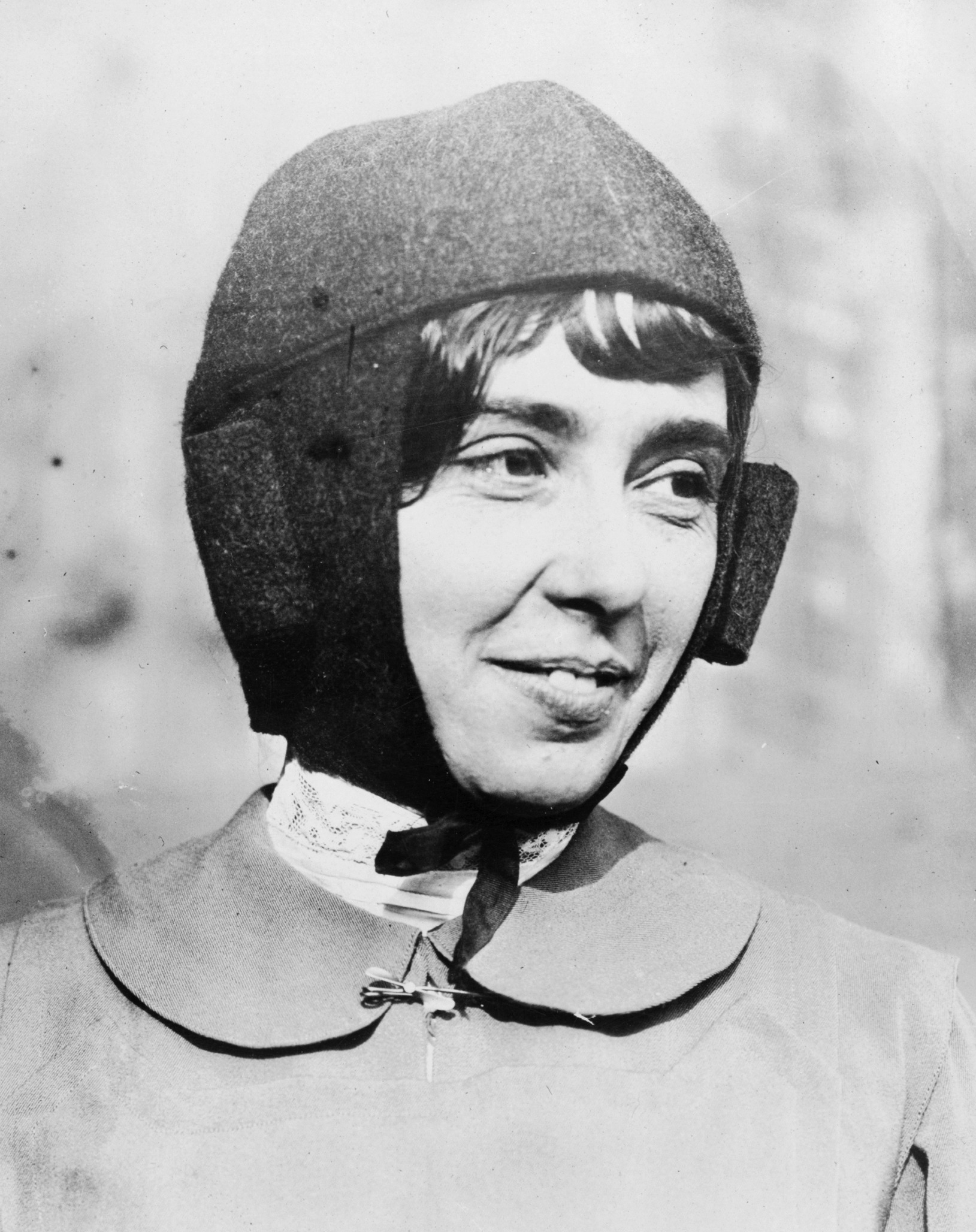
Hélène Dutrieu (* 1877)
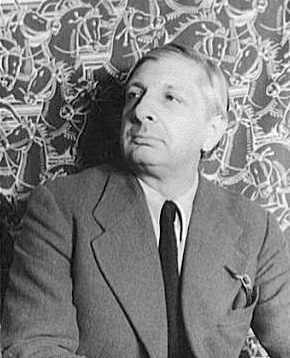
Giorgio de Chirico (* 1888)
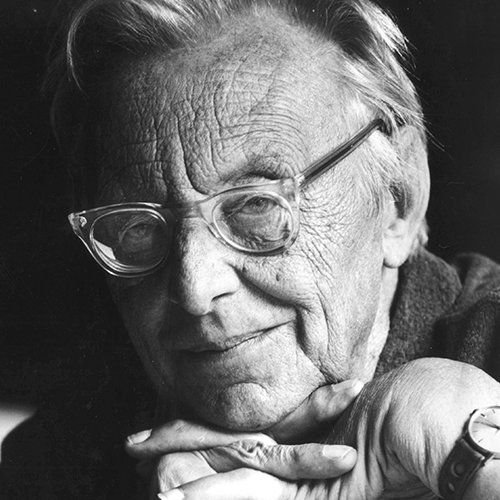
Carl Orff (* 1895)

- 1883: Johannes Blaskowitz, deutscher Generaloberst, Oberbefehlshaber, angeklagter Kriegsverbrecher
- 1883: Friedrich Flick, deutscher Industrieller der Montanindustrie, Kriegsverbrecher, reichster Mann Deutschlands
- 1883: Sam Wood, US-amerikanischer Filmregisseur
- 1885: Francisco Olazar, argentinischer Fußballspieler und -trainer
- 1886: Adalberto Garelli, italienischer Ingenieur, Unternehmer und Pionier des Motorradbaus
- 1887: Gé Fortgens, niederländischer Fußballspieler
- 1887: Eduard Hermann, estnischer Geher
- 1888: Hazel Hempel Abel, US-amerikanische Politikerin, Senatorin
- 1888: Giorgio de Chirico, italienischer Maler und Grafiker, einer der Wegbereiter des Surrealismus
- 1888: Anna Haag, deutsche Schriftstellerin, Pazifistin, Politikerin und Frauenrechtlerin, MdL
- 1888: Kagawa Toyohiko, japanischer Theologe und Sozialreformer
- 1889: Noble Sissle, US-amerikanischer Sänger und Liedtext-Lyriker
- 1890: Wera Michailowna Inber, russische Schriftstellerin
- 1891: Adrien Drancé, französischer Automobilrennfahrer
- 1891: Paul Eipper, deutscher Schriftsteller
- 1892: Ján Móry, slowakischer Komponist
- 1892: Slim Summerville, US-amerikanischer Schauspieler und Regisseur
- 1893: Paul Ortwin Rave, deutscher Kunsthistoriker
- 1895: Nahum Goldmann, weißrussisch-deutscher Zionist, Mitgründer und Präsident des Jüdischen Weltkongresses
- 1895: Carl Orff, deutscher Komponist und Musikpädagoge (Carmina Burana)
- 1895: Gösta Törner, schwedischer Turner
- 1896: Stefan Askenase, belgisch-polnischer Musiker
- 1896: Georg Trump, deutscher Kalligraf und Typograf, Grafiker und Lehrer
- 1897: John Gilbert, US-amerikanischer Schauspieler
- 1897: Karl Plagge, deutscher Offizier und Judenretter, Gerechter unter den Völkern
- 1898: Ruth Kisch-Arndt, deutsch-amerikanische Konzertsängerin und Hochschullehrerin
- 1899: Hugh Eaton, britischer Automobilrennfahrer
- 1899: Heiri Suter, Schweizer Radsportler

### 20. Jahrhundert

#### 1901–1925

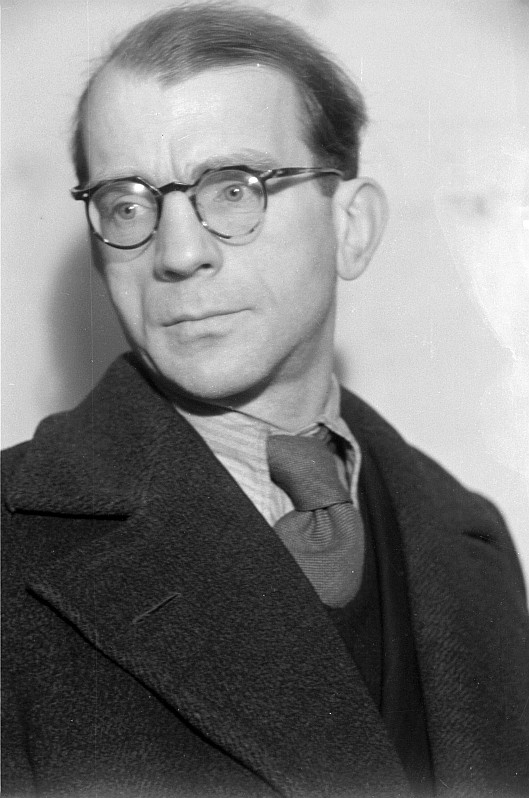
Günther Weisenborn (* 1902)
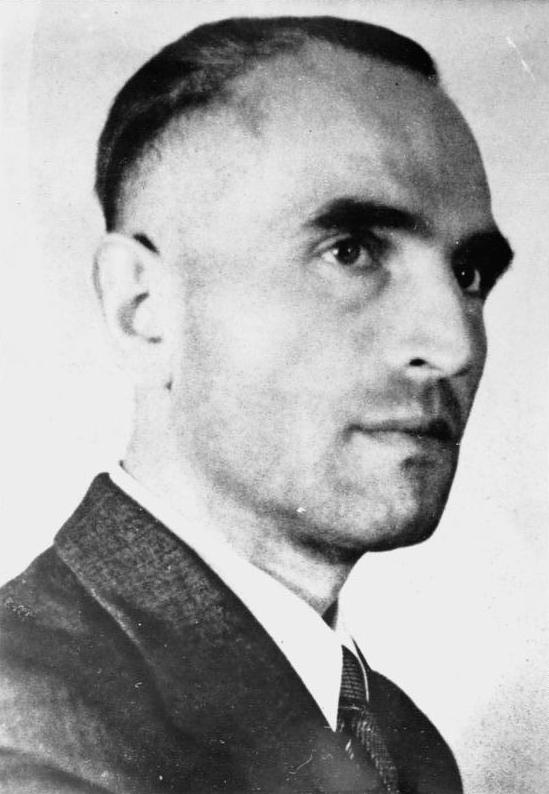
Werner Best (* 1903)
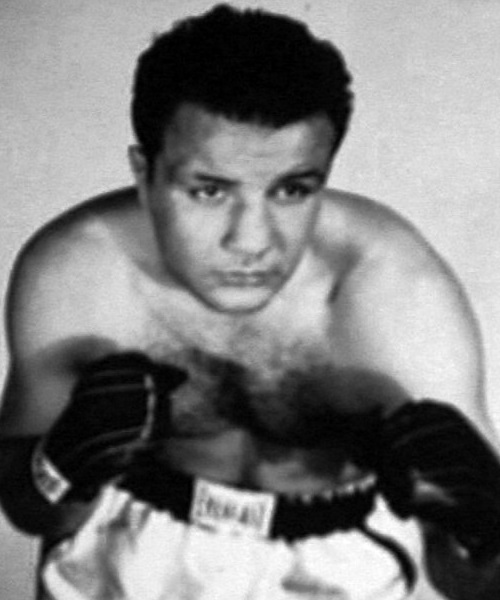
Jake LaMotta (* 1921)
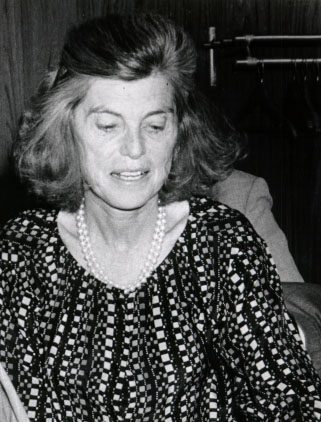
Eunice Kennedy-Shriver (* 1921)

- 1902: Kurt Alder, deutscher Chemiker, Nobelpreisträger
- 1902: Nathan Asch, polnisch-US-amerikanischer Schriftsteller
- 1902: Nicolás Guillén, kubanischer Autor
- 1902: Gaston Robail, französischer Automobilrennfahrer
- 1902: Günther Weisenborn, deutscher Schriftsteller
- 1903: Werner Best, deutscher Jurist, Polizeichef und Nationalsozialist
- 1903: Karl Fritzsch, deutscher SS-Offizier
- 1903: John Wyndham, britischer Schriftsteller
- 1904: Iša Krejčí, tschechischer Komponist und Dirigent
- 1905: Lew Abramowitsch Kassil, russischer Schriftsteller und Kinderbuchautor
- 1905: Wolfram Sievers, deutscher SS-Offizier, Geschäftsführer der NS-Forschungsgemeinschaft Deutsches Ahnenerbe, Kriegsverbrecher
- 1907: Blind Boy Fuller, US-amerikanischer Bluesmusiker
- 1911: Hans Pippig, deutscher Fotograf und Heimatforscher
- 1911: Franz Rost, deutscher Mineraloge
- 1911: Cootie Williams, US-amerikanischer Jazztrompeter
- 1912: Hans Meyers, deutscher Künstler und Autor
- 1912: Piet Stalmeier, niederländischer Blasmusikkomponist und Dirigent
- 1913: Helmut Eschwege, deutscher Historiker und Dokumentarist
- 1914: Emil Carlebach, deutscher Politiker und Journalist, MdL
- 1914: Joe Shuster, US-amerikanischer Comiczeichner
- 1914: Telesforas Valius, litauisch-kanadischer Druckgrafiker
- 1915: Milt Buckner, US-amerikanischer Jazzpianist und Organist des Swing
- 1918: Johannes Oppenheimer, deutscher Jurist, Vizepräsident des Bundesverwaltungsgerichtes
- 1918: Fred Wacker, US-amerikanischer Automobilrennfahrer
- 1920: Owen Chamberlain, US-amerikanischer Physiker
- 1920: Mari Sabusawa Michener, amerikanische Philanthropin, Kunstsammlerin und Aktivistin
- 1921: Rewas Laghidse, georgischer Komponist
- 1921: Jake LaMotta, US-amerikanischer Boxer
- 1921: Jock Lawrence, britischer Automobilrennfahrer
- 1921: Eunice Kennedy-Shriver, US-amerikanische Gründerin der Special Olympics
- 1922: Enzo Barboni, italienischer Kameramann und Regisseur
- 1922: Herb McKenley, jamaikanischer Leichtathlet, Olympiasieger
- 1923: Amalia Mendoza, mexikanische Sängerin und Schauspielerin
- 1923: Fred Strittmatter, deutsch-schweizerischer Filmmusikkomponist
- 1924: Andrés Aguilar Mawdsley, venezolanischer Jurist und Diplomat
- 1924: Giulio Alfieri, italienischer Automobil- und Zweiradingenieur
- 1924: Roger-Edgar Gillet, französischer Maler
- 1924: Major Holley, US-amerikanischer Jazzbassist
- 1924ː Zilli Reichmann, deutsche Sintezza und Überlebende des Völkermordes an den Sinti und Roma
- 1925ː Alexandra Becker, deutsch-englische Schriftstellerin
- 1925ː Mildred Kornman, US-amerikanische Schauspielerin
- 1925: Mahathir bin Mohamad, Premierminister von Malaysia
- 1925: Murray Waxman, kanadischer Basketballspieler

#### 1926–1950

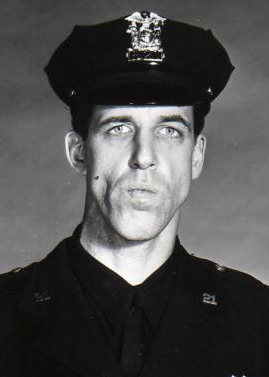
Fred Gwynne (* 1926)
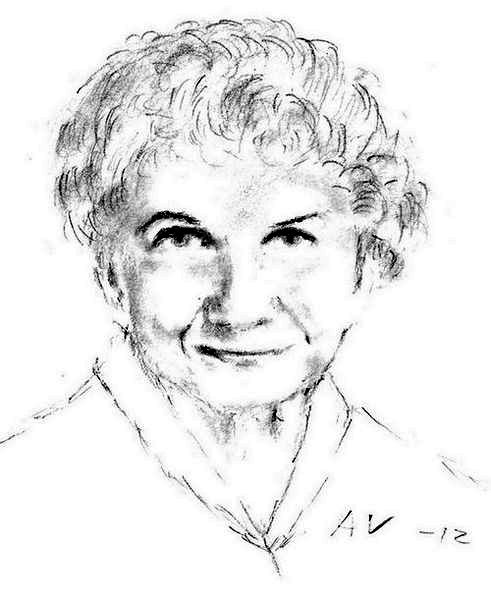
Alice Munro (* 1931)
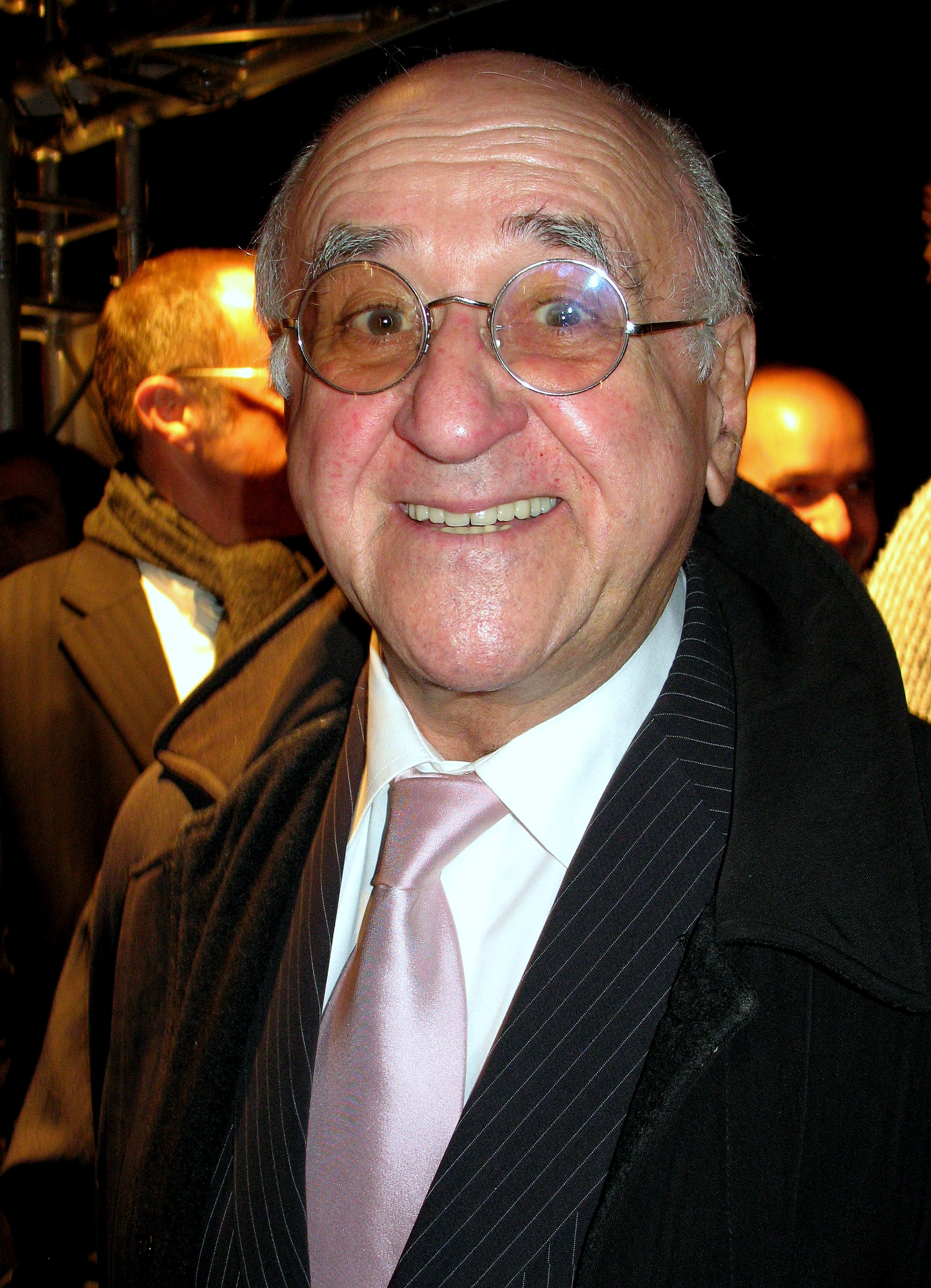
Alfred Biolek (* 1934)
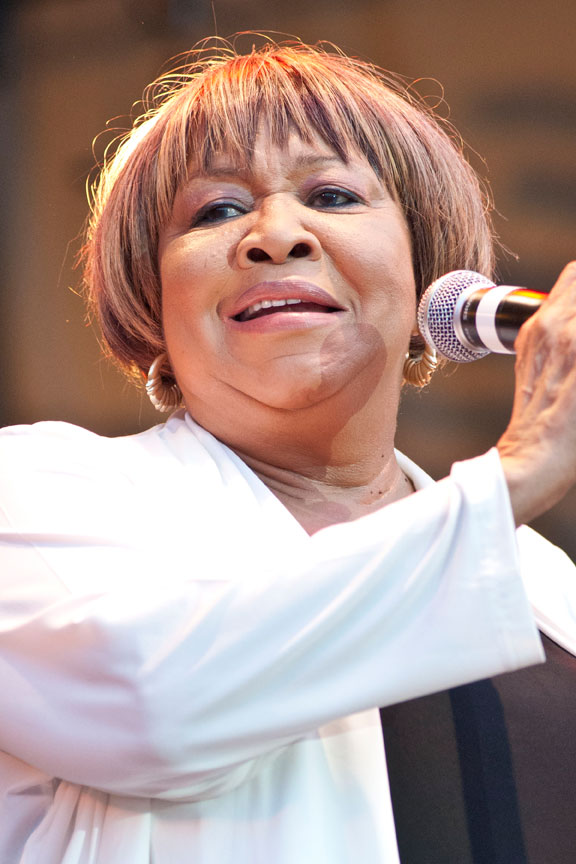
Mavis Staples (* 1939)

- 1926: Fred Gwynne, US-amerikanischer Schauspieler und Autor
- 1926: Dschaba Iosseliani, georgischer Krimineller, Schriftsteller und Warlord, Staatschef
- 1926: Tony Settember, US-amerikanischer Automobilrennfahrer
- 1927: Marcel Azzola, französischer Jazzakkordeonist
- 1927: Paul Wühr, deutscher Schriftsteller
- 1928: Alejandro de Tomaso, argentinischer Automobilrennfahrer, Gründer und Präsident des Sportwagenherstellers De Tomaso Modena S.p.A.
- 1929: Hamza El Din, nubischer Oud- und Tarspieler
- 1929: Winnie Ewing, schottische Politikerin
- 1929: Beatrix Eypeltaue, österreichische Juristin und Politikerin
- 1929: George Clayton Johnson, US-amerikanischer Drehbuchautor und Schauspieler
- 1929: Jørgen Nybo Rasmussen, dänischer Historiker und Archivar
- 1931: Nicholas Aloysius Adamschock, US-amerikanischer Filmschauspieler
- 1931: Phil Coleman, US-amerikanischer Leichtathlet
- 1931: Julian May, US-amerikanische Schriftstellerin
- 1931: Alice Munro, kanadische Schriftstellerin, Nobelpreisträgerin
- 1932: Carlo-Maria Abate, italienischer Automobilrennfahrer
- 1932: Jürgen Becker, deutscher Schriftsteller
- 1932: Hans Knauer, deutscher Entertainer und Kabarettist
- 1933: Peter Jankowitsch, österreichischer Politiker und Diplomat
- 1933: Jumpin’ Gene Simmons, US-amerikanischer Country-, Rockabilly- und Rock-’n’-Roll-Musiker
- 1934: Alfred Biolek, deutscher Jurist und Showmaster
- 1934: Lois Lilienstein, US-amerikanisch-kanadische Schauspielerin, Sängerin und Pianistin
- 1935: Friedel Neuber, deutscher Bankier, Politiker
- 1936: O. Chandrasekhar, indischer Fußballspieler
- 1936: Silvan Kindle, liechtensteinischer Skirennläufer
- 1936: Lutz Meyer-Goßner, deutscher Richter am Bundesgerichtshof
- 1936ː Irene Nestler, deutsche bildende Künstlerin
- 1937: Kurt Bartsch, deutscher Lyriker und Prosaautor
- 1937: Luciano Moggi, italienischer Fußballfunktionär
- 1938: Paul Andreu, französischer Architekt
- 1938: Hans Peter Hallwachs, deutscher Schauspieler
- 1938: Lee Morgan, US-amerikanischer Jazz-Trompeter
- 1939: Siah Armajani, US-amerikanischer Bildhauer, Filmkünstler und Architekt
- 1939: Syed Shahid Hakim, indischer Fußballspieler und -schiedsrichter
- 1939: Vicente Moncho, argentinischer Komponist
- 1939: Mavis Staples, US-amerikanische Blues- und Soulsängerin
- 1940: Helen Donath, US-amerikanische Sopranistin
- 1940: Erich Iltgen, deutscher Politiker, Präsident des sächsischen Landtages
- 1940: Tommy Troelsen, dänischer Fußballspieler und Fernsehmoderator

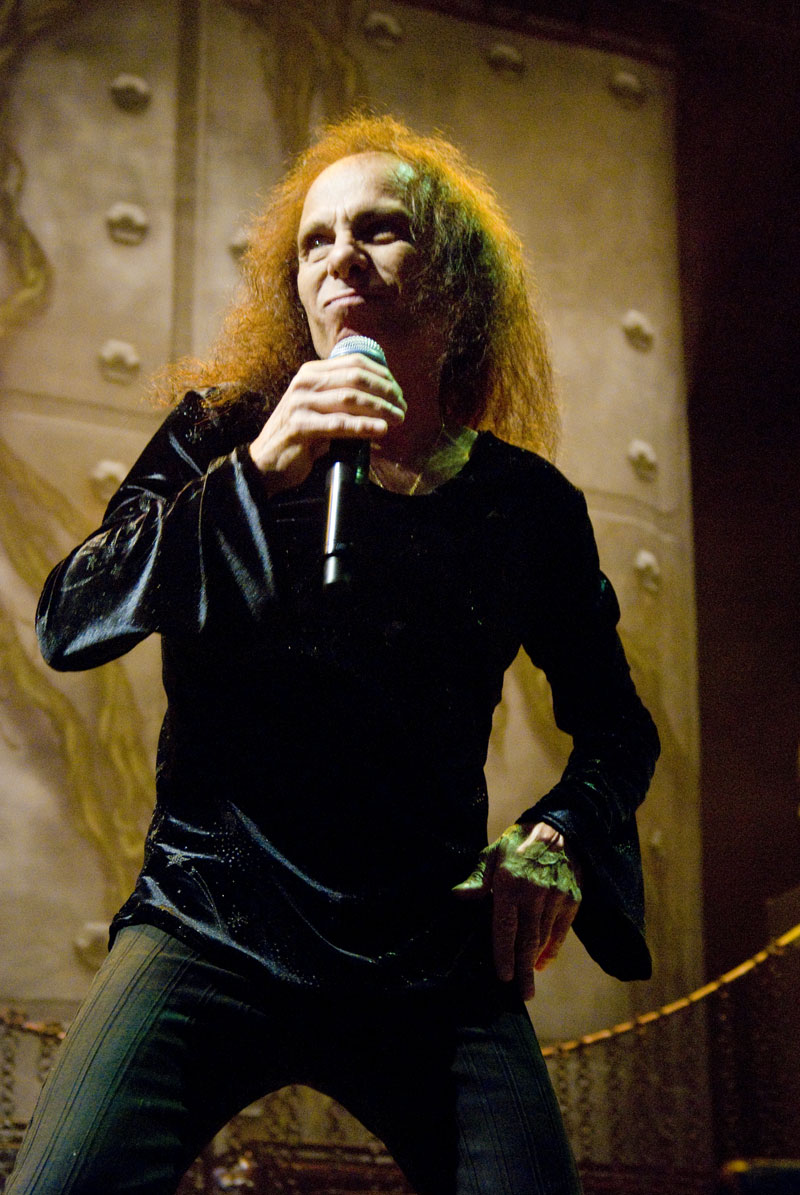
Ronnie James Dio (* 1942)
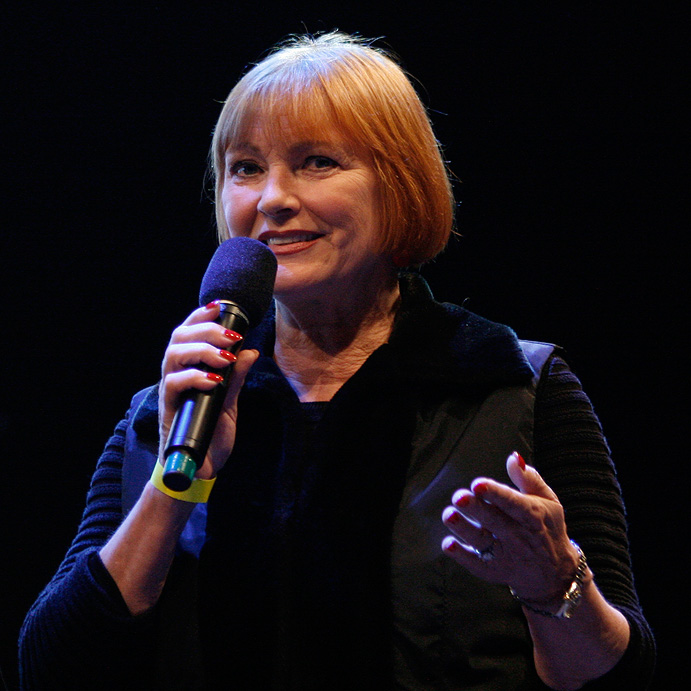
Chris Lohner (* 1943)
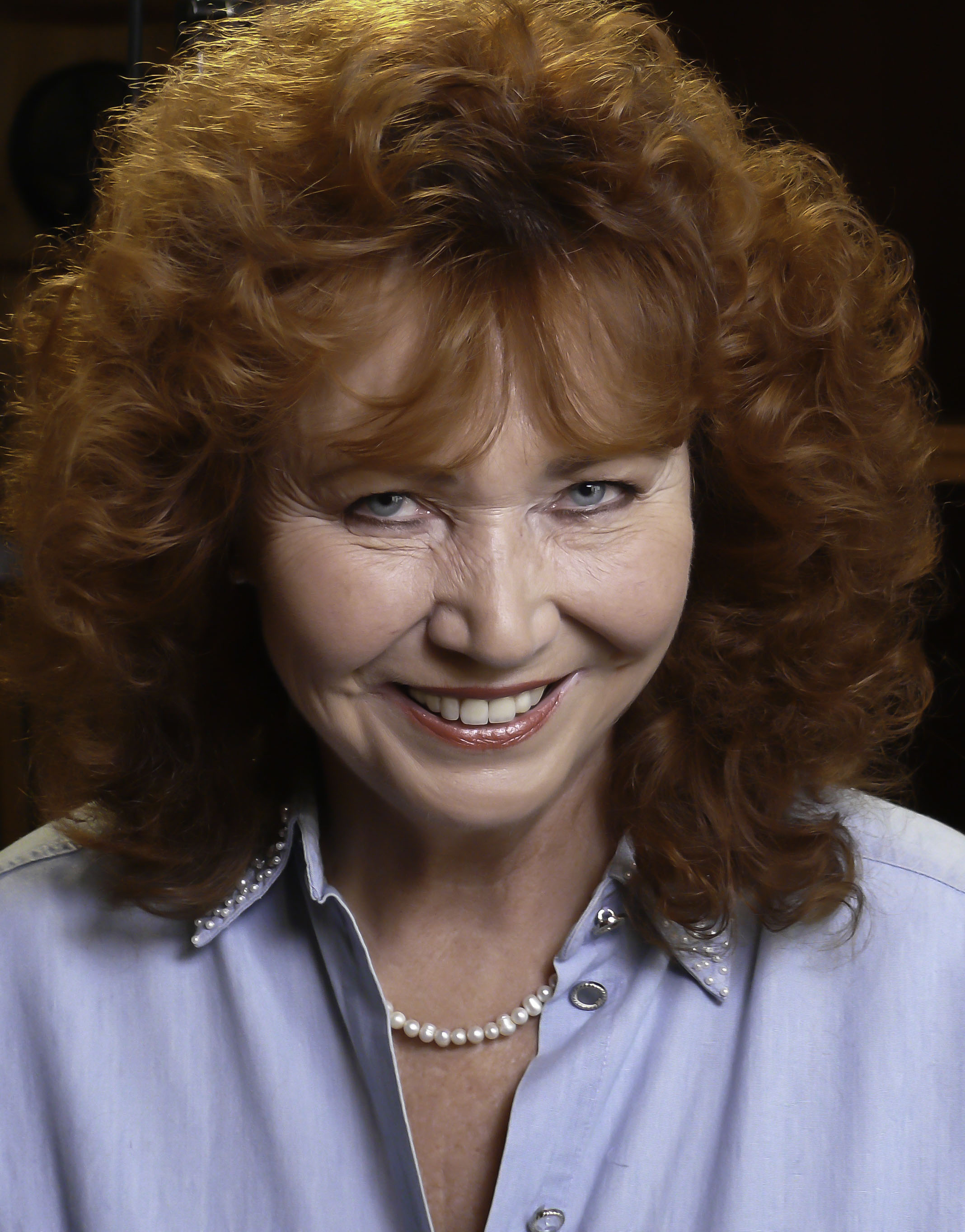
Regina Thoss (* 1946)
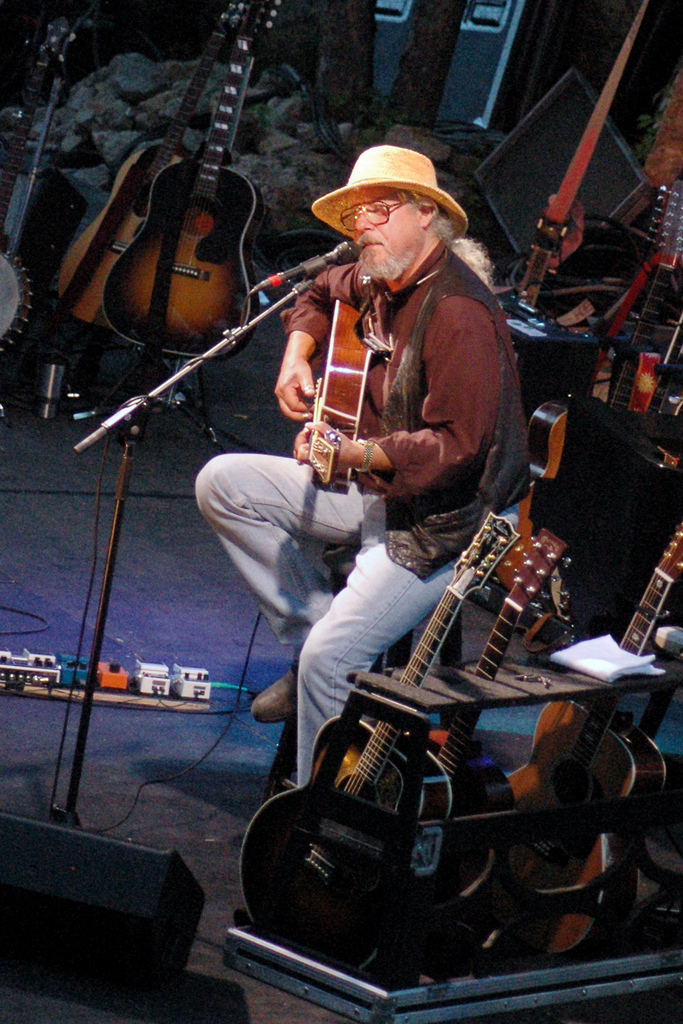
Arlo Guthrie (* 1947)

- 1942: Hermann Burger, Schweizer Schriftsteller
- 1942: Ronnie James Dio, US-amerikanischer Sänger und Songschreiber
- 1942: Franz-Josef Hönig, deutscher Fußballspieler
- 1942: Pjotr Iljitsch Klimuk, weißrussischer Kosmonaut
- 1942: Peter Rühring, deutscher Schauspieler
- 1943: Nasr Hamid Abu Zaid, ägyptischer Denker und islamischer Gelehrter
- 1943: Arthur Ashe, US-amerikanischer Tennisspieler
- 1943: Chris Lohner, österreichische Schauspielerin, Moderatorin und Autorin
- 1943: Ursula Wolff, deutsche Schauspielerin und Synchronsprecherin
- 1944: Mick Grant, britischer Motorradrennfahrer
- 1945: Dina Straat, deutsche Sängerin
- 1945: Virginia Wade, britische Tennisspielerin
- 1945: Ifan Williams, kanadischer Cellist und Musikpädagoge
- 1946: Henryk Kasperczak, polnischer Fußballspieler und -trainer
- 1946: Sue Lyon, US-amerikanische Schauspielerin (Lolita)
- 1946: Regina Thoss, deutsche Sängerin
- 1947: Horst Blankenburg, deutscher Fußballspieler
- 1947: Arlo Guthrie, US-amerikanischer Musiker, Sänger und Songschreiber
- 1948: Angel Angelow, bulgarischer Boxer
- 1948: Michael Müller, deutscher Politiker, MdB
- 1949: Don Askarian, aserbaidschanisch-armenischer Filmproduzent, Regisseur und Drehbuchautor
- 1949: Gisela von der Aue, deutsche Politikerin
- 1949: Franziska Becker, deutsche Cartoonistin
- 1950: Schota Tschotschischwili, russisch-georgischer Judoka
- 1950: James Anthony Walker, US-amerikanischer Komponist

#### 1951–1975

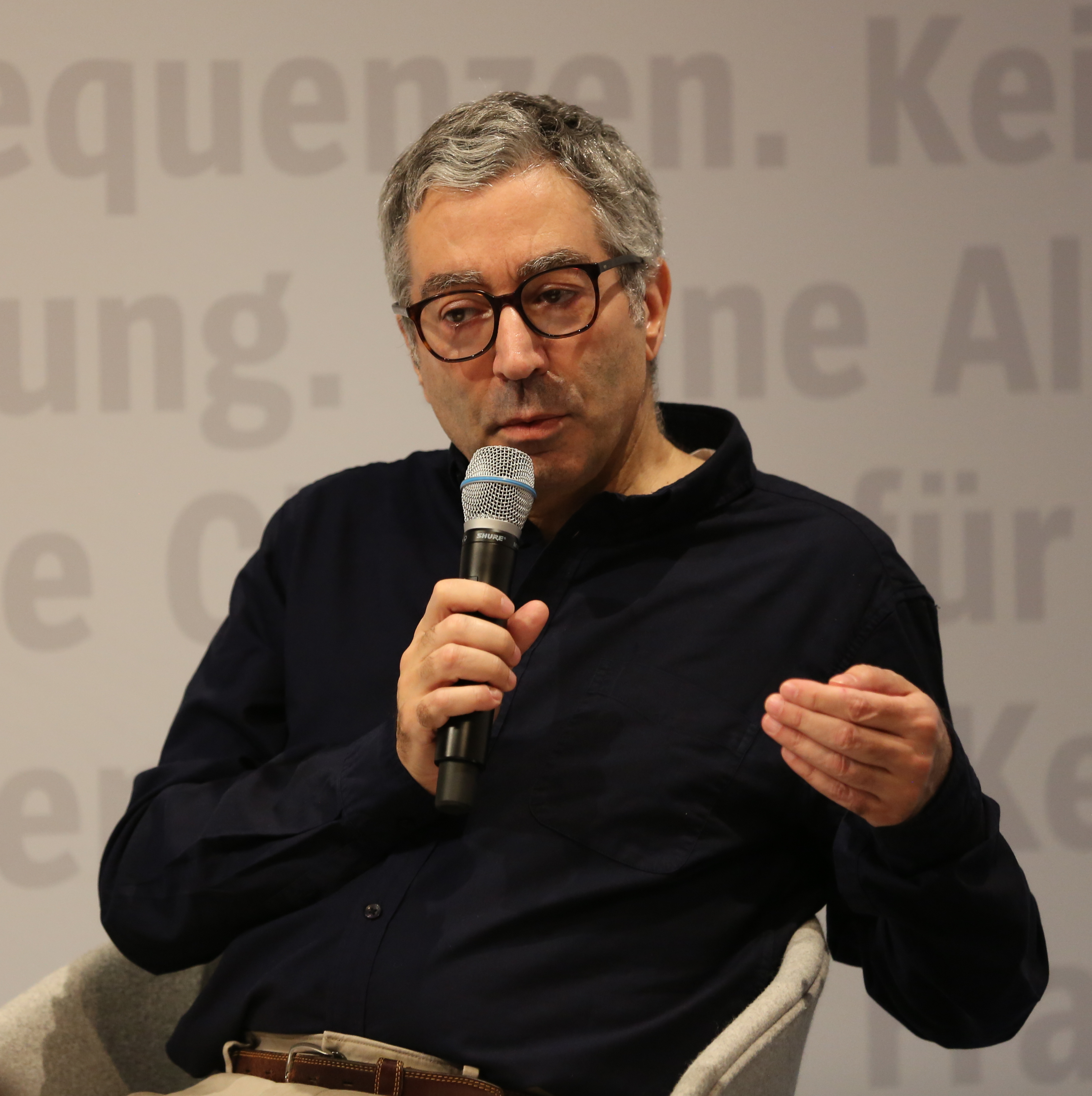
Didier Eribon (* 1953)
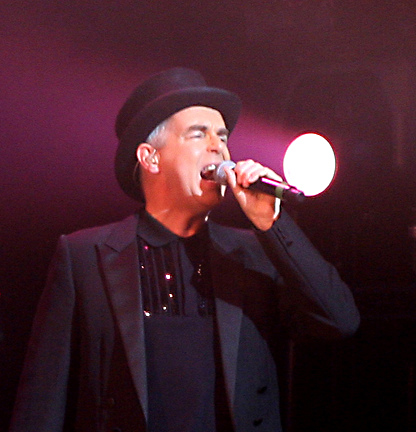
Neil Tennant (* 1954)
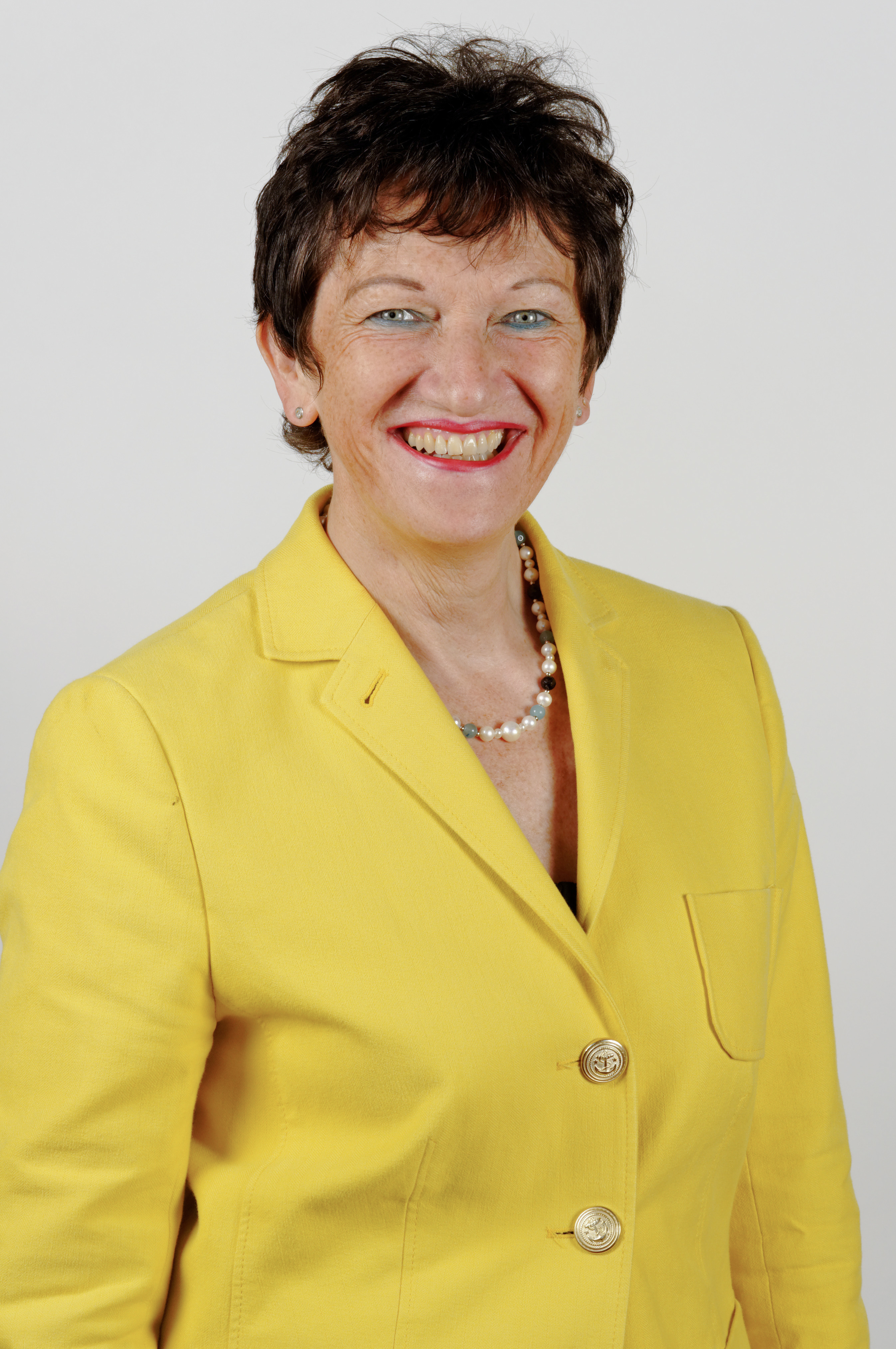
Inge Aures (* 1956)
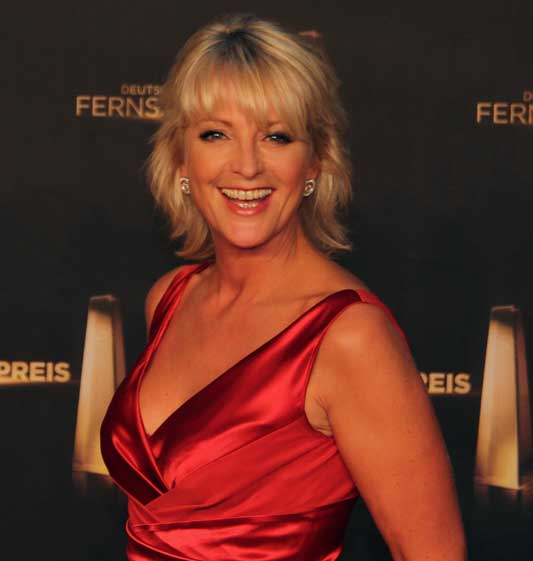
Ulla Kock am Brink (* 1961)

- 1952: Scott Adams, US-amerikanischer Spieleentwickler
- 1952: Hubertus Bengsch, deutscher Schauspieler und Synchronsprecher
- 1952: Michael Schottenberg, österreichischer Schauspieler und Regisseur
- 1953: Ron Andruff, kanadischer Eishockeyspieler
- 1953: Didier Eribon, französischer Autor und Philosoph
- 1953: Rita Fuhrer, Schweizer Politikerin
- 1953: Zoogz Rift, US-amerikanischer Musiker und Wrestling-Promoter
- 1954: Angelika Handt, deutsche Leichtathletin
- 1954: Neil Tennant, britischer Musiker
- 1956: Inge Aures, deutsche Politikerin
- 1957: Johannes Arndt, deutscher Historiker
- 1958: Béla Fleck, US-amerikanischer Bluegrass-Musiker
- 1958: Fiona Shaw, irische Schauspielerin
- 1959: Anjani, US-amerikanische Sängerin und Pianistin
- 1959: Michael Botticelli, US-amerikanischer Eiskunstläufer
- 1959: Hans-Otto Schmiedeberg, deutscher Politiker, MdB
- 1960: Karl-Heinz von Liebezeit deutscher Schauspieler
- 1960: Gerhard Michel, deutscher Jurist
- 1961: Ulla Kock am Brink, deutsche Fernsehmoderatorin
- 1962: Joel Hilgenberg, US-amerikanischer American-Football-Spieler
- 1962: Santiago Ostolaza, uruguayischer Fußballspieler und -trainer
- 1963: Pavel Benc, tschechischer Skilangläufer
- 1963: Klaus Davidowicz, österreichischer Kulturwissenschaftler und Professor
- 1963: Juri Golowschtschikow, sowjetischer Skispringer
- 1963: Douglas Kern, US-amerikanischer Segler
- 1963: Annette von Klier, deutsche Schauspielerin
- 1963: Ian Lougher, englischer Motorradrennfahrer
- 1963: Mats Magnusson, schwedischer Fußballspieler
- 1963: Ronan Pensec, französischer Straßenradrennfahrer
- 1963: Nina Petri, deutsche Schauspielerin, Hörbuch- sowie Hörspielsprecherin
- 1963: Uwe Schäfer, deutscher Automobilrennfahrer
- 1964: Petra Berg, deutsche Politikerin
- 1964: Sean Cronin, britischer Schauspieler und Filmemacher
- 1964: Hardy Duckert, deutscher Fußballspieler
- 1964: Andreas Gminder, deutscher Mykologe
- 1964: Martina Krogmann, deutsche Politikerin, MdB
- 1964: Yuka Murayama, japanische Schriftstellerin
- 1964: Eloy Olaya, spanischer Fußballspieler
- 1964: Wilfried Peeters, belgischer Radrennfahrer
- 1964: Ann-Sofie Rase, schwedische Schauspielerin
- 1964: Sabine Schlickers, deutsche Romanistin
- 1964: Hermann Schubert, deutscher Wirtschaftswissenschaftler und -historiker
- 1964: Um Young-sup, südkoreanischer Radrennfahrer
- 1964: Mats Wikström, ehemaliger schwedischer Kinderdarsteller
- 1965: Ken Mellons, US-amerikanischer Country-Sänger
- 1965: Gabriela Maria Schmeide, deutsch-sorbische Schauspielerin

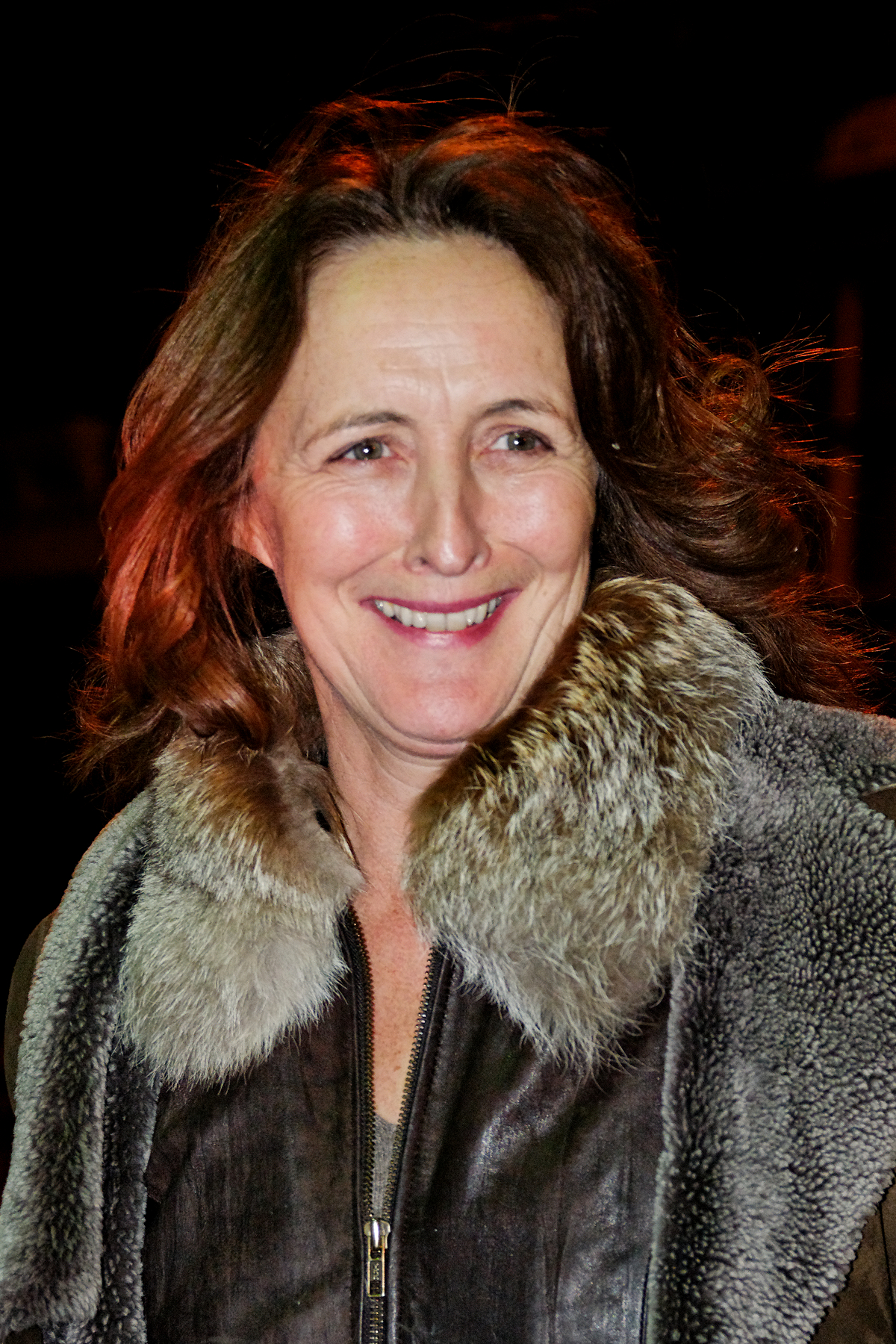
Fiona Shaw (* 1958)
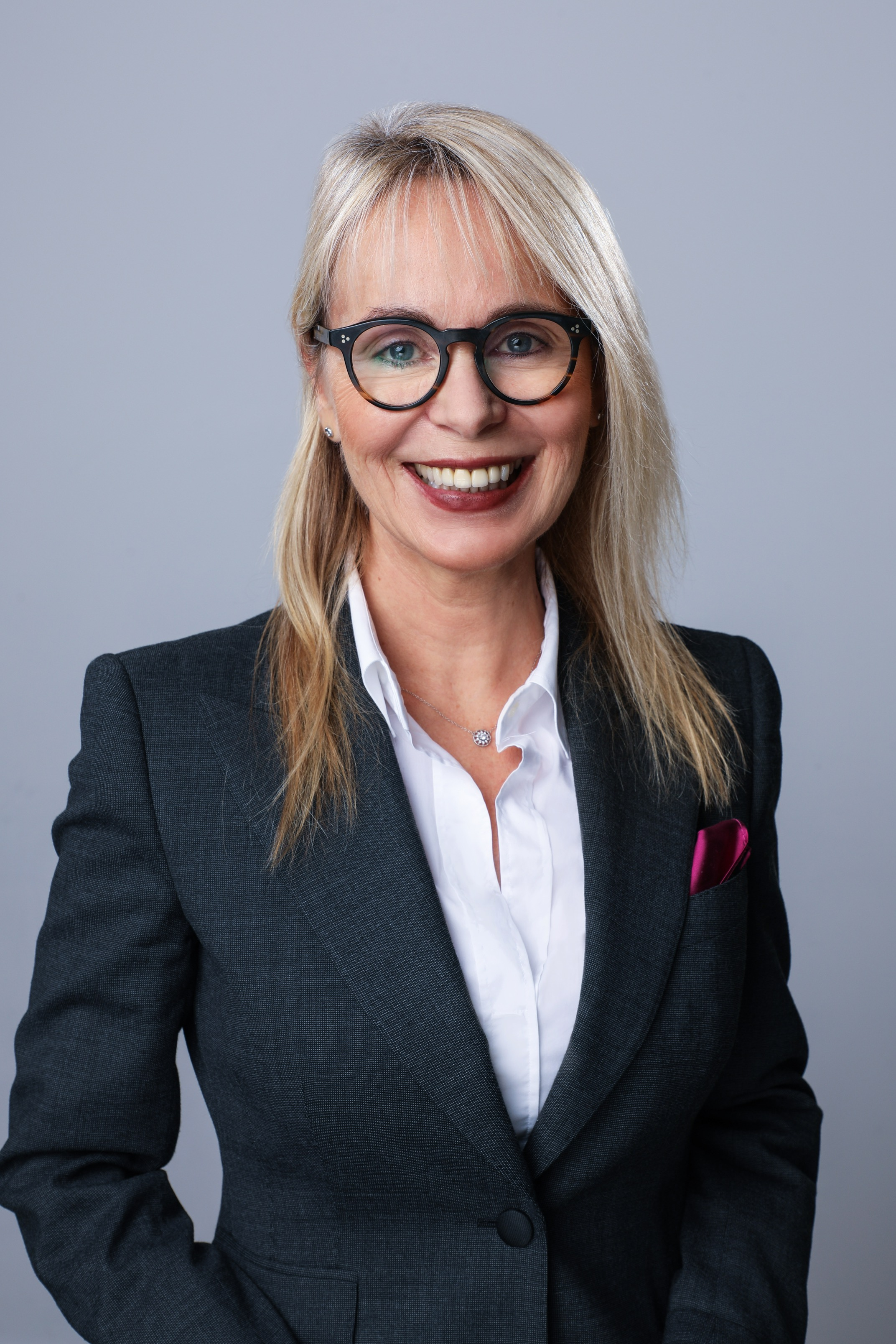
Martina Krogmann (* 1964)
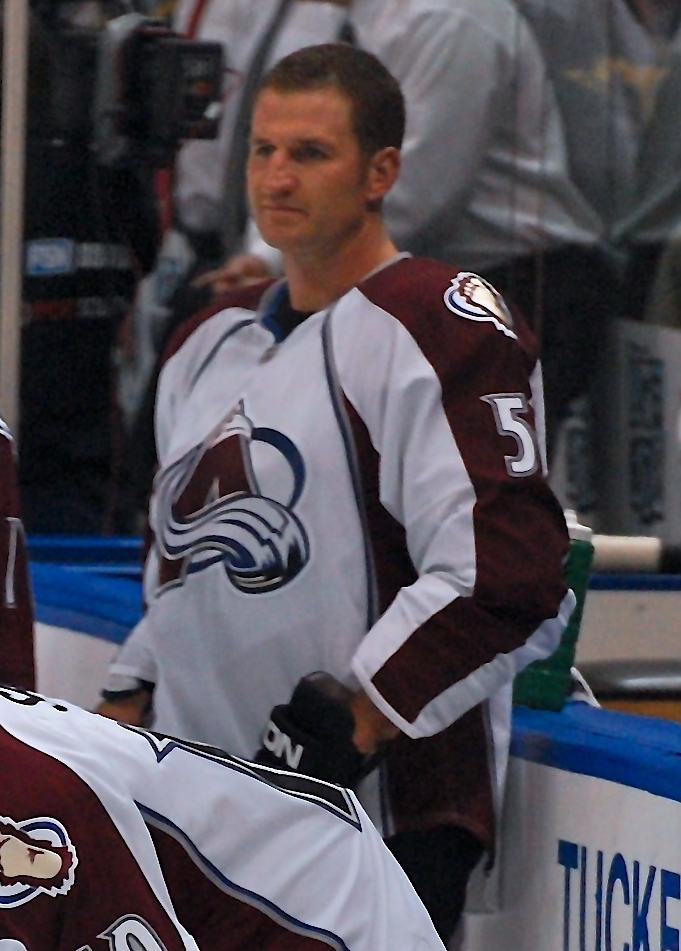
Adam Foote (* 1971)
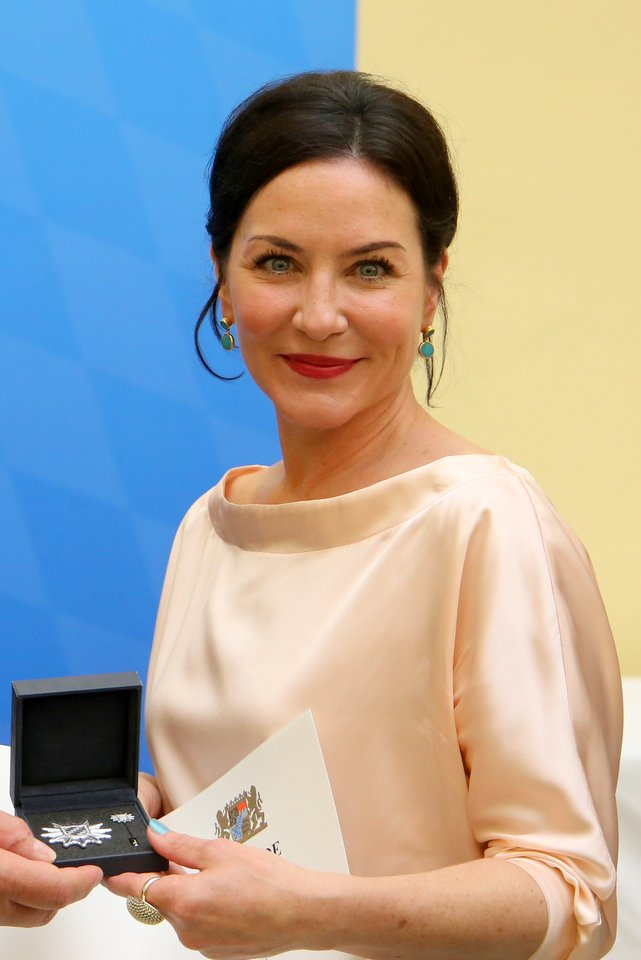
Marisa Burger (* 1973)

- 1966: Enrico Annoni, italienischer Fußballspieler und -trainer
- 1966: Johnny Grunge, US-amerikanischer Wrestler
- 1966: Andrea Weibel, Schweizer Schriftstellerin
- 1967: Rebekah Del Rio, US-amerikanische Sängerin, Songwriterin und Schauspielerin
- 1968: Serhane Ben Abdelmajid, mutmaßlicher tunesischer Haupttäter der Madrider Zuganschläge vom 11. März 2004
- 1968: Hassiba Boulmerka, algerische Leichtathletin
- 1969: Juliane Banse, deutsche Violinistin und Sopranistin
- 1969: Vivica Genaux, US-amerikanische Mezzosopranistin
- 1969: Jonas Kaufmann, deutscher Opernsänger
- 1970: John Simm, britischer Schauspieler und Musiker
- 1970: Helen Sjöholm, schwedische Sängerin
- 1971: Adam Foote, kanadischer Eishockeyspieler
- 1972: Daniel Anrig, 34. Kommandant der Päpstlichen Schweizergarde
- 1972: Dimitra Asilian, griechische Wasserballspielerin
- 1972: Peter Serafinowicz, britischer Schauspieler
- 1972: Sofía Vergara, kolumbianische Schauspielerin
- 1973: Marisa Burger, deutsche Schauspielerin
- 1974: Daniele Adani, italienischer Fußballspieler
- 1974: Chiwetel Ejiofor, britischer Schauspieler
- 1974: Patricia Lueger, deutsche Schauspieler
- 1975: Ademola Okulaja, deutscher Basketballspieler

#### 1976–2000

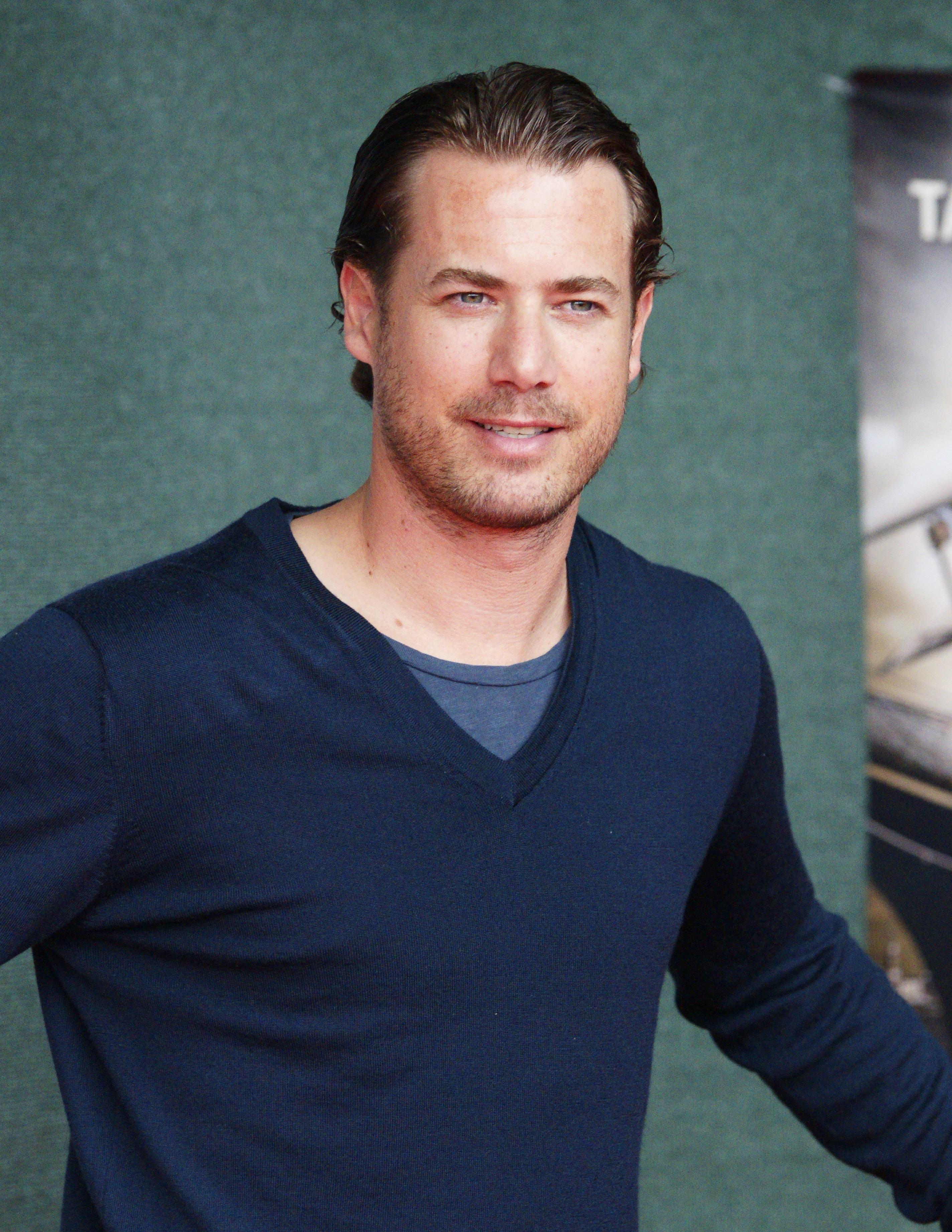
Lars Ricken (* 1976)
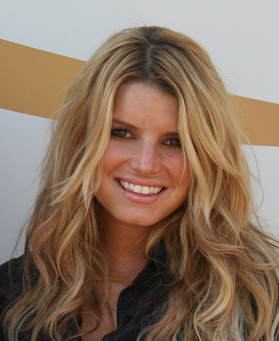
Jessica Simpson (* 1980)
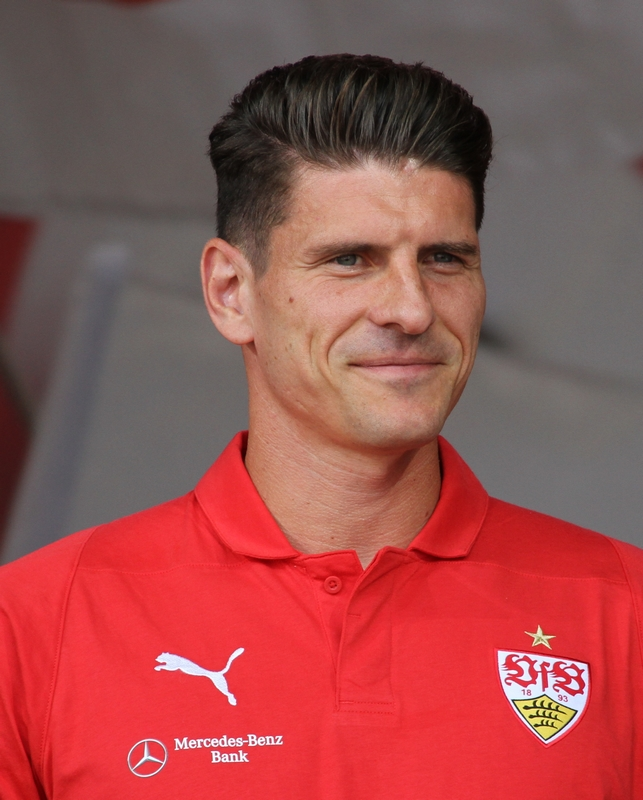
Mario Gómez (* 1985)
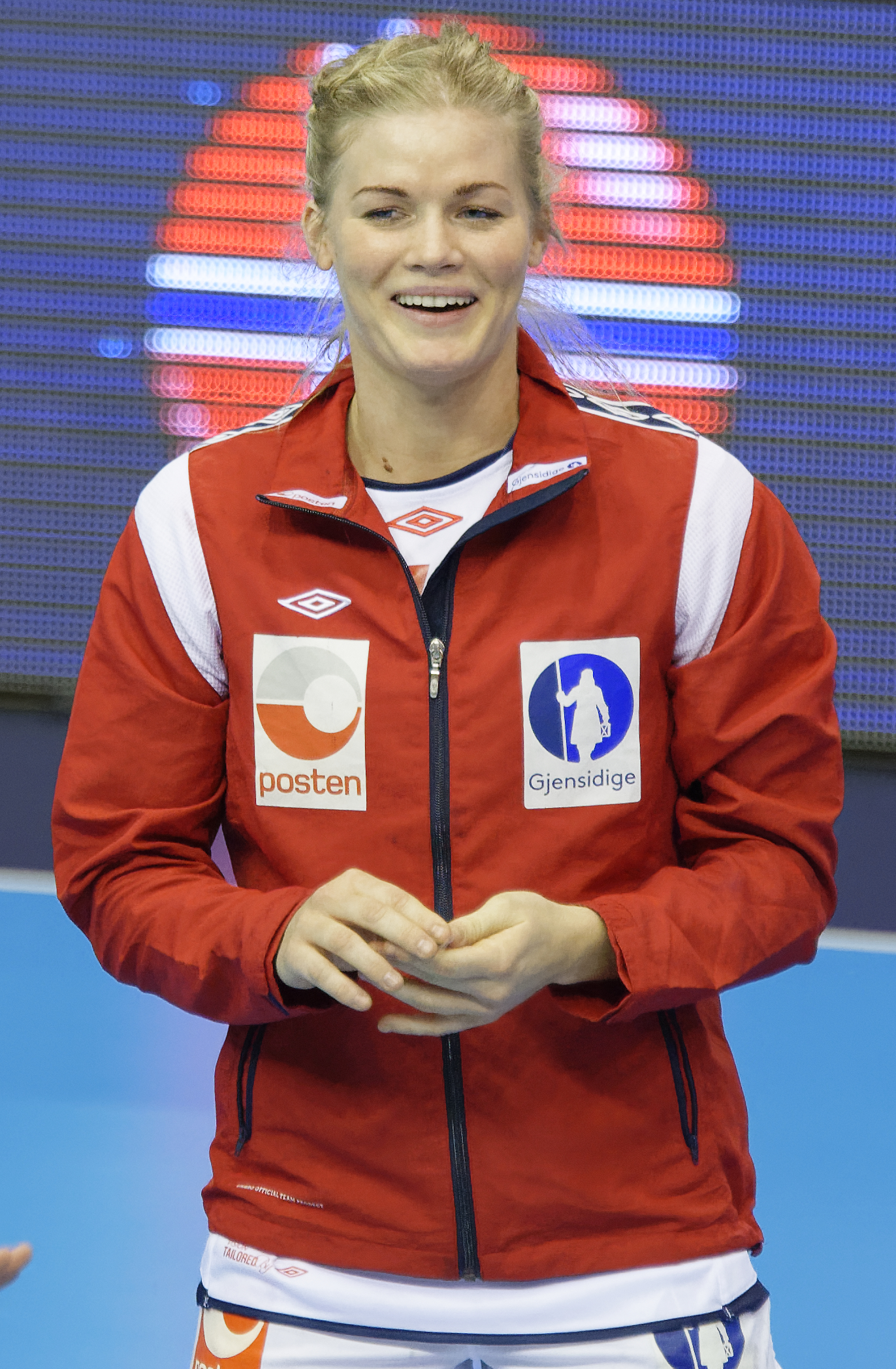
Veronica Kristiansen (* 1990)

- 1976: Elijah Blue Allman, US-amerikanischer Musiker
- 1976: Morris Chen, taiwanesischer Automobilrennfahrer
- 1976: Edmílson, brasilianischer Fußballspieler
- 1976: Ludovic Giuly, französischer Fußballspieler
- 1976: Adrian Grenier, US-amerikanischer Schauspieler und Musiker
- 1976: Lars Ricken, deutscher Fußballspieler
- 1976: Elisabeth Sutterlüty, österreichische Schauspielerin
- 1977: Bent Angelo Jensen, deutscher Modedesigner
- 1977: Gwendoline Yeo, US-amerikanische Schauspielerin
- 1977: Lewan Kobiaschwili, georgischer Fußballspieler
- 1978: Jesse Lacey, US-amerikanischer Sänger und Musiker (Brand New)
- 1978: Christina Roslyng, dänische Handballspielerin
- 1979: Klaus Jungbluth Rodríguez, ecuadorianischer Skilangläufer
- 1979: Anders Oechsler, dänischer Handballspieler
- 1979: Marieke Oeffinger, deutsche Schauspielerin
- 1979: Tobias Unger, deutscher Leichtathlet
- 1979: Gong Yoo, südkoreanischer Schauspieler
- 1980: Bruno Magalhães, portugiesischer Rallyefahrer
- 1980: Jessica Simpson, US-amerikanische Sängerin und Schauspielerin
- 1981: Antun Kovacic, australischer Fußballspieler
- 1981: Giancarlo Serenelli, venezolanischer Automobilrennfahrer
- 1982: Chemmy Alcott, britische Skirennläuferin
- 1982: Sebastian Mila, polnischer Fußballspieler
- 1983: Isabell Bachor, deutsche Fußballspielerin
- 1983: Ondřej Zdráhala, tschechischer Handballspieler
- 1984: Mark González, chilenischer Fußballspieler
- 1984: Carlos Johnson, costa-ricanischer Fußballspieler
- 1985: Brandon Crombeen, US-amerikanischer Eishockeyspieler
- 1985: Mario Gómez, deutscher Fußballspieler
- 1985: Park Chu-young, südkoreanischer Fußballspieler
- 1986: Theresa Breuer, deutsche Journalistin, Fotografin, Filmemacherin, Kriegsberichterstatterin und Aktivistin
- 1986: Wyatt Russell, US-amerikanischer Schauspieler
- 1986: Benjamin Schwarz, deutscher Fußballspieler
- 1987: Steffen Deibler, deutscher Schwimmer
- 1987: Jens Vortmann, deutscher Handballspieler
- 1988: Marcel Müller, deutscher Eishockeyspieler
- 1988: Maximilian Oehl, deutscher Jurist
- 1988: Sarah Walker, neuseeländische BMX-Fahrerin
- 1989: Kai Häfner, deutscher Handballspieler
- 1990: Almila Bagriacik, türkische Schauspielerin
- 1990: Antonio Daniloski, deutscher E-Sportler
- 1990: Veronica Kristiansen, norwegische Handballspielerin
- 1992: Jonas Bloquet, belgischer Schauspieler
- 1992: Larissa Marolt, österreichisches Model und Schauspielerin
- 1993: Mohamad Awata, syrischer Fußballspieler
- 1993: Florian Sénéchal, französischer Radrennfahrer
- 1994: Margaret Gayen, australische Leichtathletin
- 1994: Kwasi Okyere Wriedt, deutsch-ghanaischer Fußballspieler
- 1995: Kaden Elliss, US-amerikanischer American-Football-Spieler
- 1995: Ada Hegerberg, norwegische Fußballspielerin
- 1996: Robin Jünger, deutscher Politiker
- 1996: Mun Ka-Young, südkoreanische Schauspielerin
- 1998: Haley Pullos, US-amerikanische Schauspielerin
- 1998: Alyssa Shafer, US-amerikanische Kinderdarstellerin
- 1999: Greta Goodworth, deutsche Schauspielerin
- 2000: Shelly Bereznyak, israelische Tennisspielerin

### 21. Jahrhundert
- 2001: Isabela Merced, US-amerikanische Schauspielerin und Sängerin
- 2003: Ryan Naderi, deutscher Fußballspieler
- 2003: Matteo Nannini, italienischer Automobilrennfahrer
- 2003: Heidi Dyhre Traaserud, norwegische Skispringerin
- 2007: Viki Gabor, polnische Sängerin

## Gestorben

### Vor dem 16. Jahrhundert

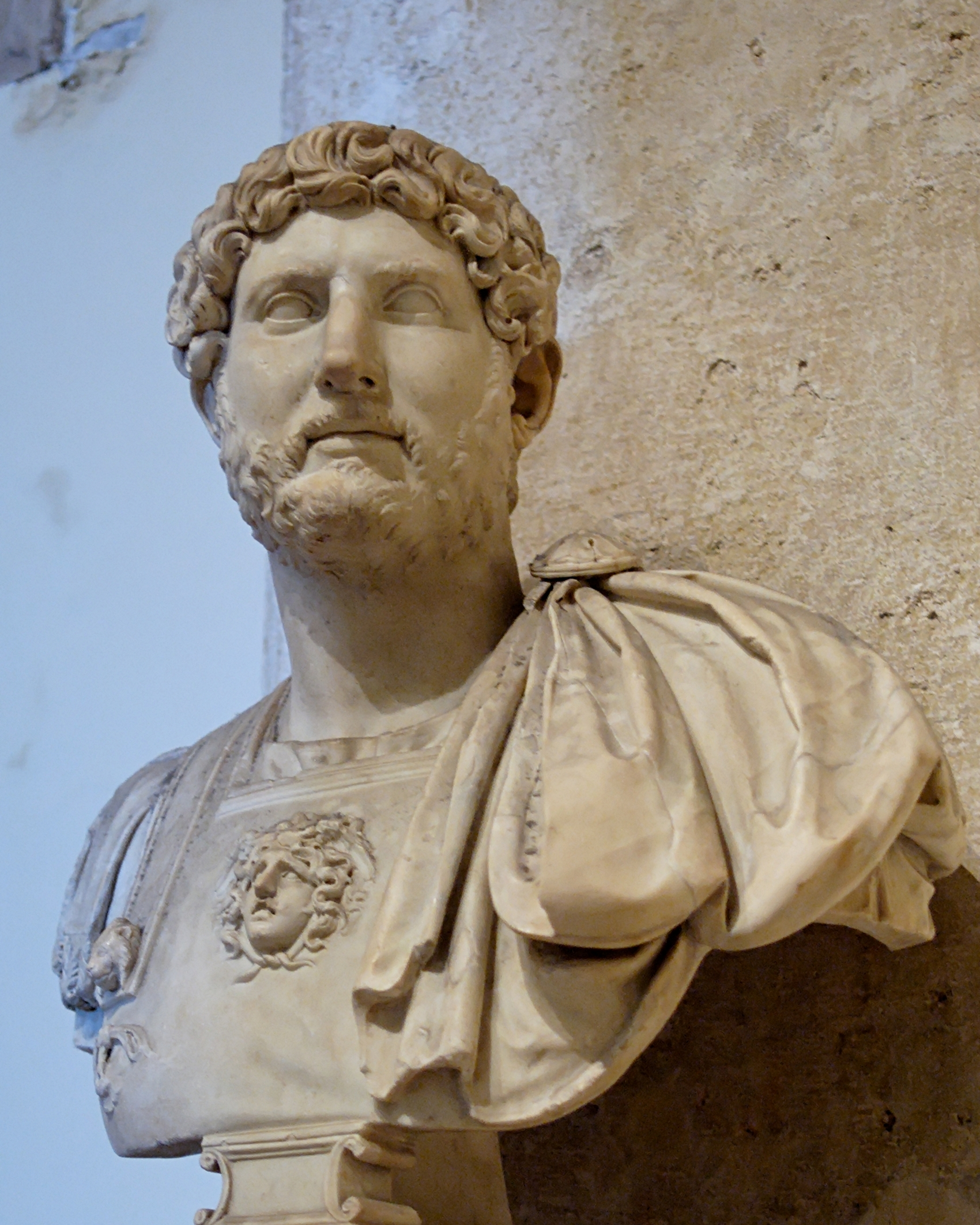
Hadrian († 138)
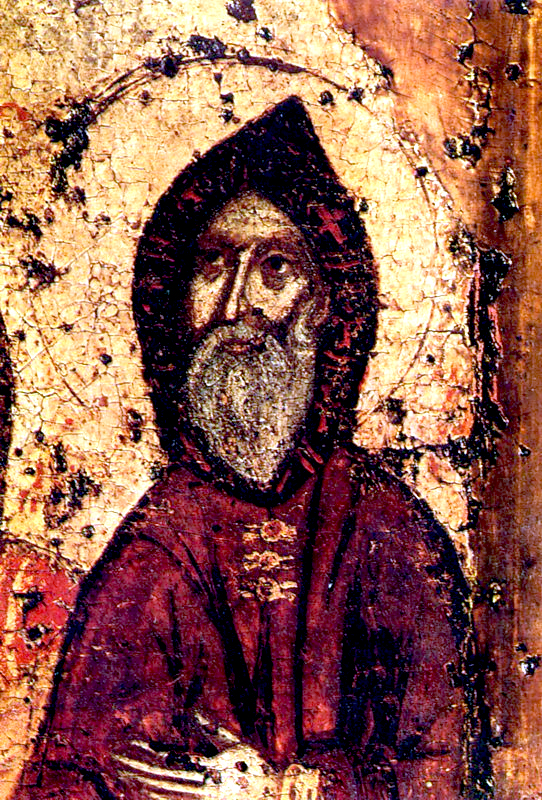
Antonius von Kiew († 1073)
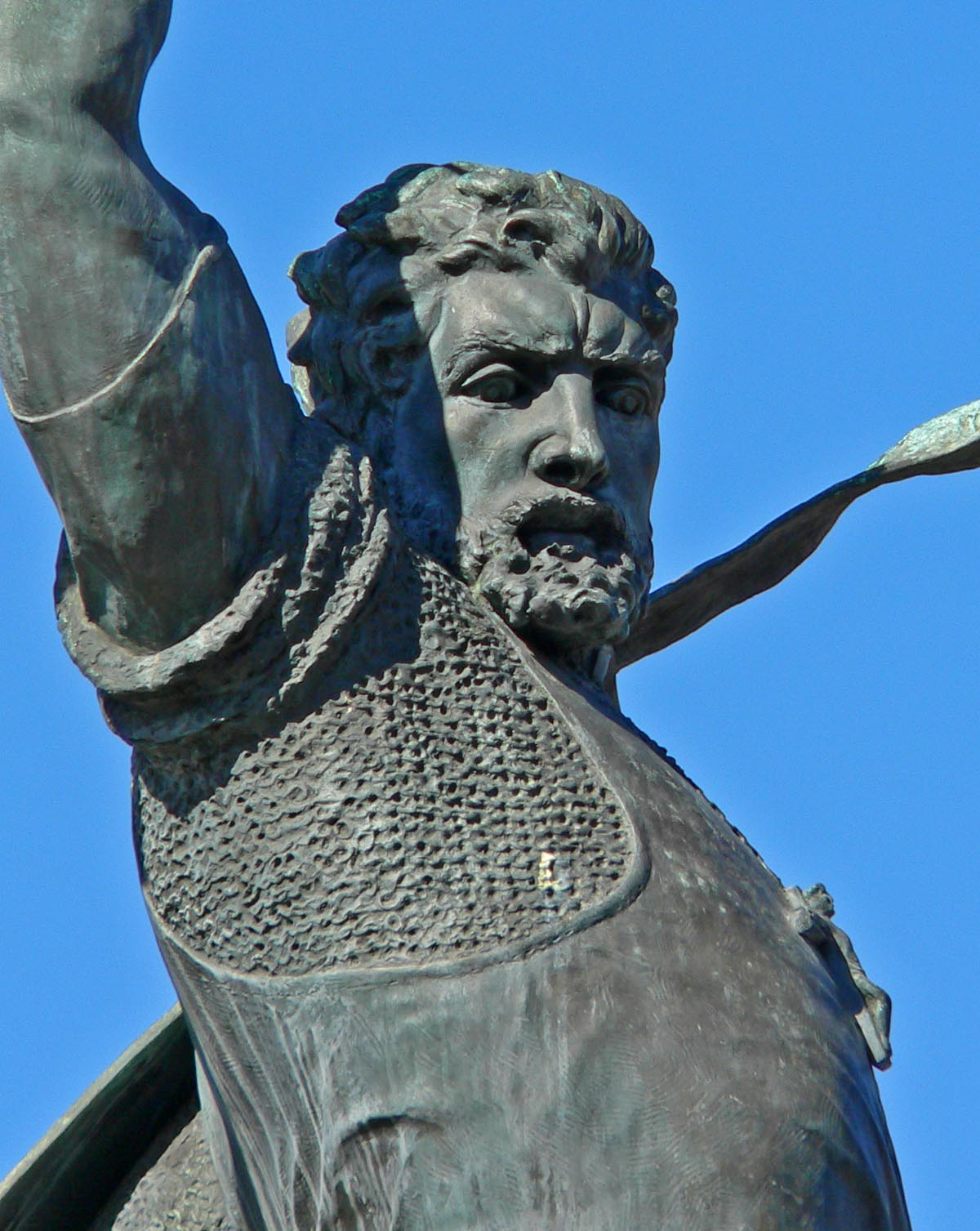
El Cid († 1099)
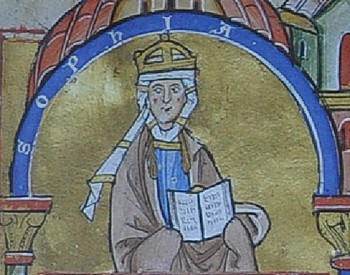
Sophie of Wittelsbach († 1238)
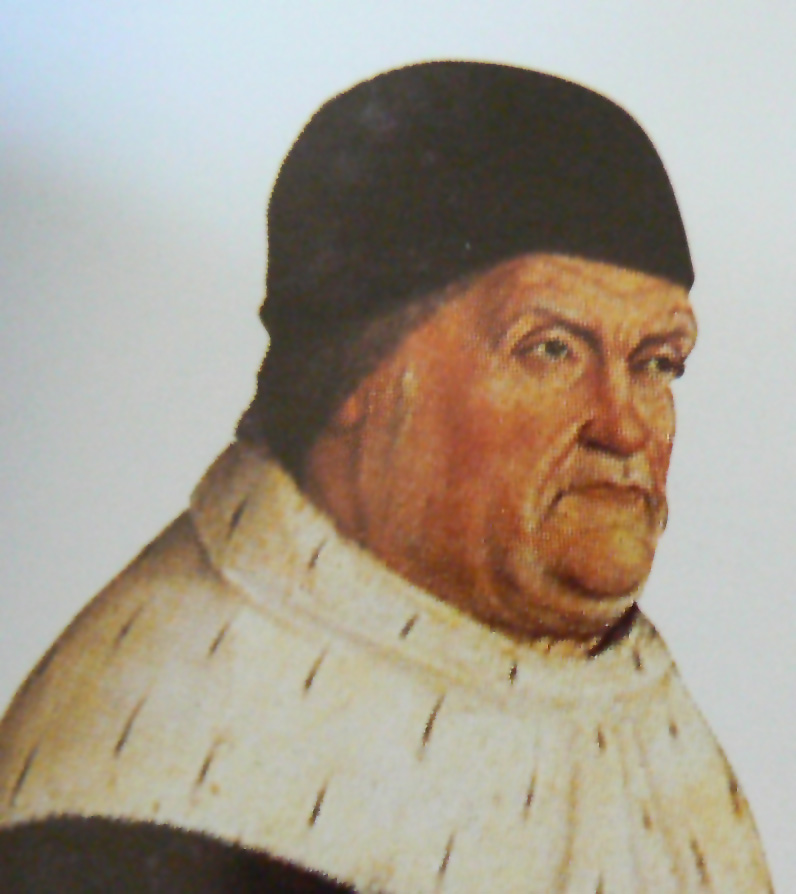
René I. d’Anjou († 1480)

- 0138: Hadrian, römischer Kaiser, Förderer bedeutender Bauwerke (Hadrianswall)
- 0518: Anastasios I., byzantinischer Kaiser
- 0645: Soga no Iruka, japanischer Staatsmann
- 0649: Tang Taizong, Kaiser der Tang-Dynastie in China
- 0983: Benedikt VII., Papst
- 0994: Leopold I., Markgraf von Österreich
- 1073: Antonius von Kiew, Kiewer Mönch in Russland, Gründer des Kiewer Höhlenklosters
- 1086: Knut IV. der Heilige, König von Dänemark
- 1099: El Cid, eigentlich Rodrigo Díaz de Vivar, kastilischer Ritter und Heerführer, spanischer Nationalheld
- 1103: Erik I., König von Dänemark
- 1137: Pain FitzJohn, anglonormannischer Adeliger
- 1148: Otto, Bischof von Prag
- 1226: Az-Zāhir, Kalif der Abbasiden
- 1226: Budilov, Bischof von Prag
- 1238: Sophia von Wittelsbach, Tochter von Otto I. von Wittelsbach
- 1290: Ladislaus IV., König von Ungarn
- 1350: Konrad II., Graf von Freiburg
- 1393: Guillaume de Harsigny, französischer Arzt
- 1421: Albert III. von Stauffenberg, Bischof von Regensburg, Fürstbischof des Hochstiftes Regensburg
- 1439: Ludovico Pontano, italienischer Jurist, Diplomat und Kleriker
- 1460: Humphrey Stafford, 1. Duke of Buckingham, englischer Adeliger
- 1473: Jakob II., König von Zypern
- 1480: René I., Titularkönig von Neapel und Jerusalem

### 16. Jahrhundert

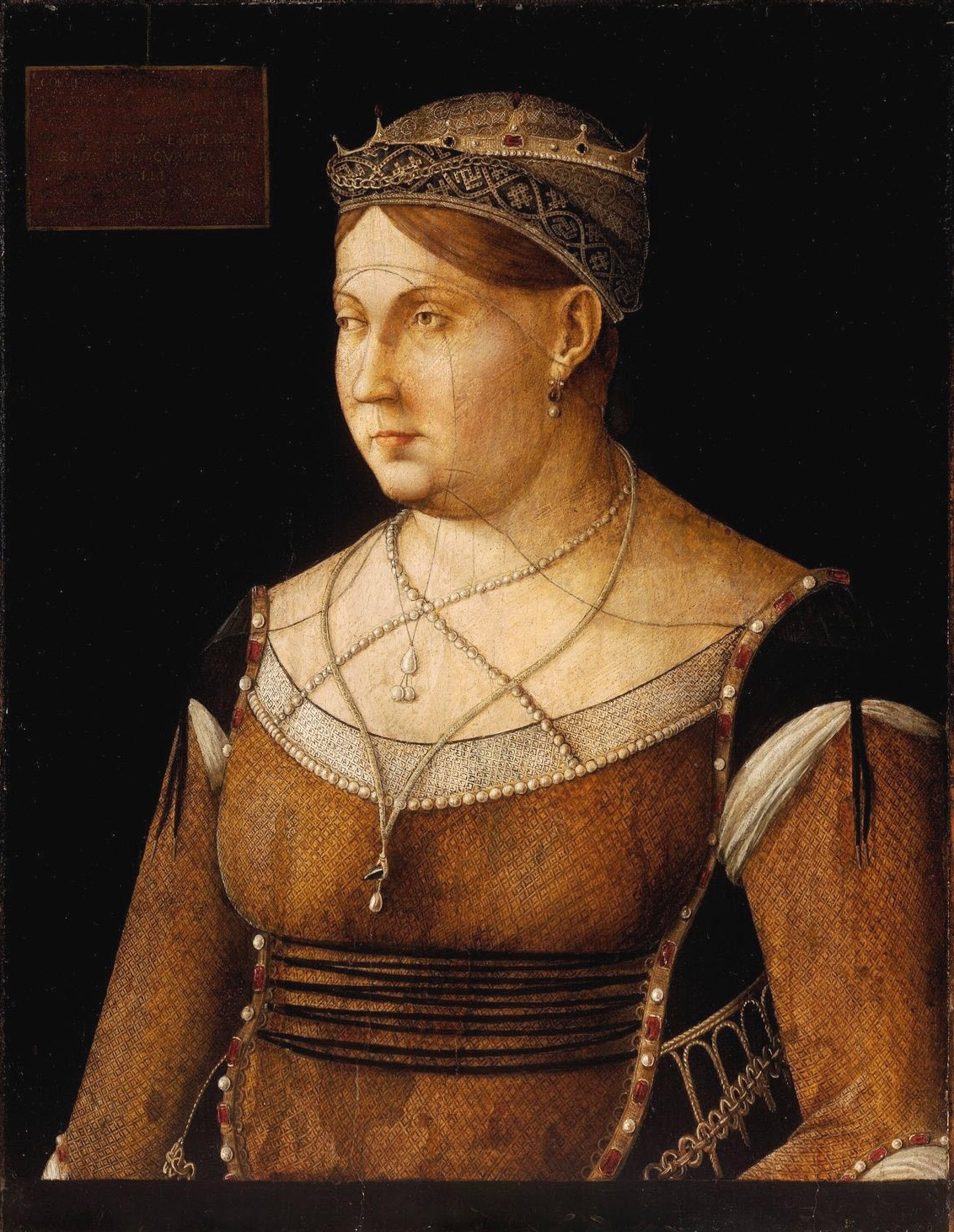
Caterina Cornaro († 1510)
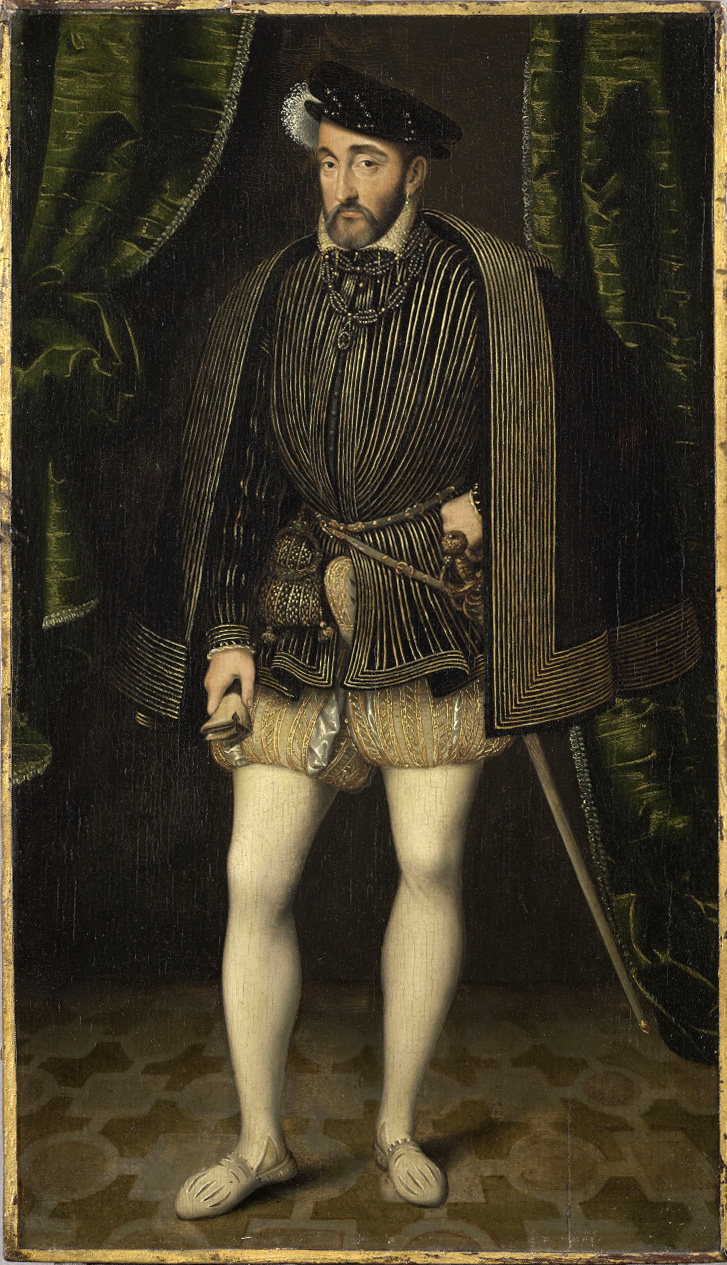
Heinrich II. von Frankreich († 1559)
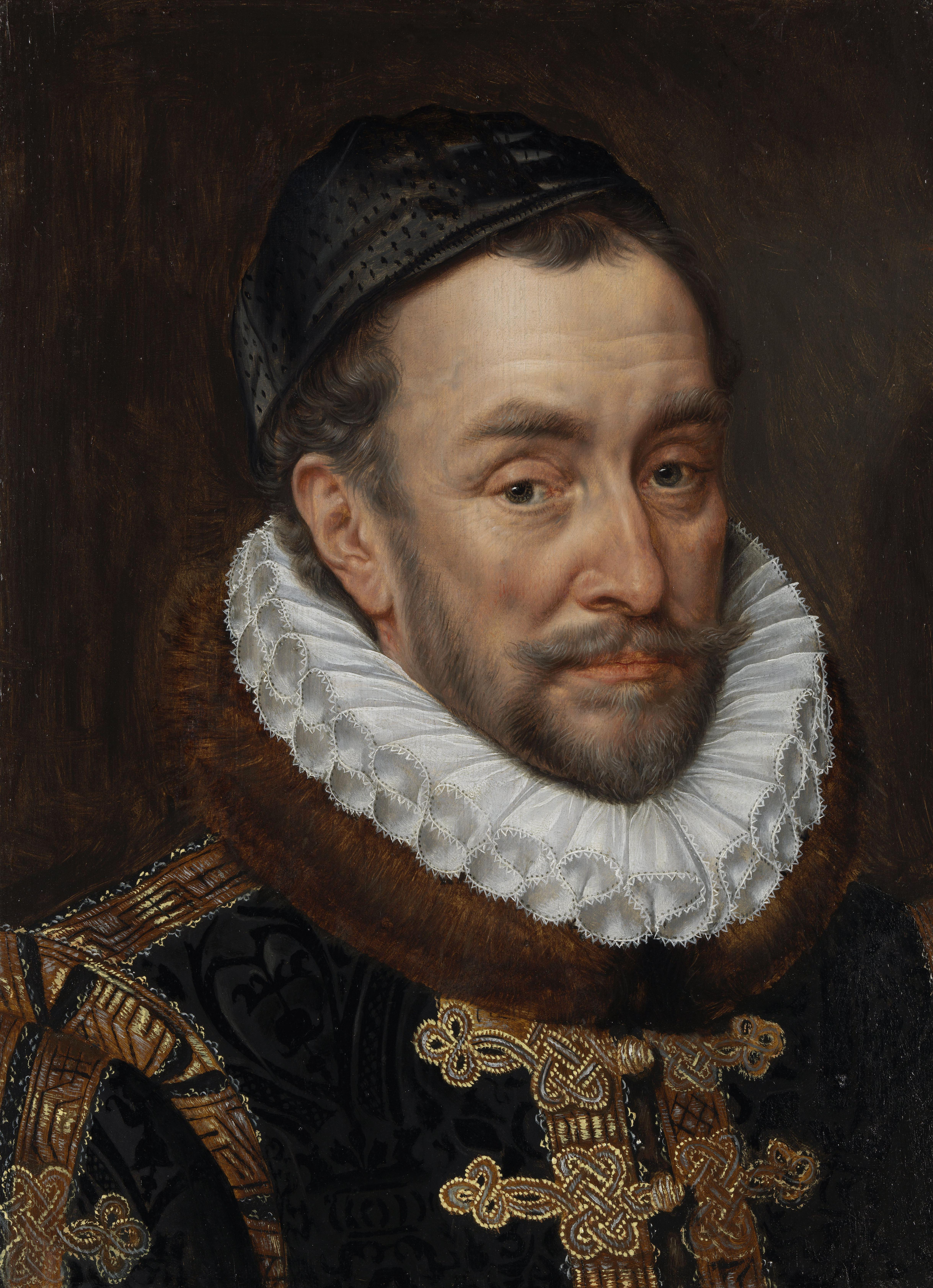
Wilhelm I. von Oranien († 1584)
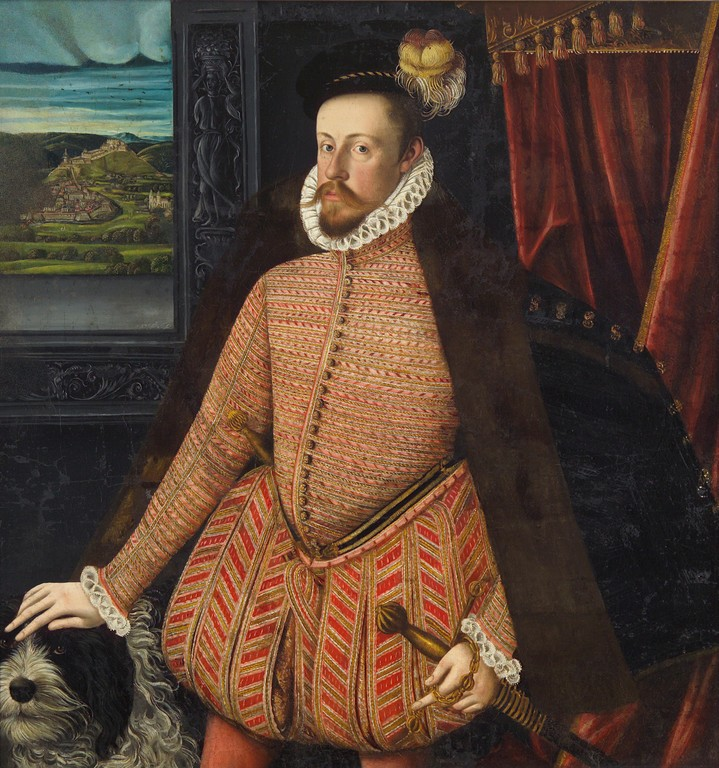
Karl II. von Innerösterreich († 1590)

- 1510: Caterina Cornaro, Königin von Zypern
- 1517: Johannes Rebmann, württembergischer Theologe, Stiftspropst der Brüder vom gemeinsamen Leben in Herrenberg
- 1518: Sibylle von Baden, Markgräfin von Baden
- 1557: Giovan Battista Ramusio, italienischer Humanist, Historiker und Geograf
- 1559: Heinrich II., König von Frankreich
- 1561: Dionysius Melander, deutscher Theologe und Reformator
- 1561: Rüstem Pascha, Großwesir des Osmanischen Reiches
- 1584: Francis Throckmorton, Verschwörer gegen Elizabeth I. von England
- 1584: Wilhelm I., der Schweiger, Fürst von Oranien, Führer im niederländischen Unabhängigkeitskrieg, Statthalter der Niederlande
- 1585: Anna Witthovedes, Opfer der Hexenverfolgung in Soest
- 1588: Edwin Sandys, Erzbischof von York
- 1590: Karl II., Erzherzog von Innerösterreich
- 1591: Anna, Prinzessin von Hessen und Pfalzgräfin von Zweibrücken
- 1593: Daniel von Büren der Jüngere, Bürgermeister von Bremen

### 17. und 18. Jahrhundert

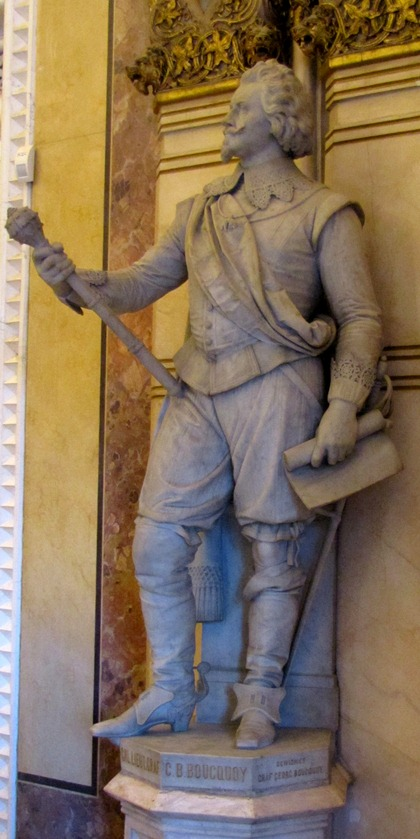
Charles Bonaventure de Longueval († 1621)
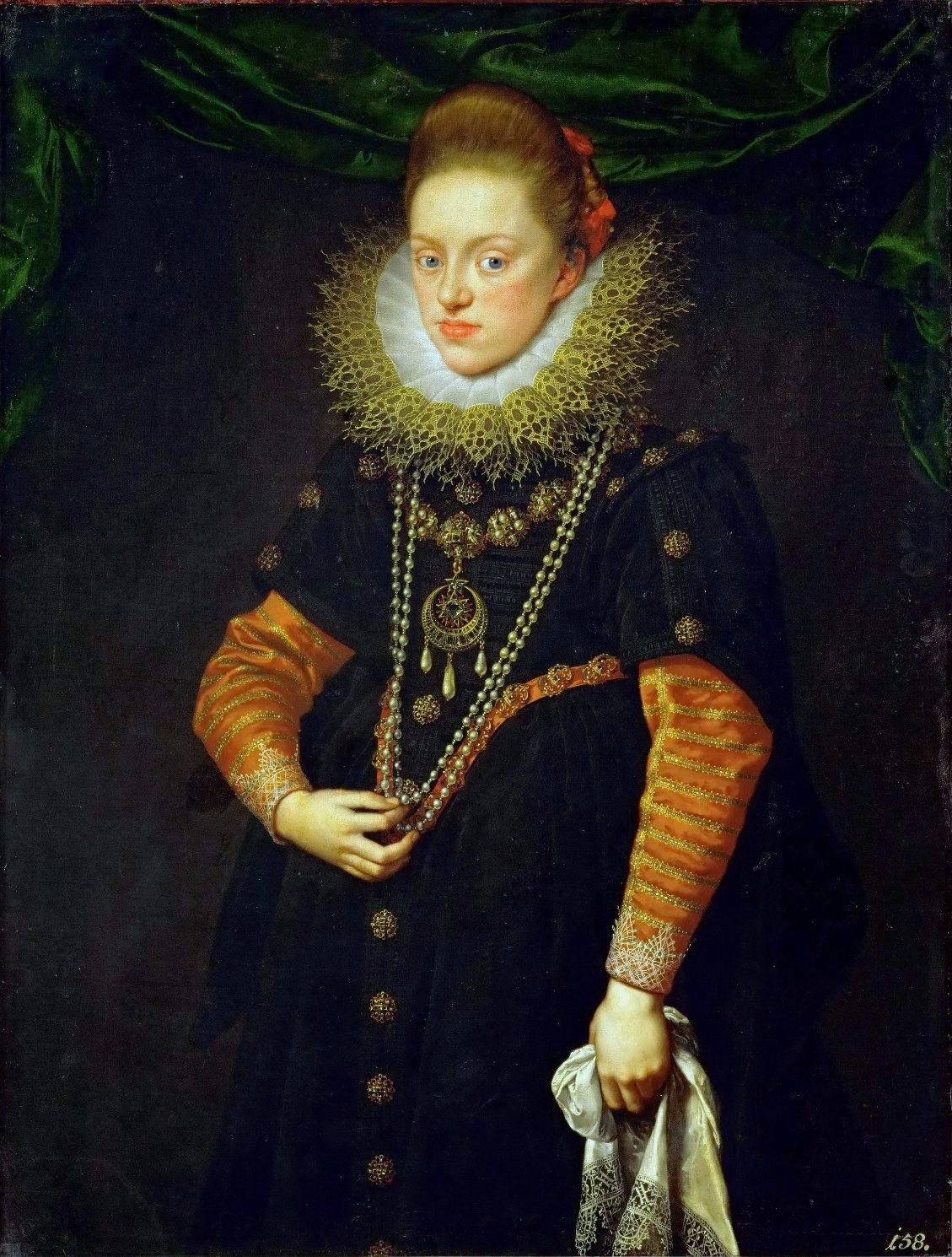
Frans Pourbus der Jüngere – Constanze von Österreich († 1631)
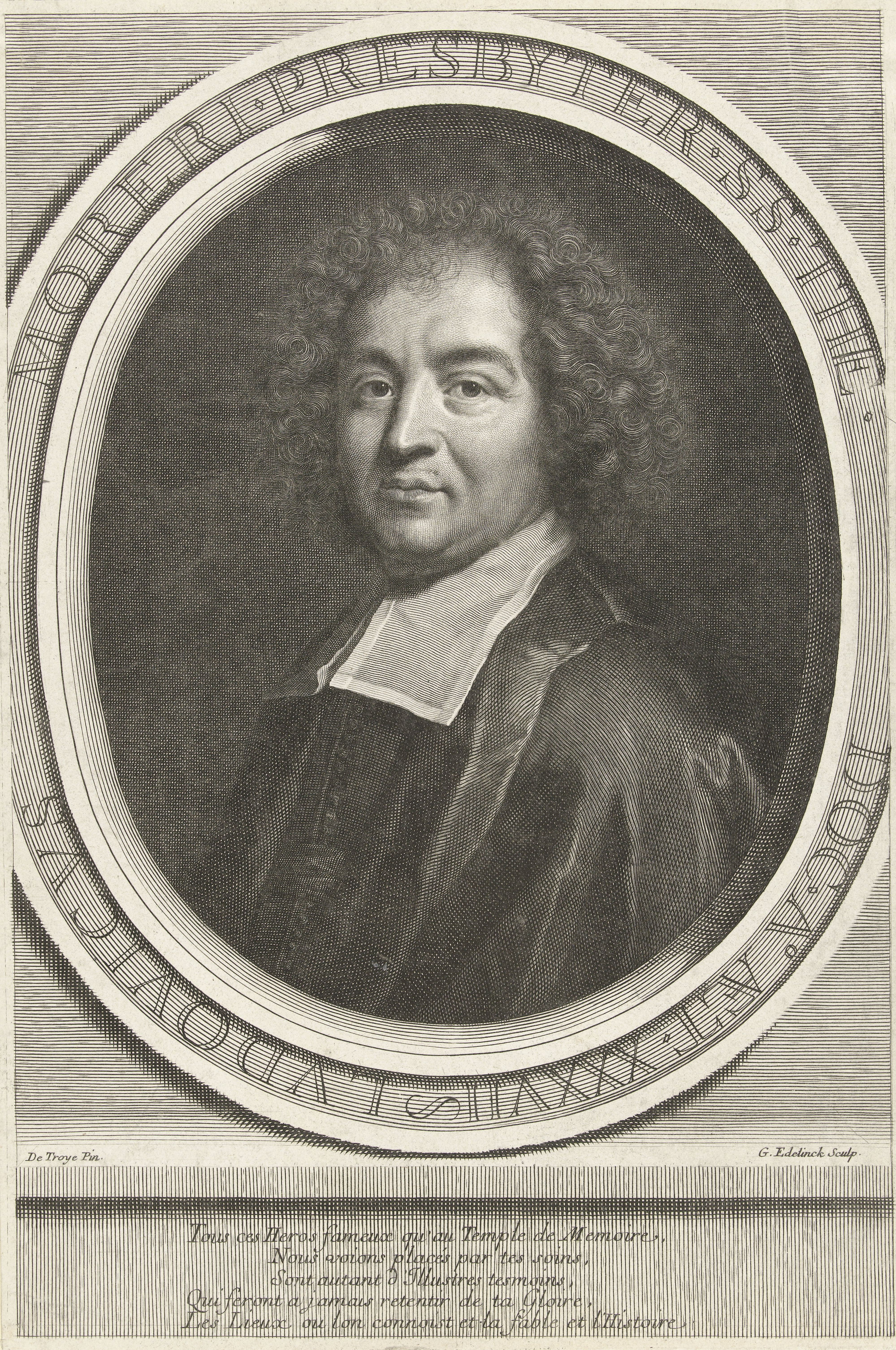
Louis Moréri († 1680)
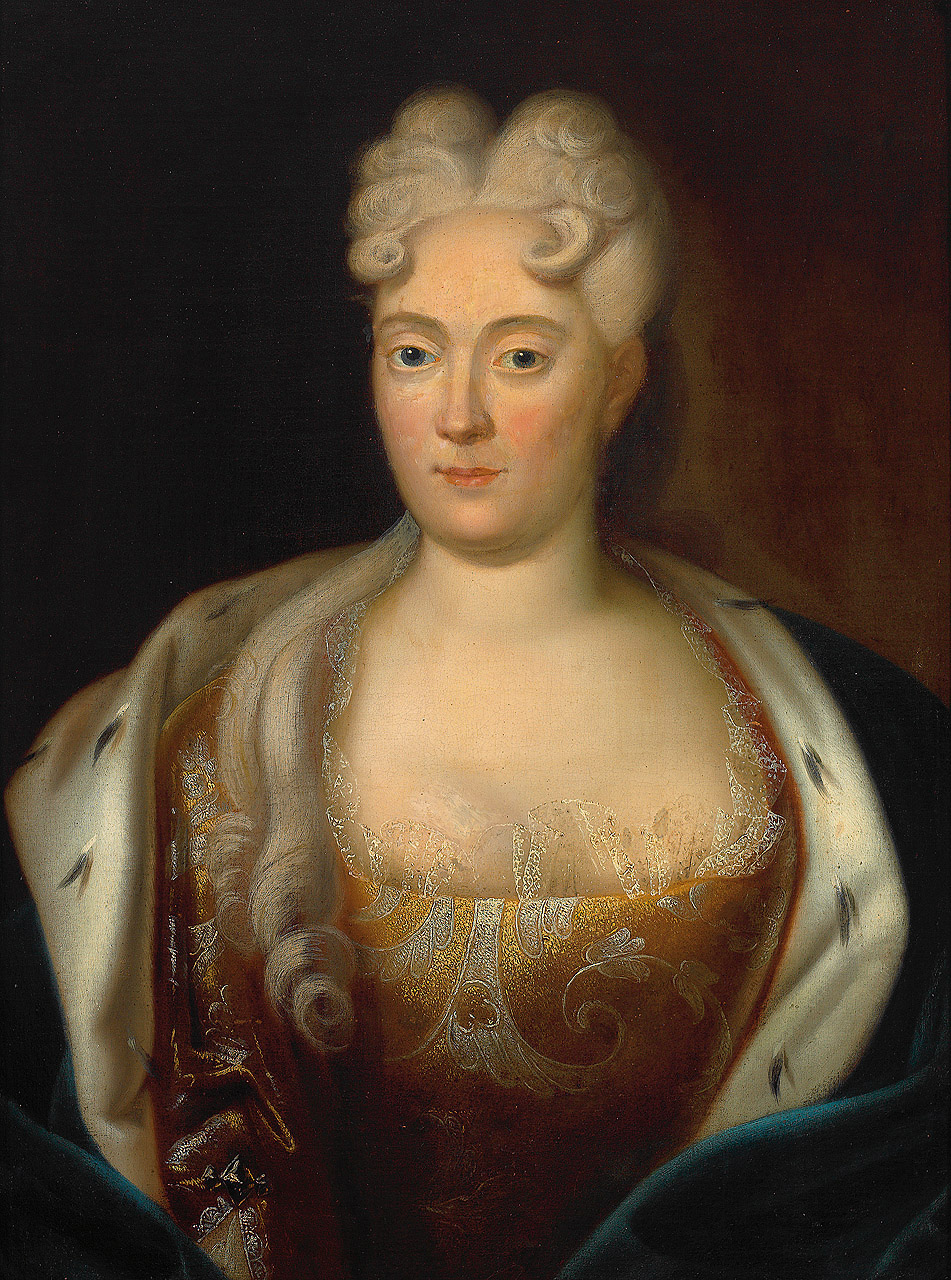
Franziska Sibylla Augusta von Sachsen-Lauenburg († 1733)
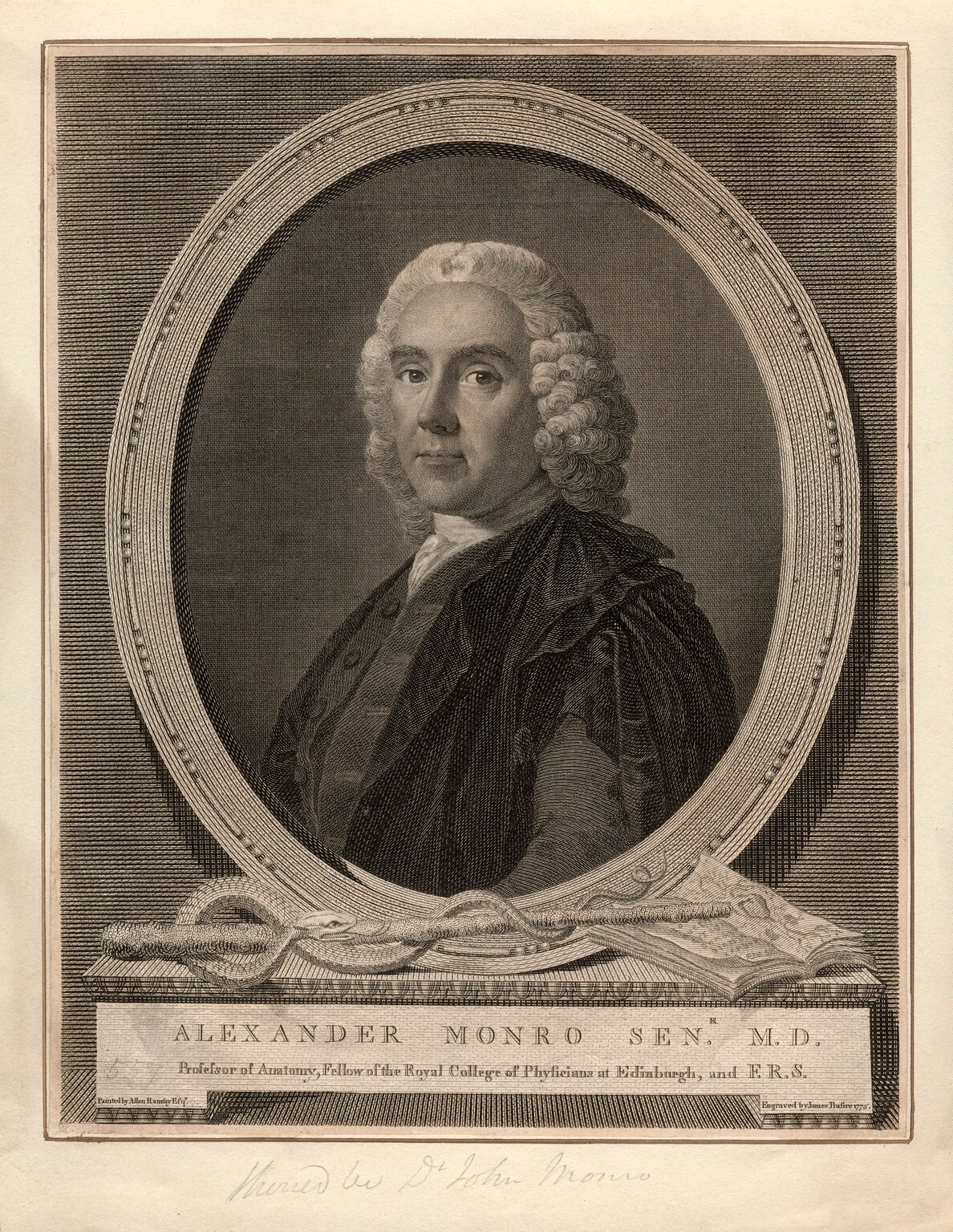
Alexander Monro († 1767)

- 1601: Damat İbrahim Pascha, osmanischer Befehlshaber und Großwesir
- 1602: Henni Arneken, deutscher Politiker
- 1621: Charles Bonaventure de Longueval, habsburgischer Feldherr
- 1631: Constanze, Erzherzogin von Österreich, Königin von Polen und Großfürstin von Litauen
- 1632: Henri I. de Savoie-Nemours, Herzog von Nemours, Pair von Frankreich
- 1633: Matthias Koch, Augsburger Kaufmann
- 1653: Gabriel Naudé, französischer Bibliothekar
- 1654: İslâm III. Giray, Khan des Krimkhanats
- 1672: Peter Marselis, niederländisch-russischer Großkaufmann, Architekt und Ingenieur
- 1675: Bertholet Flémal, Lütticher Maler
- 1680: Louis Moréri, französischer Enzyklopädist
- 1686: Ercole Ferrata, italienischer Bildhauer
- 1690: Domenico Gabrielli, italienischer Cellist und Komponist
- 1727: Johann Jakob Dahm, deutscher Orgelbauer
- 1727: Mauritz Vellingk, schwedischer Diplomat, Geheimrat, General und Generalgouverneur von Bremen-Verden
- 1733: Franziska Sibylla Augusta von Sachsen-Lauenburg, Regentin der Markgrafschaft Baden-Baden
- 1747: Ogawa Haritsu, genannt Ritsuō, japanischer Künstler
- 1756: Jean François Gaultier, französischer Arzt und Naturforscher
- 1761: George Clinton, britischer Marineoffizier und Gouverneur der Provinz New York
- 1767: Johann Friedrich, Fürst von Schwarzburg-Rudolstadt
- 1767: Alexander Monro I., schottischer Anatom und Begründer der Edinburgh Medical School
- 1790: Johann Georg Pfranger, deutscher evangelischer Geistlicher
- 1794: Gaspard de Bernard de Marigny, Anführer der Aufständischen während des Vendée-Aufstands
- 1795: Omar Ali Saifuddin I., Sultan von Brunei
- 1799: Nagasawa Rosetsu, japanischer Maler

### 19. Jahrhundert

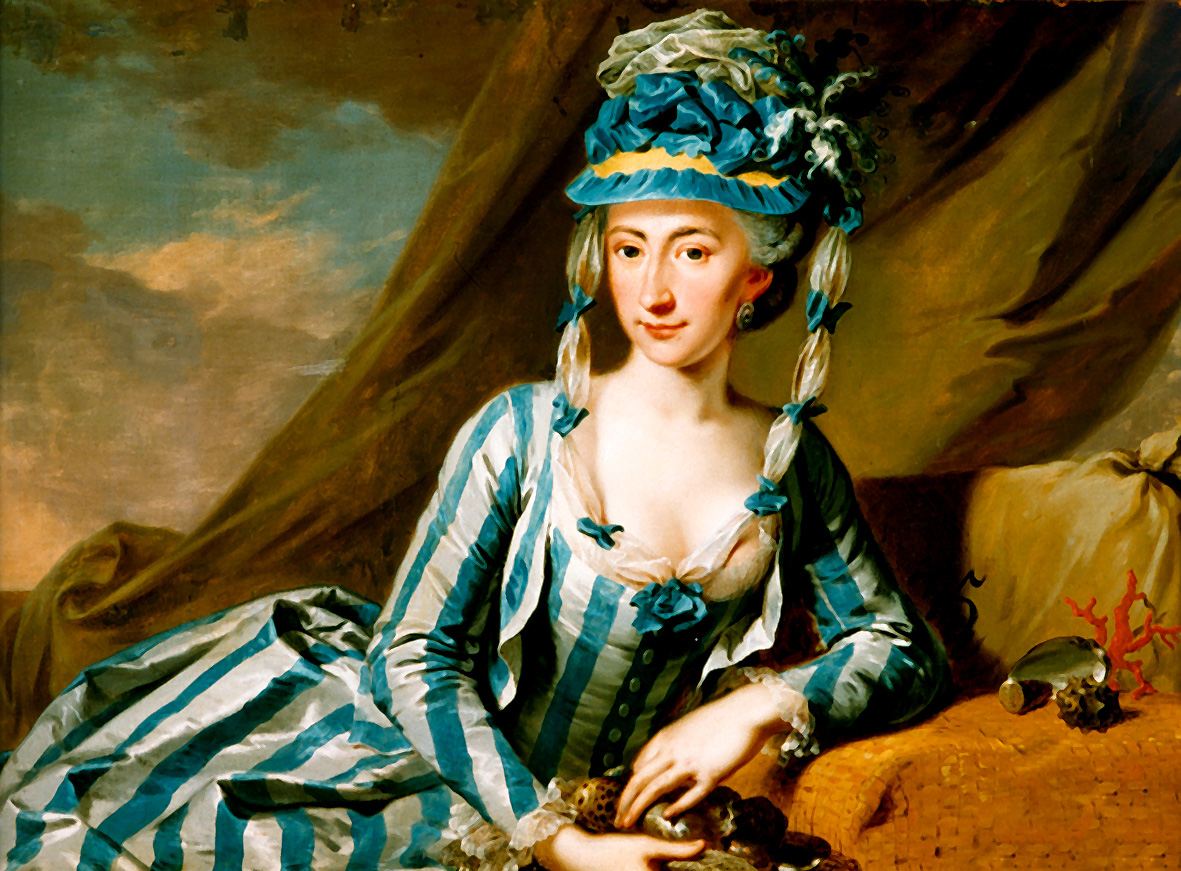
Marianne von der Leyen († 1804)
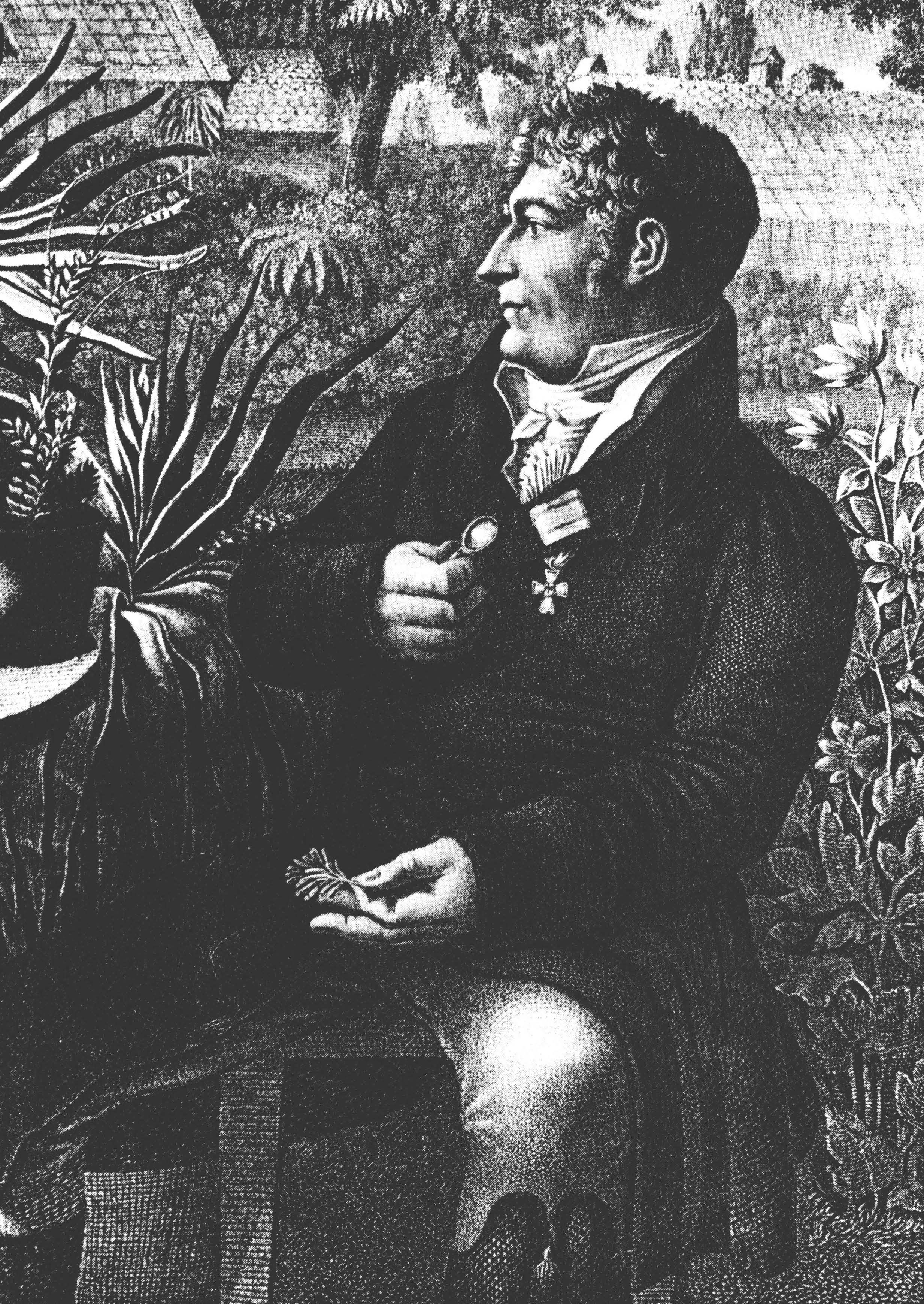
Carl Ludwig Willdenow († 1812)
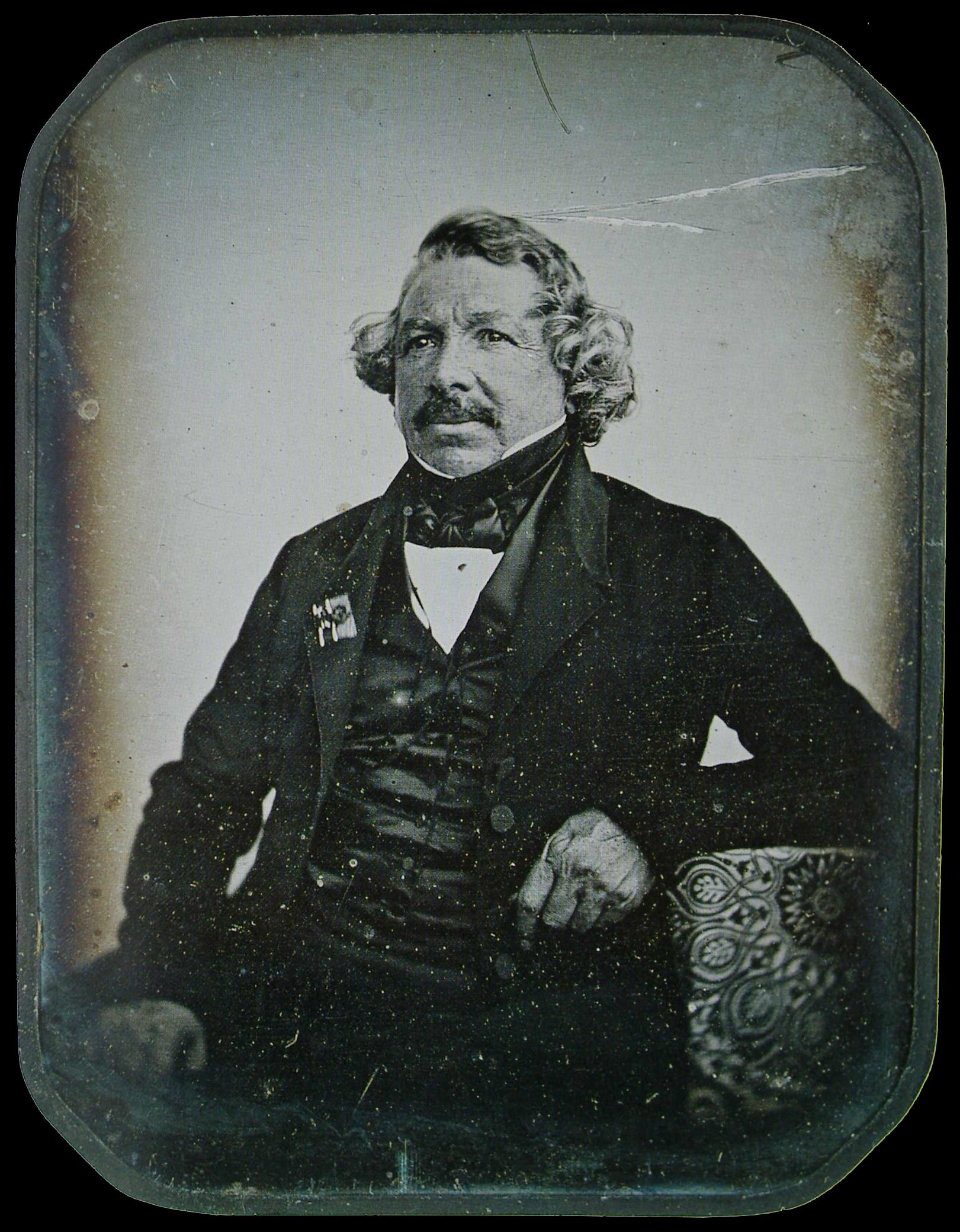
Louis Daguerre († 1851)
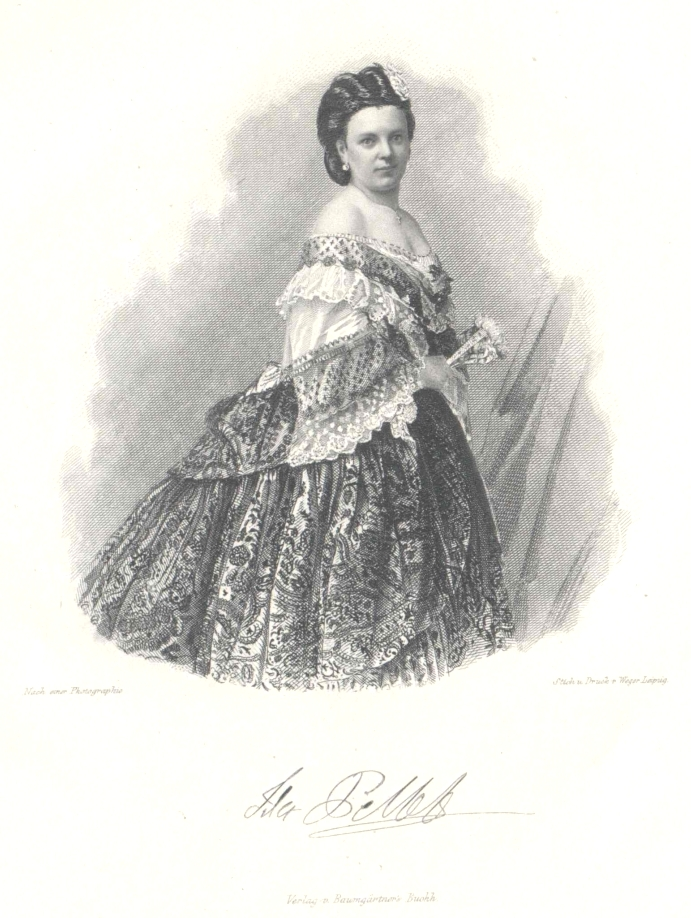
Ida Pellet († 1863)

- 1804: Marianne von der Leyen, deutsche Reichsgräfin, Regentin in Blieskastel
- 1805: Thomas Wedgwood, britischer Pionier der Fototechnik
- 1806: George Stubbs, britischer Maler
- 1812: Carl Ludwig Willdenow, deutscher Botaniker
- 1814: Camillo Marcolini, sächsischer Minister, Generaldirektor der Künste und Kunstakademien sowie Direktor der Meißner Porzellanmanufaktur
- 1819: Henrich Becker, ostfriesischer Kunstmaler
- 1820: William Wyatt Bibb, US-amerikanischer Politiker, Gouverneur von Alabama, Senator und Abgeordneter für Georgia
- 1822: Heinrich LI., Graf Reuß zu Ebersdorf
- 1825: Ludwig Fischer, deutscher Opernsänger (Bass)
- 1825: Andreas Joseph Schnaubert, deutscher Rechtswissenschaftler
- 1839: Fernando Sor, spanischer Gitarrist und Komponist
- 1845: Christian Frederik Hansen, dänischer Architekt des Klassizismus
- 1851: Louis Daguerre, französischer Maler und Pionier der Fotografie
- 1853: Carl Christian Friedrich Weckherlin, württembergischer Oberamtmann
- 1858: Auguste de Montferrand, französisch-russischer Architekt

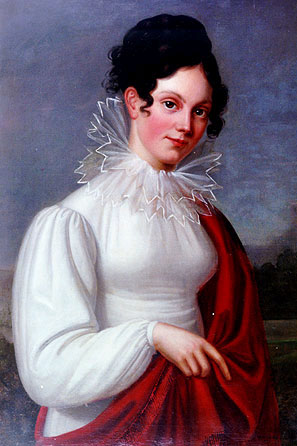
Wilhelmine Herzlieb († 1865)
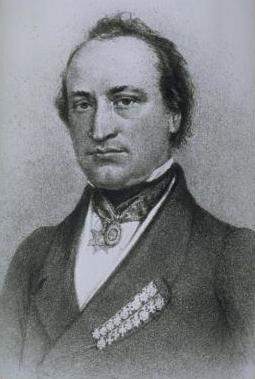
Alois Auer von Welsbach († 1869)
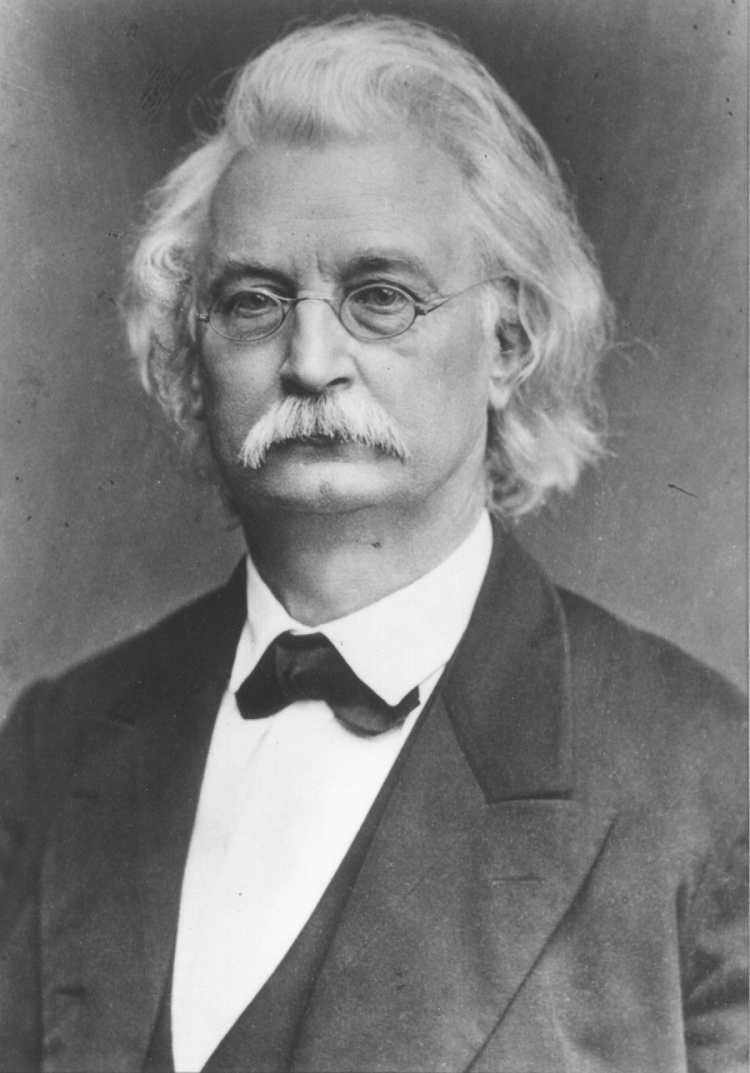
Karl Richard Lepsius († 1884)
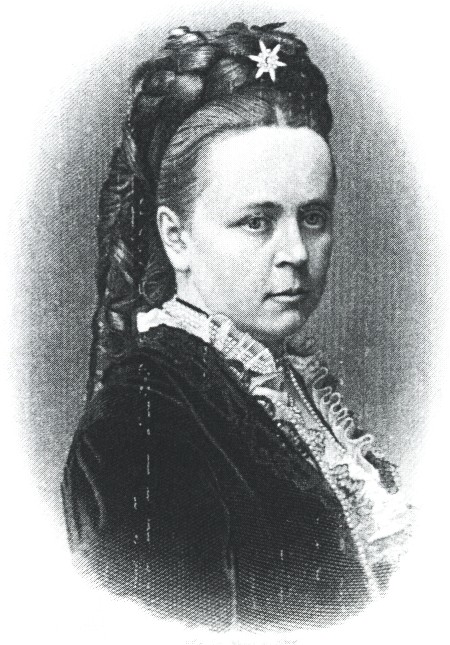
Agnes von Württemberg († 1886)

- 1862: José Lúcio Travassos Valdez, portugiesischer Staatsmann und Politiker
- 1863ː Ida Pellet, deutsch-österreichische Schauspielerin
- 1865ː Wilhelmine Herzlieb, deutsche Verlegerin

- 1869: Alois Auer von Welsbach, österreichischer Drucker, Erfinder und Illustrator
- 1873ː Josefine Ernst-Kaiser, ungarische Opernsängerin (Koloratursopran)
- 1875: Henry Lewis Benning, US-amerikanischer Jurist und konföderierter General im Bürgerkrieg
- 1881: Hermann Nicolai, deutscher Architekt
- 1883: Carl Julius von Abel, württembergischer Eisenbahningenieur
- 1884: Karl Richard Lepsius, deutscher Ägyptologe und Sprachforscher
- 1884: Paul Morphy, US-amerikanischer Schachspieler
- 1886: Agnes von Württemberg, deutsche Adelige und Schriftstellerin
- 1886: Henry Kirke Brown, US-amerikanischer Bildhauer
- 1887: Wilhelm Kopfer, deutscher Unternehmer und Mitglied des Deutschen Reichstags
- 1889: Carl Anwandter, deutscher Apotheker und Politiker
- 1889ː Julia Tyler, US-amerikanische First Lady, zweite Gattin von Präsident John Tyler
- 1892: Hermann Riedel, deutscher Kantor, Organist und Komponist
- 1892: Rudolf Westphal, deutscher Altphilologe
- 1893: Henry Nettleship, britischer klassischer Philologe
- 1899: Georgi Alexandrowitsch Romanow, Großfürst von Russland

### 20. Jahrhundert

#### 1901–1950

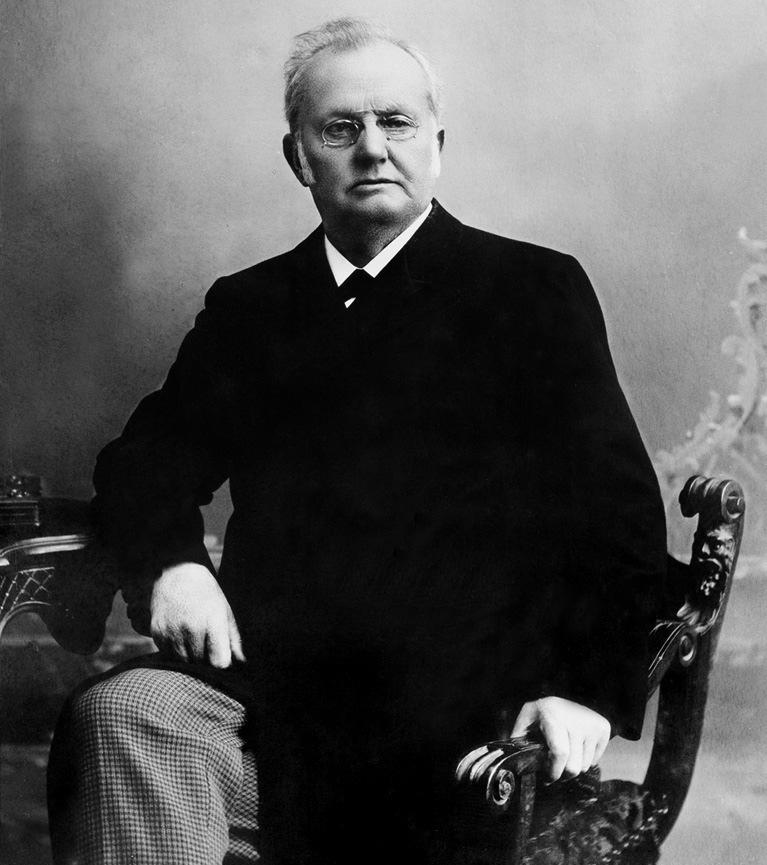
Adolf Deucher († 1912)
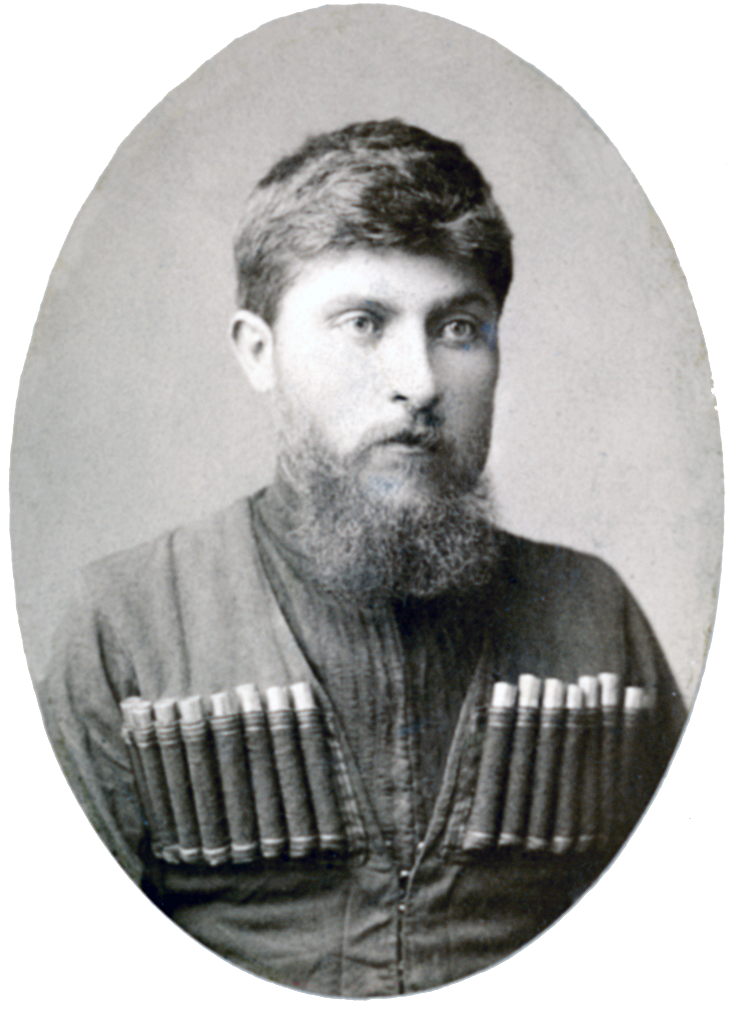
Wascha-Pschawela († 1915)
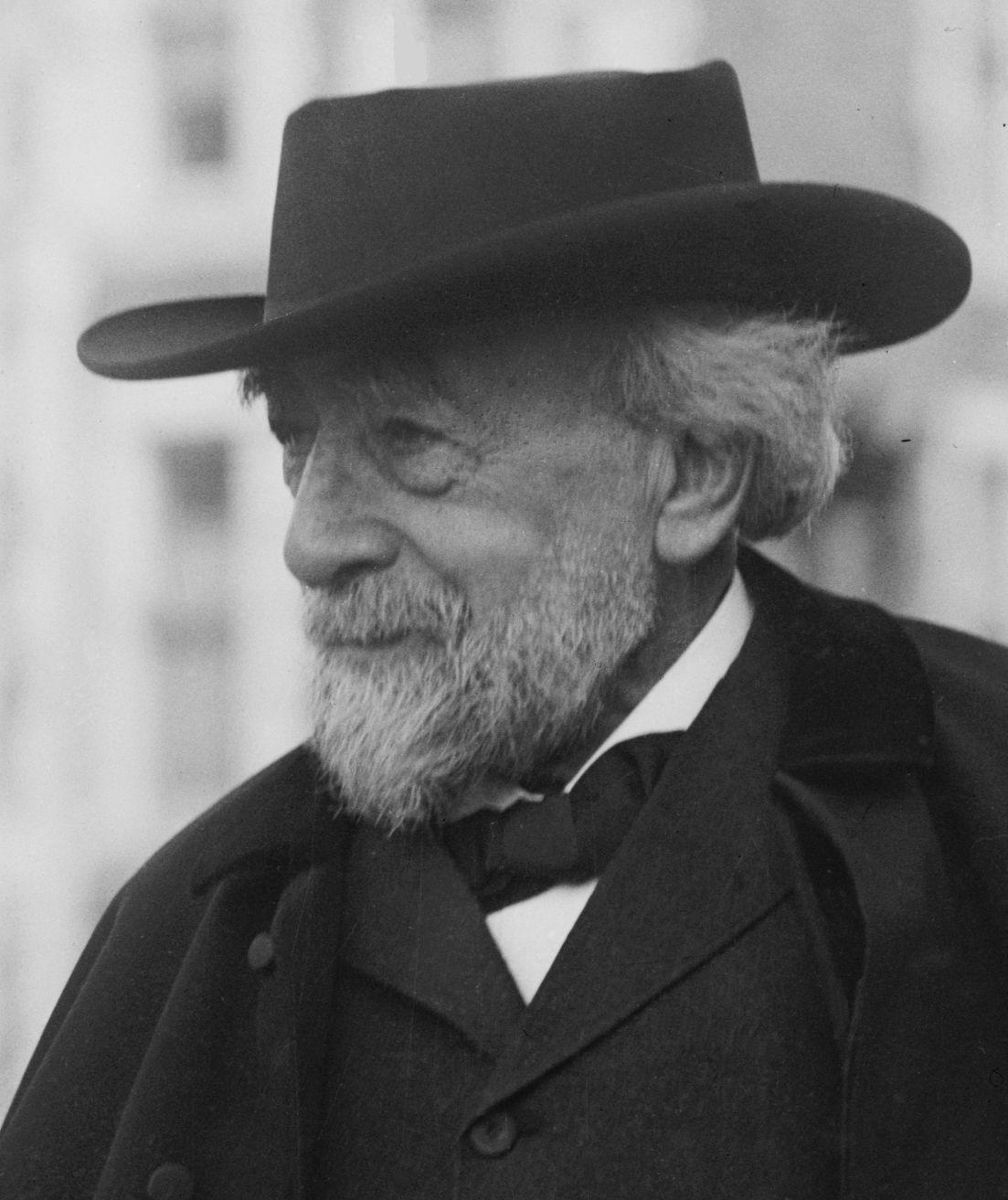
Abraham Jacobi († 1919)
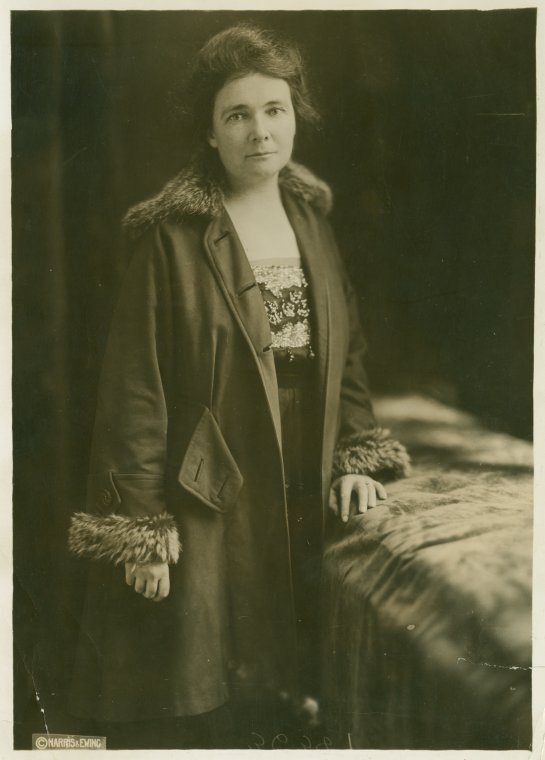
Anna Martin  († 1925)

- 1902: Julius von Ficker, deutsch-österreichischer Historiker
- 1902ː Friederike von Schleswig-Holstein-Sonderburg-Glücksburg, Herzogin von Anhalt-Bernburg
- 1905: Joseph Merklin, deutscher Orgelbauer
- 1907: Walther von Knebel, deutscher Geologe
- 1910: Johann Gottfried Galle, deutscher Astronom, Mitentdecker des Planeten Neptun
- 1912: Adolf Deucher, Schweizer Bundesrat
- 1915: Ernst Henrici, deutscher Gymnasiallehrer, Schriftsteller, Kolonialabenteurer und antisemitischer Politiker
- 1915: Hendrik Willem Mesdag, niederländischer Maler
- 1915: Wascha-Pschawela, georgischer Schriftsteller und Naturphilosoph
- 1918ː Fay Kellogg, US-amerikanische Architektin, Frauenrechtlerin
- 1919: Abraham Jacobi, US-amerikanischer Arzt, gilt als Vater der Kinderheilkunde
- 1919: Hugo Riemann, deutscher Musiktheoretiker, Musikhistoriker und Musikpädagoge (Riemann Musiklexikon)
- 1920: John Fisher, 1. Baron Fisher, britischer Admiral, Erster Seelord
- 1925ː Anna Martin, deutsche Bankerin, erste Bankpräsidentin Amerikas

Louise Abbéma († 1927)
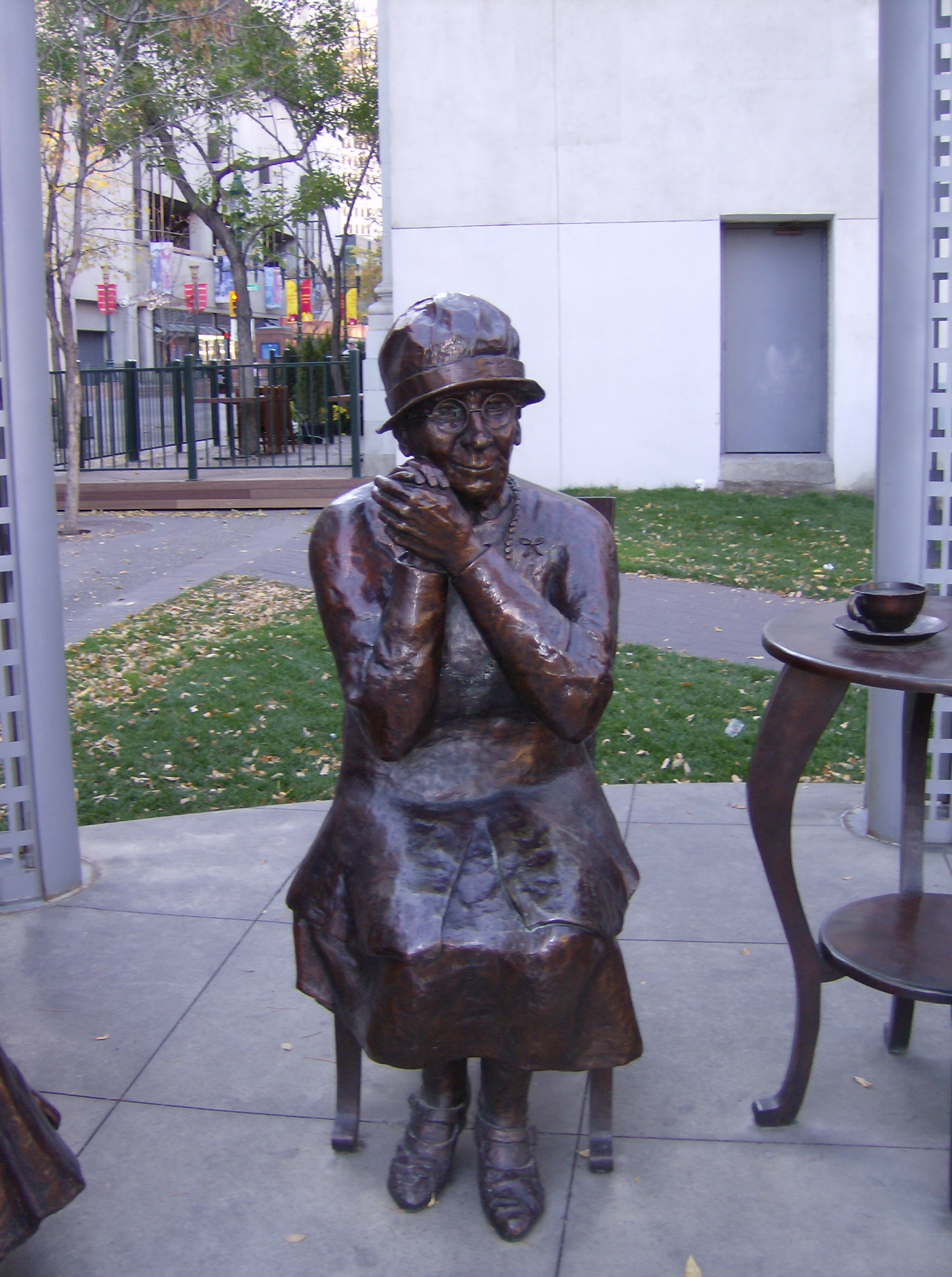
Louise McKinney († 1931)
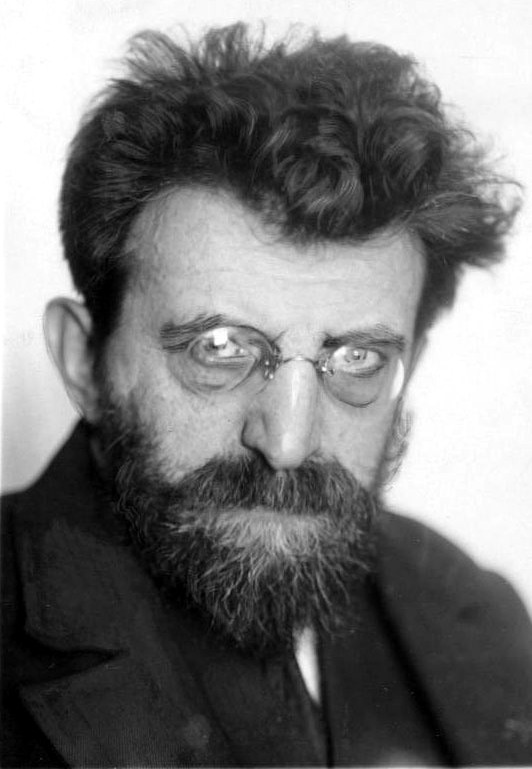
Erich Mühsam († 1934)

- 1927: Louise Abbéma, französische Malerin, Grafikerin und Bildhauerin des Impressionismus und der Belle Époque
- 1927: François Besson, Schweizer Landwirt und Politiker
- 1927: Emil Günter, Schweizer Unternehmer, Politiker und Autor
- 1931: William Bates, US-amerikanischer Augenarzt
- 1931: Louise McKinney, kanadische Frauenrechtlerin und Politikerin, Mitglied der Famous Five
- 1931: Tony Schumacher, deutsche Kinderbuchautorin
- 1933: Harold D. Arnold, US-amerikanischer Elektroingenieur
- 1933: Erwin Barth, deutscher Gartengestalter
- 1934: Erich Mühsam, deutscher Anarchist und Schriftsteller
- 1938: Paul Stremler, französischer Automobilrennfahrer
- 1940: Donald Francis Tovey, britischer Komponist, Pianist und Musikwissenschaftler
- 1941: Edmond van Aubel, belgischer Experimentalphysiker
- 1941: Jelly Roll Morton, US-amerikanischer Pianist, Komponist und Bandleader des frühen Jazz
- 1942: Franz Blei, österreichischer Schriftsteller, Übersetzer und Literaturkritiker
- 1943: Heinrich Bender, deutscher Rugbyspieler und Ruderer
- 1943: Arthur Nevin, US-amerikanischer Komponist, Dirigent und Musikpädagoge
- 1944: Robert Abshagen, deutscher Kommunist und Widerstandskämpfer, Opfer des Nationalsozialismus
- 1944ː Helene Herrmann, deutsche Philologin und Lehrerin, Opfer der Shoa
- 1945: Otakar Hřímalý, tschechischer Komponist
- 1945: Viggo Kihl, kanadischer Pianist und Musikpädagoge
- 1945: Josef Schmid, deutscher Organist, Chorleiter und Komponist

#### 1951–2000

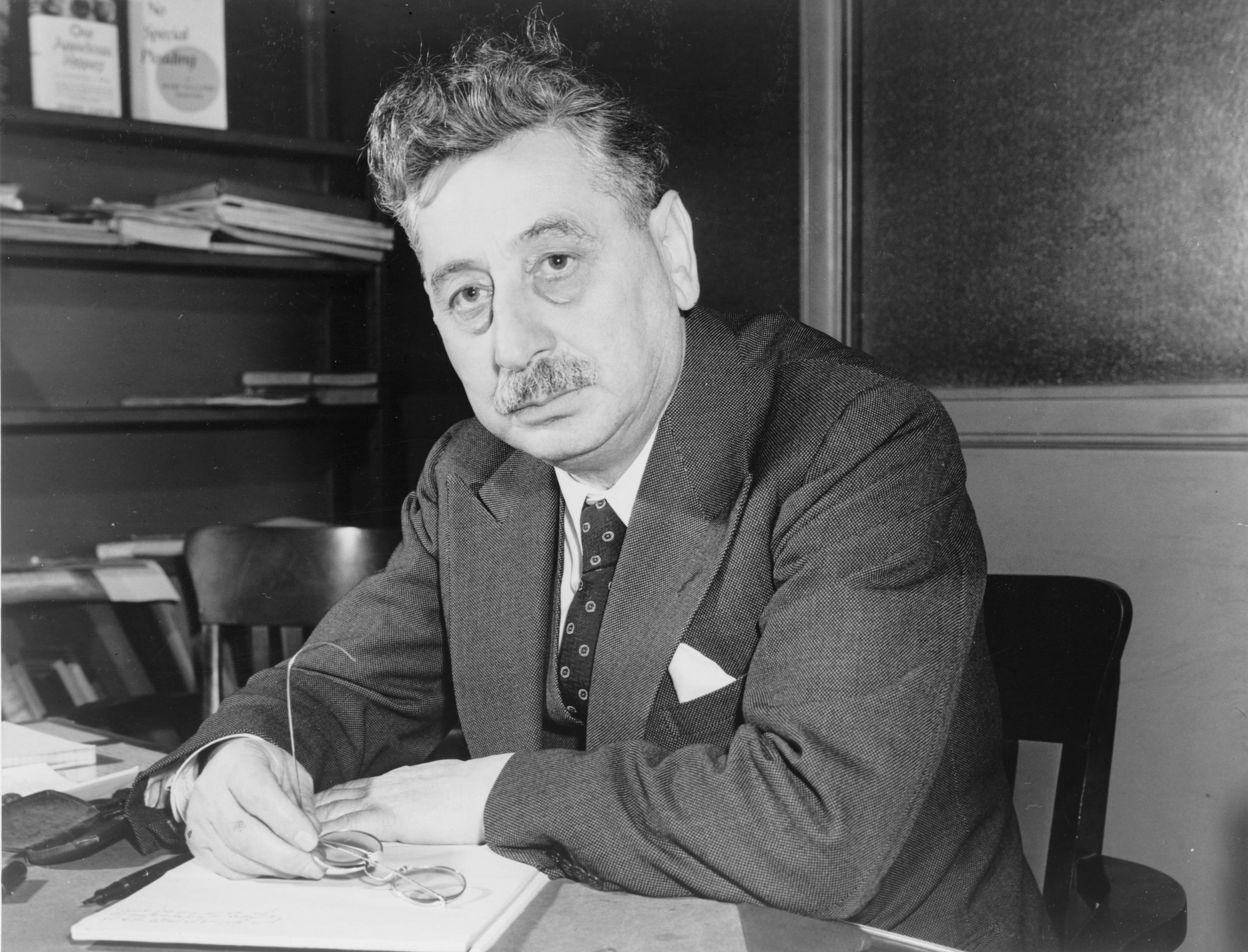
Schalom Asch († 1957)
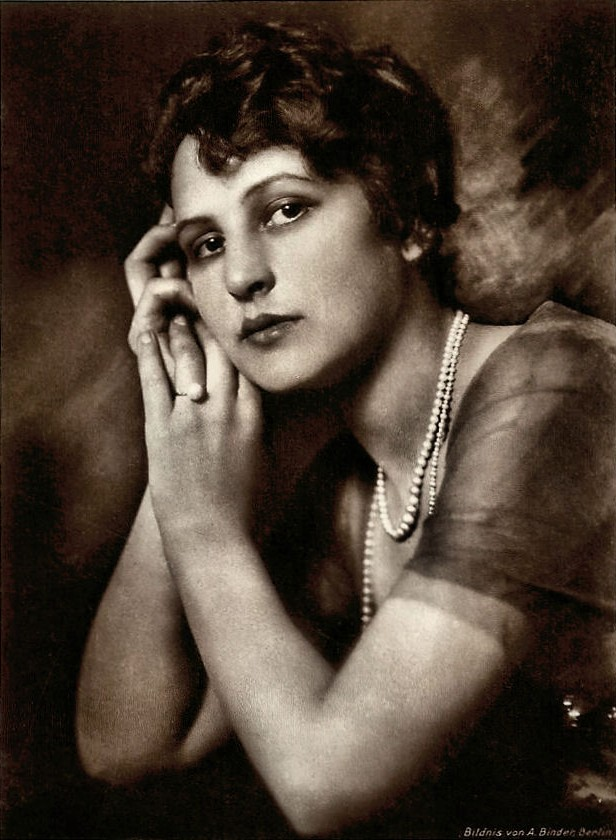
Dagny Servaes († 1961)
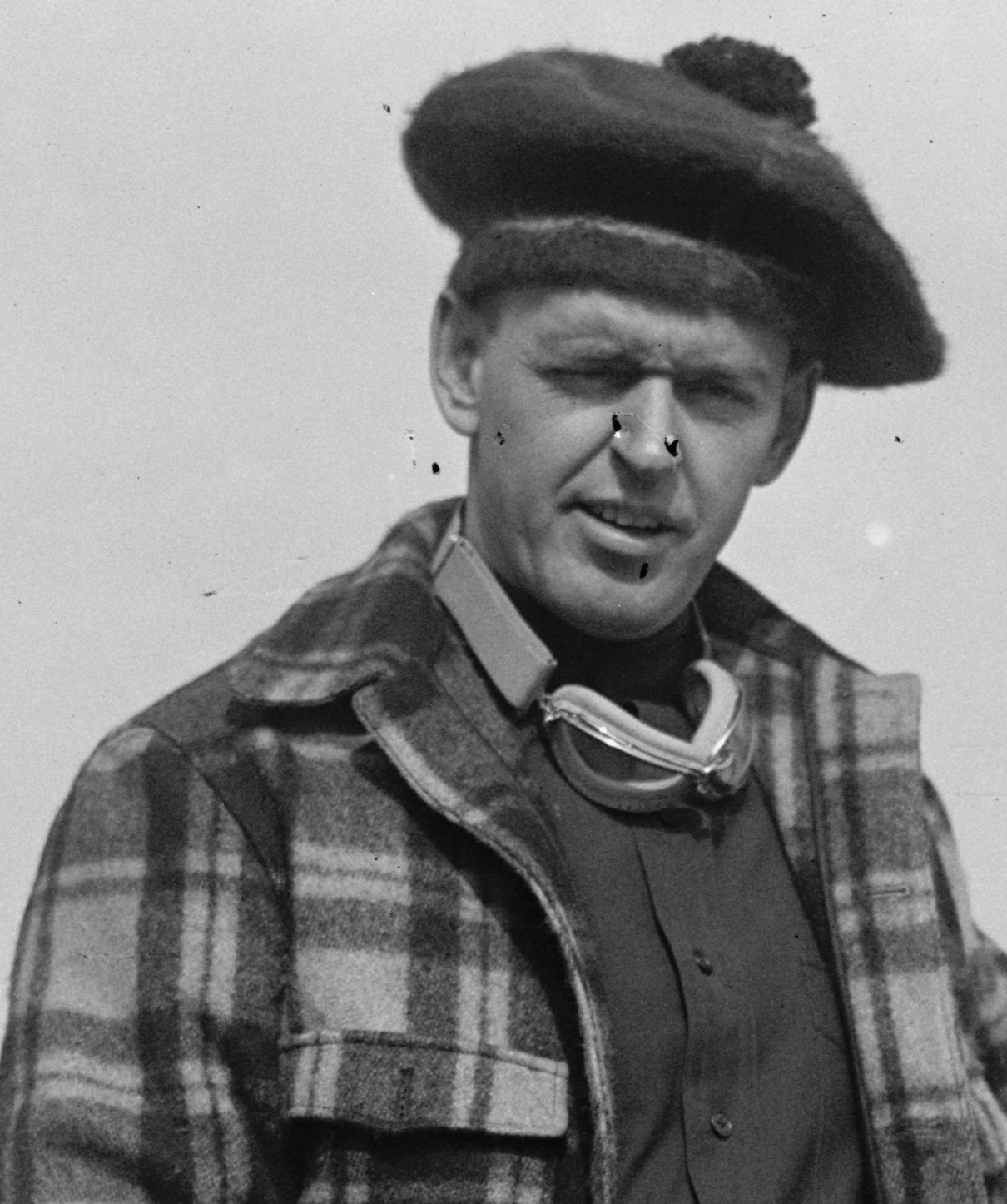
Tommy Milton († 1962)

- 1952: Rued Langgaard, dänischer Komponist und Organist
- 1953: Benito García de la Parra, spanischer Komponist und Musikpädagoge
- 1955: Jerry Hoyt, US-amerikanischer Automobilrennfahrer
- 1956: Georg Dittmann, deutscher Altphilologe
- 1957: Schalom Asch, polnisch-US-amerikanischer Schriftsteller und Dramatiker jiddischer Sprache
- 1958: Franz Bardon, tschechischer Esoteriker
- 1959: Eugen Schmitz, deutscher Musikwissenschaftler und -kritiker
- 1960: Hans Jahn, deutscher Politiker, MdB
- 1961ː Dagny Servaes, deutsch-österreichische Schauspielerin
- 1962: Tommy Milton, US-amerikanischer Automobilrennfahrer
- 1964: Adolf-Friedrich Kuntzen, deutscher General
- 1965: Jacques Audiberti, französischer Schriftsteller, Dramatiker und Journalist
- 1967: Willy Andreas, deutscher Historiker
- 1967ː Albertine Sarrazin, französische Schriftstellerin
- 1969: Bogumił Kobiela, polnischer Schauspieler
- 1970: Bjarni Benediktsson, isländischer Politiker
- 1970ː Frieda Kassen, deutsche Politikerin (SPD), MdBB
- 1970ː Ingrid Wagner-Andersson, deutsche Künstlerin und Malerin sowie Zeichnerin
- 1971: George Kenner, deutscher bildender Künstler
- 1971: Pierre Padrault, französischer Automobilrennfahrer
- 1972: Lovie Austin; US-amerikanische Blues und Jazz-Pianistin, Arrangeurin und Komponistin
- 1973: Scott R. Beal, US-amerikanischer Regieassistent
- 1974ː Margarete Balk, deutsche Politikerin, Mitglied des bayrischen Landtags
- 1974ː Käthe Schulken, norddeutsche Pädagogin
- 1975: Ernst Fischer, deutscher Komponist
- 1975: Hazel Gaudet-Erskine, amerikanische Sozial- und Kommunikationswissenschaftlerin
- 1975: Achille Van Acker, belgischer Politiker, Minister, mehrfacher Premierminister, Parlamentspräsident

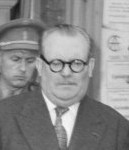
Achille Van Acker († 1975)
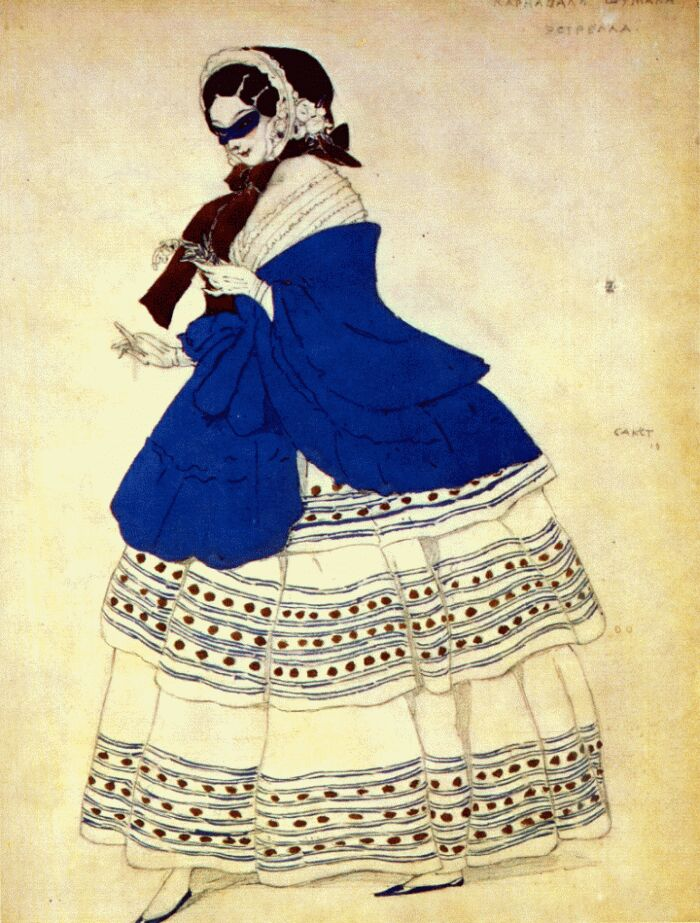
Ludmilla Schollar († 1978)
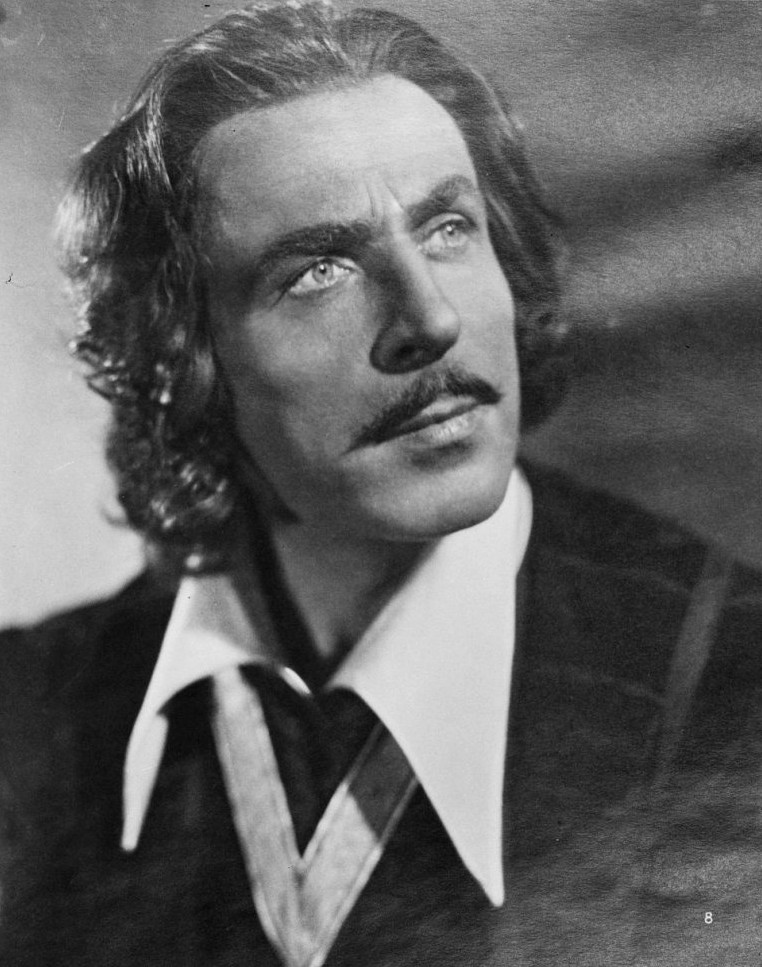
Wolfgang Lukschy († 1983)
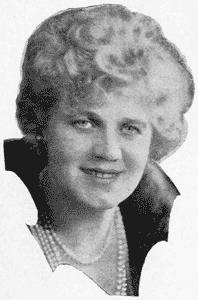
Maria Jeritza († 1982)

- 1976: Mike Pratt, britischer Komponist, Pianist und Schauspieler
- 1978: Albert von der Aa, Schweizer Politiker und Redakteur
- 1978: Joe Davis, englischer Snookerspieler
- 1978ː Ludmilla Schollar, russische Balletttänzerin
- 1979: Arthur Fiedler, US-amerikanischer Dirigent und Violinist
- 1980: Grigori Irmowitsch Nowak, sowjetischer Gewichtheber
- 1981: Valter Ever, estnischer Leichtathlet
- 1981: Elimar Freiherr von Fürstenberg, deutscher Politiker, MdB
- 1982: Maria Jeritza, österreichische Sopranistin und Kammersängerin
- 1982: Gustav Heinrich Ralph von Koenigswald, deutsch-niederländischer Paläoanthropologe und Geologe
- 1983: Werner Egk, deutscher Komponist
- 1983: Wolfgang Lukschy, deutscher Schauspieler und Synchronsprecher
- 1983: Else Wolz, deutsche Schauspielerin
- 1985: Fernando Pereira, niederländischer Fotograf und Greenpeace-Aktivist
- 1986: Dušan Antonijević, jugoslawischer Schauspieler
- 1986: Philippe de Gunzburg, französischer Widerstandskämpfer und Automobilrennfahrer
- 1987: John Hammond, US-amerikanischer Musikproduzent
- 1989: Mel Blanc, US-amerikanischer Synchronsprecher
- 1992: Albert Pierrepoint, britischer Henker
- 1993: Wilhelm Eidam, deutscher Maler
- 1993: Ruth Krauss, amerikanische Kinderbuchautorin
- 1993: Antanas Mončys, litauischer Bildhauer
- 1994ː Lélia Gonzalez, afrobrasilianische Aktivistin, Politikerin, Anthropologin und Hochschullehrerin
- 1997: Ivor Allchurch, walisischer Fußballspieler
- 1997: Chetan Anand, indischer Filmregisseur und -produzent
- 1999: Theodor Eschenburg, deutscher Politikwissenschaftler, Publizist und Staatsrechtler
- 2000: Justin Pierce, US-amerikanischer Schauspieler

### 21. Jahrhundert

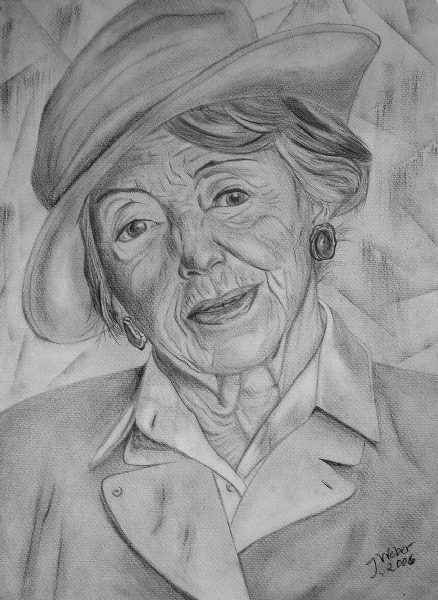
Inge Meysel († 2004)
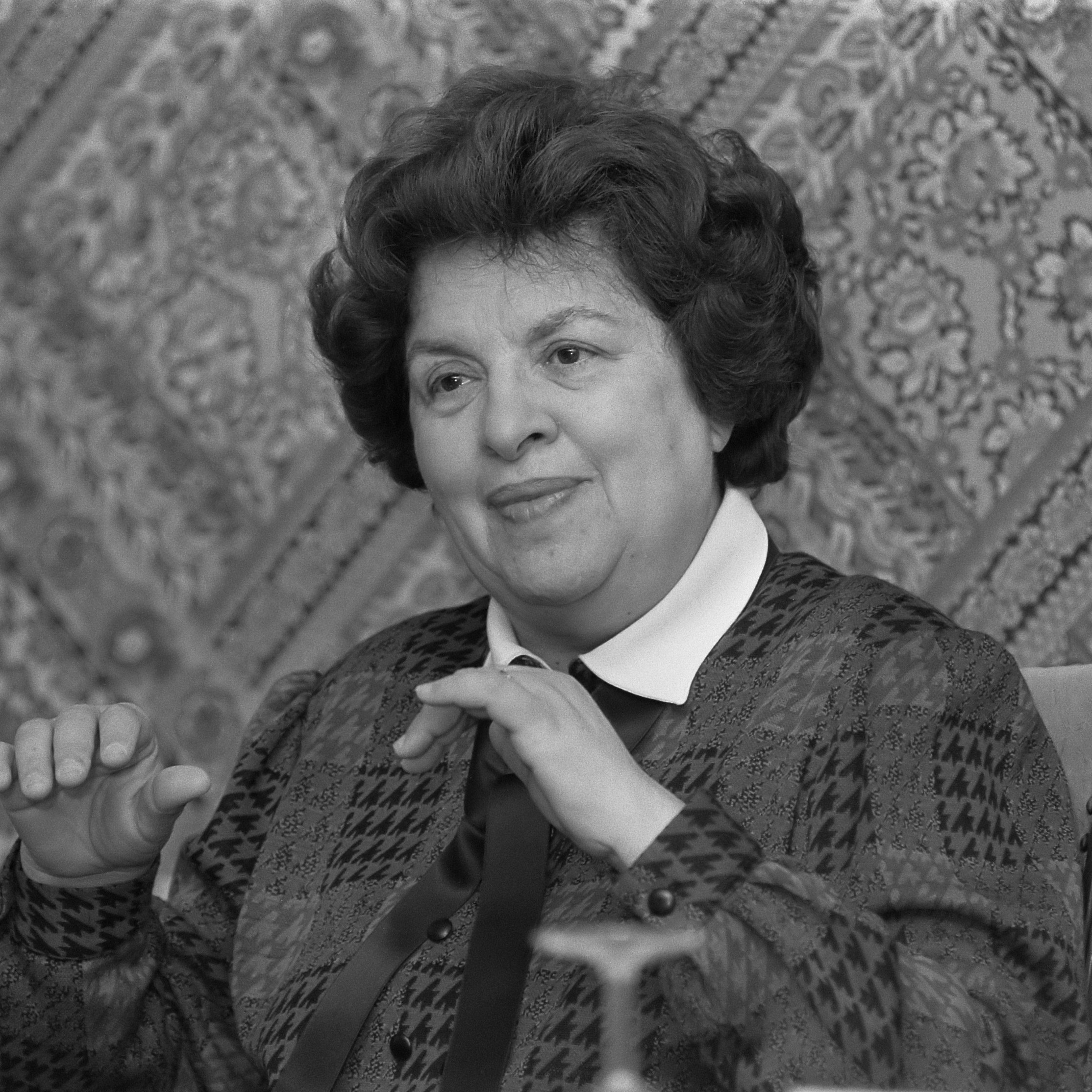
Maria de Lourdes Pintasilgo († 2004)
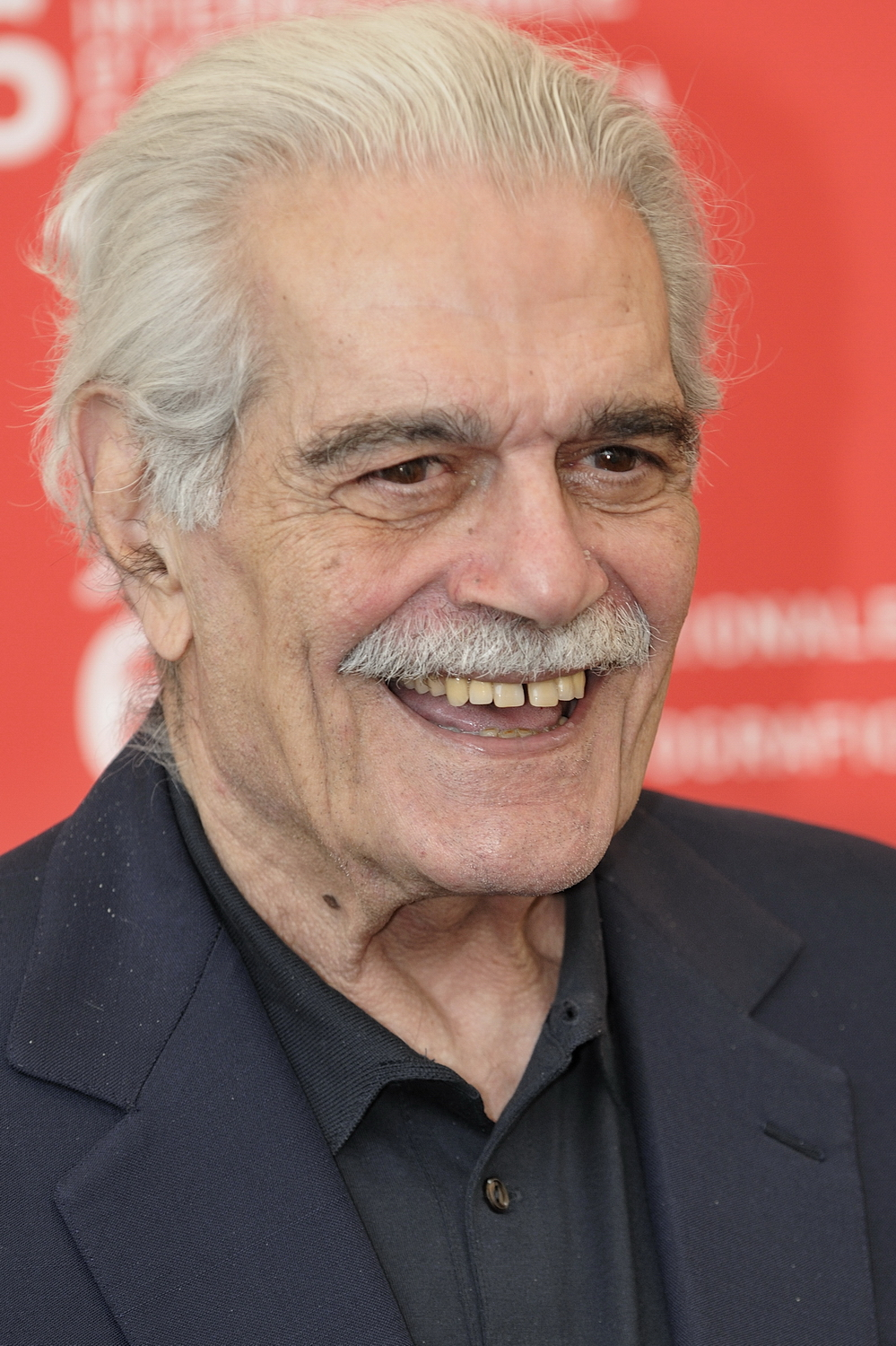
Omar Sharif († 2015)
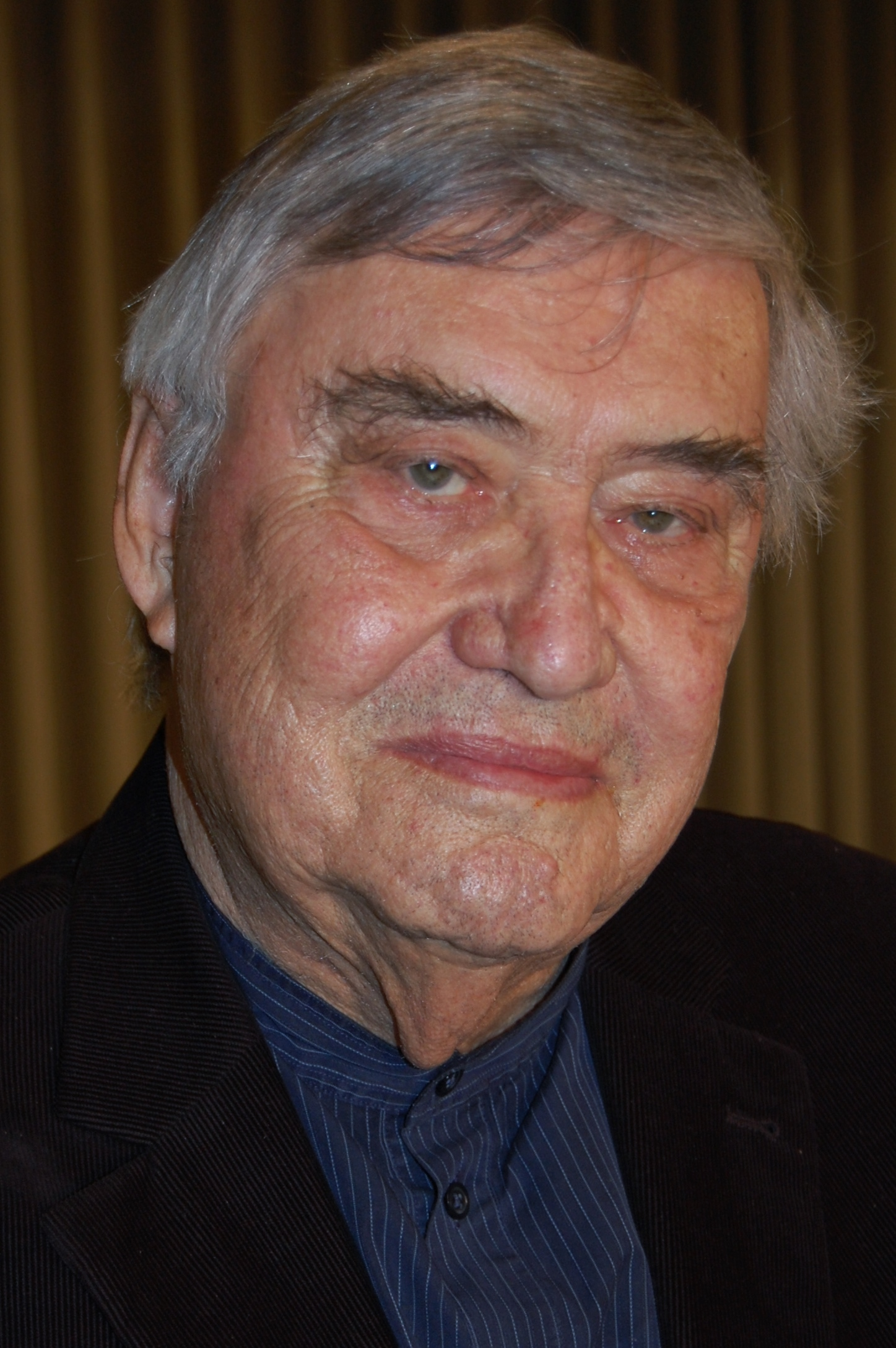
Peter Härtling († 2017)

- 2002: Frieda Grafe, deutsche Filmkritikerin, -essayistin und Übersetzerin
- 2002: Alan Shulman, US-amerikanischer Komponist und Cellist
- 2003: Celia Cruz, kubanische Sängerin
- 2003: Hartley Shawcross, britischer Politiker, Abgeordneter, Justizminister, Chefankläger bei den Nürnberger Prozessen
- 2004: Inge Meysel, deutsche Schauspielerin
- 2004: Maria de Lourdes Pintasilgo, portugiesische Politikerin, Premierministerin
- 2005: Klaus Grawe, deutscher Psychologe
- 2005: Serge Lancen, französischer Komponist und Pianist
- 2005: A. J. Quinnell, britischer Autor
- 2006: Schamil Salmanowitsch Bassajew, tschetschenischer Terroristenführer
- 2006: Fred Wander, österreichischer Schriftsteller
- 2007: Frank Kilroy, US-amerikanischer American-Football-Spieler
- 2007: Ona Narbutienė, litauische Musikwissenschaftlerin
- 2007: August Paterno, österreichischer Medien-Priester
- 2008: Jakob Ejersbo, dänischer Schriftsteller
- 2009: Zena Marshall, britische Schauspielerin
- 2010: Heinz Gerlach, deutscher Publizist
- 2010: Sugar Minott, jamaikanischer Reggae-Musiker
- 2011: Pierrette Alarie, kanadische Sängerin und Gesangspädagogin
- 2012: Marie Ellington, US-amerikanische Jazzsängerin
- 2012: Charles von Graffenried, Schweizer Verleger und Unternehmer
- 2012: Viktor Suslin, russischer Komponist
- 2013: Gerhard Brandes, deutscher Bildhauer
- 2013: Alfred Waldis, Schweizer Museumsleiter
- 2014: Siegfried Geißler, deutscher Dirigent und Politiker
- 2014: On Kawara, japanischer Konzeptkünstler
- 2015: Roger Rees, britisch-US-amerikanischer Schauspieler
- 2015: Omar Sharif, ägyptischer Schauspieler
- 2016: Katharina Focke, deutsche Politikerin, Bundesministerin
- 2016: Norbert Joos, Schweizer Bergsteiger und Bergführer
- 2016: Günter Kahowez, österreichischer Komponist und Hochschullehrer
- 2017: Dhruba Ghosh, indischer Sarangispieler
- 2017: Herbert Wenz, deutscher Fußballtrainer
- 2017: Peter Härtling, deutscher Schriftsteller
- 2018: Jessica Mann, britische Autorin
- 2018: Mien Schopman-Klaver, niederländische Leichtathletin
- 2019: Valentina Cortese, italienische Schauspielerin
- 2019: Ulrich Mölk, deutscher Romanist, Literaturwissenschaftler und Mediävist
- 2020: Miloš Jakeš, tschechoslowakischer Politiker
- 2020: Lara van Ruijven, niederländische Shorttrackerin
- 2020: Anna Stroka, polnische Germanistin und Literaturhistorikerin
- 2021: Esther Bejarano, Überlebende des KZ Auschwitz-Birkenau
- 2021ː Carmel Budiardjo, britische Menschenrechtsaktivistin und Gründerin der Menschenrechtsorganisation Tapol
- 2023: Erich Bitter, deutscher Automobildesigner, Rad- und Automobilrennfahrer
- 2024: Günther Antesberger, österreichischer Musikwissenschaftler, Komponist und Musikredakteur

## Feier- und Gedenktage
- Kirchliche Gedenktage
  - Wilhelm I. (Oranien), Statthalter und Förderer der Reformation in den Niederlanden (evangelisch)
  - Hl. Knut IV. der Heilige, dänischer König und Schutzheiliger (katholisch)
  - Hl. Rufina und Secunda, Jungfrauen und Märtyrinnen (katholisch)

- Namenstage
  - Alexander, Engelbert, Erich, Knut, Olaf, Oliver, Saskia

- Staatlicher Feier- und Gedenktag
  - Bahamas: Unabhängigkeitstag (von Großbritannien) (1973)

Weitere Einträge enthält die Liste von Gedenk- und Aktionstagen.